# Armi e armature romane

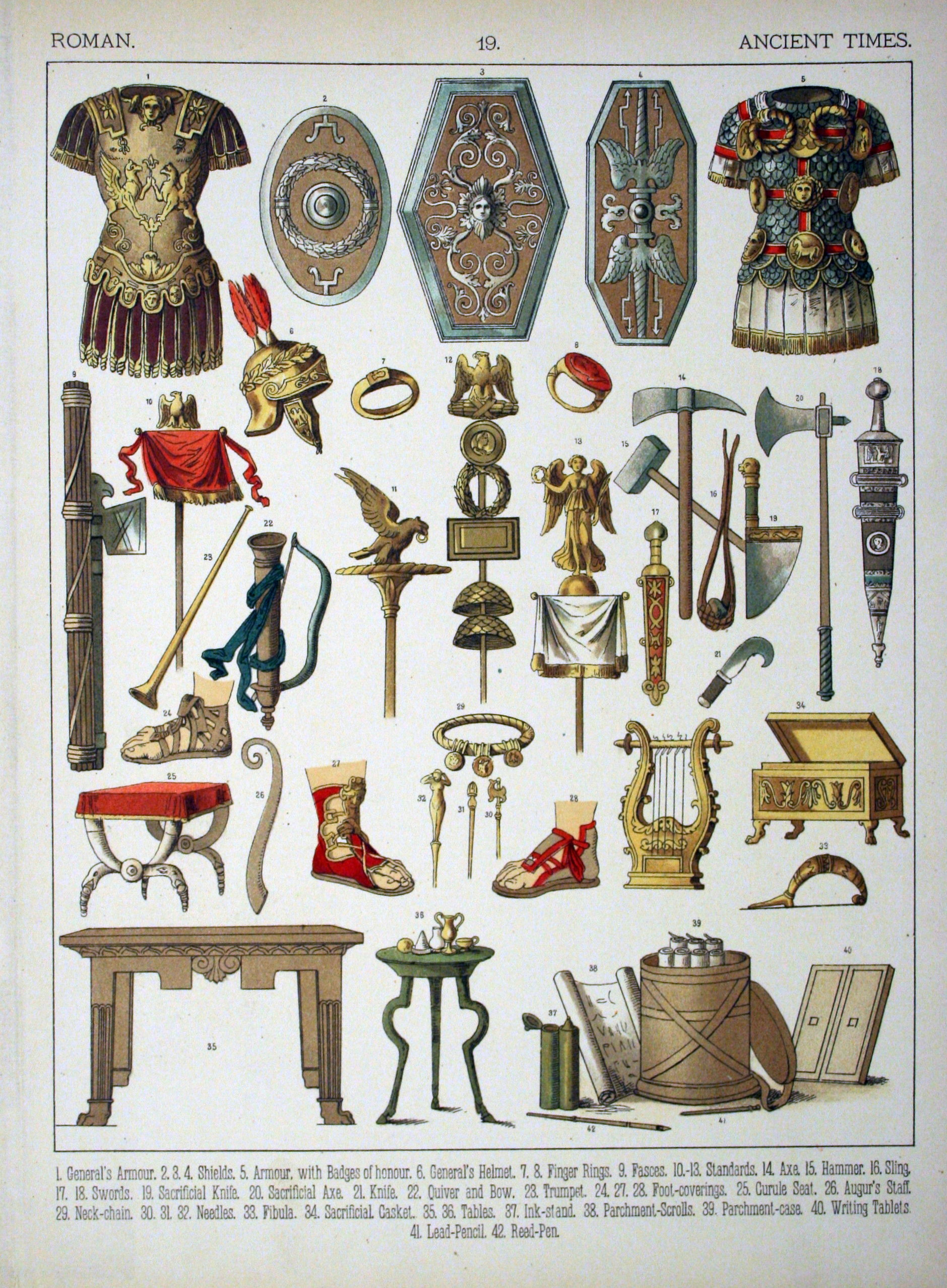
Armi dell'esercito romano

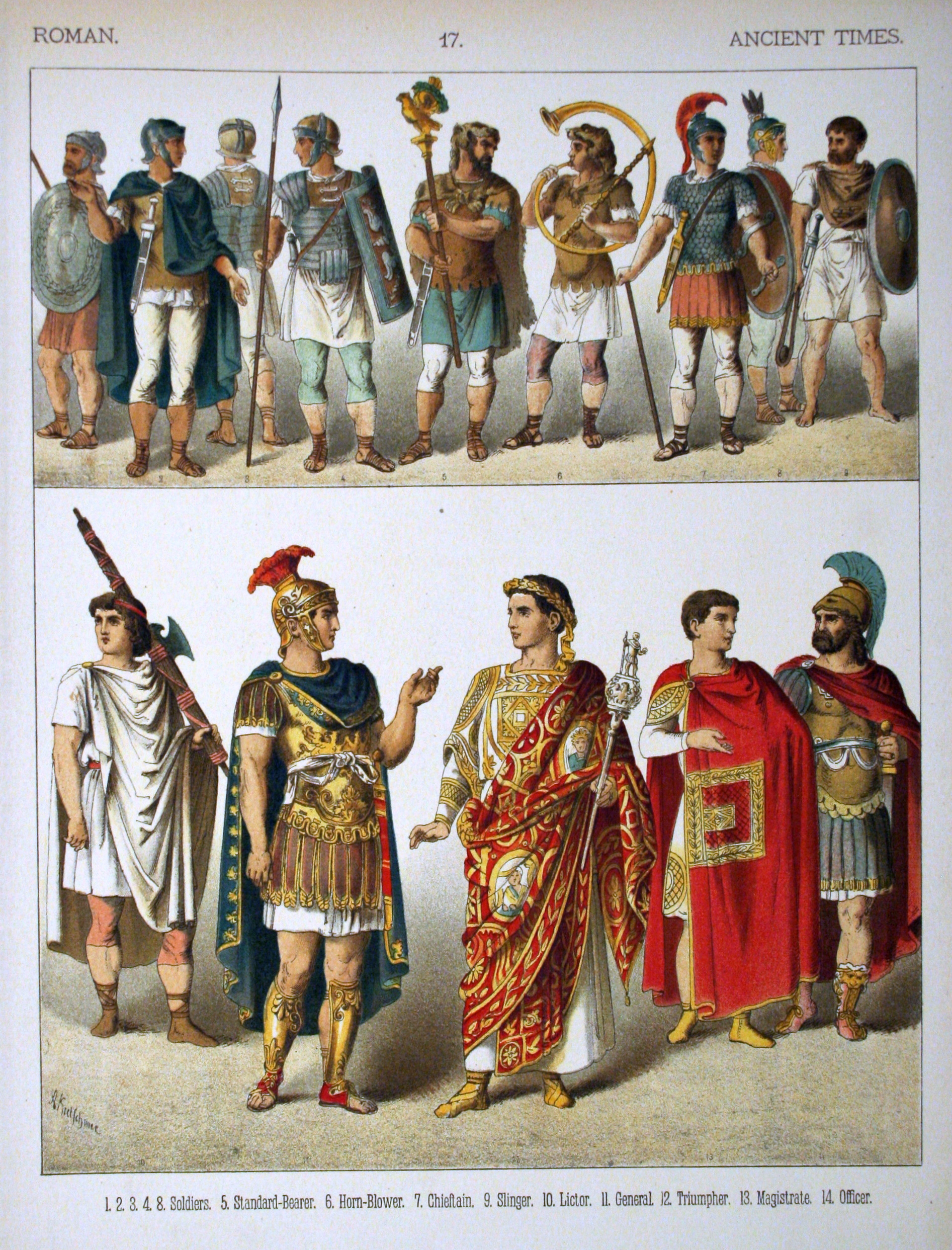
Abbigliamento ed armature

Per armi ed armature romane si intende l'insieme delle armi "da offesa" e "da difesa" utilizzate sia dal singolo individuo (miles) , sia in modo collettivo da un gruppo di armati nella storia di Roma dalle forze di soldati che servirono nelle legioni dall'epoca monarchica e repubblicana a quella imperiale e tardo imperiale. Roma riuscì a imporre il suo dominio su un vastissimo territorio grazie a un esercito estremamente organizzato, discliplinato, ben addestrato ed equipaggiato. Le armi romane furono, quindi, di fondamentale importanza per ottenere i rilevanti successi contro tutti i nemici che essa incontrò durante la sua storia più che millenaria. La supremazia tecnologica di Roma fu uno dei vantaggi decisivi della superiorità romana.
L'arma da offesa meglio conosciuta fu sicuramente il gladio, che per alcuni secoli, unito alla sapienza tattica romana, rese temibile il legionario nel mondo conosciuto. Tra le armi d'assedio collettive, vale la pena invece ricordare, tra le principali, lo scorpione, l'ariete, la catapulta e la torre mobile; in quest'ultima vi erano diverse baliste, armi create per scagliare frecce ad alta velocità.
I legionari erano armati, oltre che col gladio, di lance e giavellotti (lancae, hastae, veruta, spicula, pila), mutate nel corso dei secoli. Gli scudi e le armature, usate in età repubblicana, furono modernizzati in età imperiale: dalle cotte di maglia si passò poi a armature composte di piastre di cuoio e ferro sovrapposte. La loro resistenza era maggiore di quella delle cotte di maglia ed erano più leggere rispetto ad esse del 30%. Lo scudo ovaliforme, rinforzato nella parte centrale da una nervatura metallica o con al centro l'umbone, diventò rettangolare, reso resistente con bordi in ferro contro i colpi delle lame del nemico.
Nelle epoche successive, durante l'anarchia militare e poi il periodo del dominato, perso il binomio gladium-pilum, i soldati dell'esercito romano passarono all’uso di lance e armi da tiro, forse in conseguenza di mutamenti tattici che non richiedevano più approcci come era stato ai tempi delle grandi conquiste. L'armamento tipico del miles divenne la lancia e lo scudo, mentre la spatha, dopo la carica con l'hasta, era impiegata per la fase finale del combattimento.

## Epoca per epoca

### Periodo regio

#### Del singolomiles

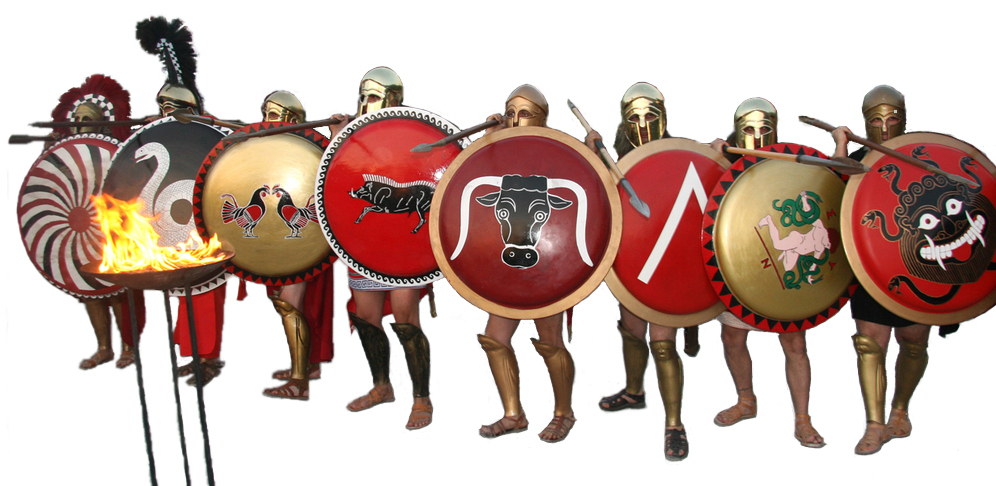
Ricostruzione moderna di una falange oplitica romana all'epoca della riforma di Servio Tullio.

Sulla base dei recenti ritrovamenti archeologici si è potuto notare che il primo esercito romano, quello di epoca romulea, era costituito da fanti che avevano preso il modo di combattere e l'armamento dalla civiltà villanoviana della vicina Etruria. I guerrieri combattevano prevalentemente a piedi, muniti di lance o giavellotti, spade, pugnali ed asce, mentre solo i più ricchi potevano permettersi un'armatura completa, dotata di elmo e corazza, o solo una piccola protezione rettangolare sul petto, davanti al cuore. Gli scudi avevano dimensioni variabili. Quelli di grande forma rotonda (i cosiddetti clipeus), vennero abbandonati, secondo Tito Livio, attorno alla fine del V secolo a.C.. Plutarco racconta, inoltre, che una volta uniti tra loro, Romani e Sabini, Romolo introdusse gli scudi di tipo sabino, abbandonando il precedente di tipo argivo e modificando le precedenti armature.
L'armamento dei cavalieri, invece, consisteva in un elmo, un piccolo scudo rotondo in bronzo, oltre ad una lancia leggera ed una spada. Secondo Polibio non avevano invece una corazza, bensì una semplice trabea, che gli permettesse di salire e scendere da cavallo in modo sufficientemente comodo, anche se negli scontri correvano grossi rischi poiché combattevano privi di una vera e propria protezione.
In seguito alla riforma operata da Servio Tullio,
1. la prima classe risultò munita di armamento pesante costituito da elmo, scudo rotondo argolico (clipeus), schinieri, corazza in bronzo o ferro; come armi d'offesa avevano un'hasta ed una spada;[6][9]
2. la seconda era equipaggiata con elmo, scudo rettangolare o oblungo (scutum) a maggior protezione per la mancanza di una corazza, oltre a schinieri; come armi d'offesa avevano un'hasta ed una spada;[6][9]
3. la terza era equipaggiata con elmo e scudo rettangolare o oblungo (scutum); come armi d'offesa avevano un'hasta ed una spada;[6][9]
4. la quarta era equipaggiata, o come racconta Tito Livio, di un'hasta ed un giavellotto (verutum),[6] oppure come suggerisce Dionigi di Alicarnasso, di una spada ed un'hasta;[10]
5. la quinta era armata solo con una fionda e pietre da scagliare.[6][10]

In sintesi potremmo dividere le armi e l'equipaggiamento del legionario romano, come segue:
Armi d'offesa
- Uno spiculum o hasta, vale a dire la lancia da urto, lunga più di 2 metri;[11]
- un verutum, giavellotto;
- una falcata, ricavata sul modello della kopis greca, vale a dire una spada con lame normalmente in bronzo, ed in rari casi in ferro, della lunghezza variabile tra i 33 ed i 56 cm;[12]
- un pugnale con lama di lunghezza compresa tra i 25 ed i 41 cm;[13]
- una lingula.

Equipaggiamento da difesa
- un elmo di varie tipologie, variamente decorati, anche con cimieri;

1. Italici (Villanoviani, Piceni, Paleoveneti), fino al V secolo;[14]
2. Negau, dal VII secolo fino al IV secolo;[15]
3. Corinzio, fino al V secolo;[16]
4. Italico-Corinzio o Apulo-Corinzio, fino al III secolo;[16]
5. Frigio;[16]
6. Calcidico-Attico, fino al IV secolo;[16][17]

- un clipeo oplitico ovvero lo scudo, denominato hoplon in greco e clipeo, fatto di legno, coperto da pelle o talvolta da uno strato di bronzo, di forma circolare e concava con dimensioni variabili (comprese tra i 50 ed i 97 cm[3]);
- un pettorale bronzeo, nelle fatture più pregiate trilobato e decorato con scene mitologiche o simboliche, delle dimensioni di circa 15 x 22 cm.[2]
- una corazza del tipo lorica musculata per la prima classe della riforma serviana;
- uno o due gambali (ocreae), indossati sulle gambe esposte al combattimento;
- un linothorax con pteruges, composto da più strati di lino e in alcuni casi coperto ulteriormente da uno strato di piastrine di bronzo o ferro.

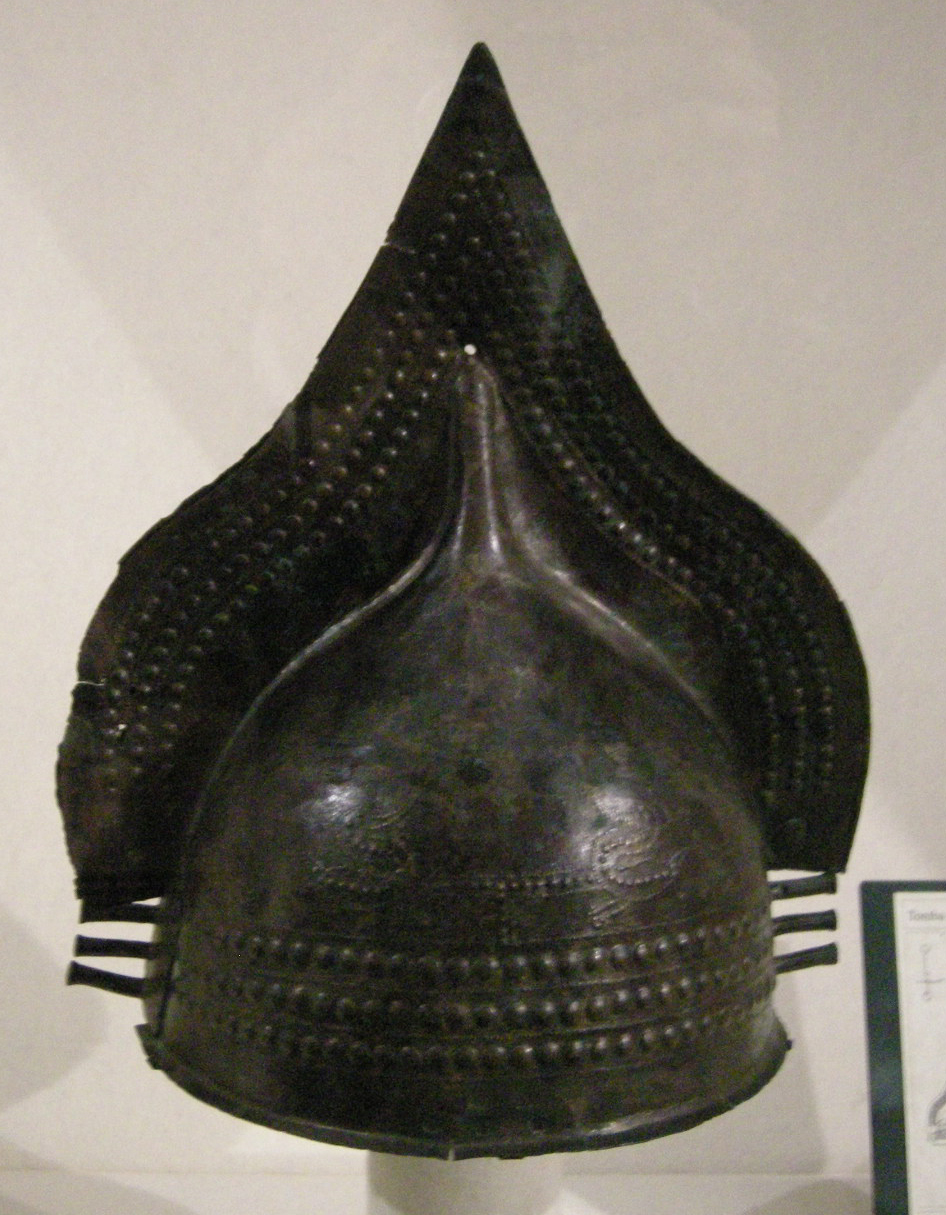
Tipico elmo villanoviano risalente al primo periodo regio di Roma, proveniente dal museo etrusco Guarnacci di Volterra.
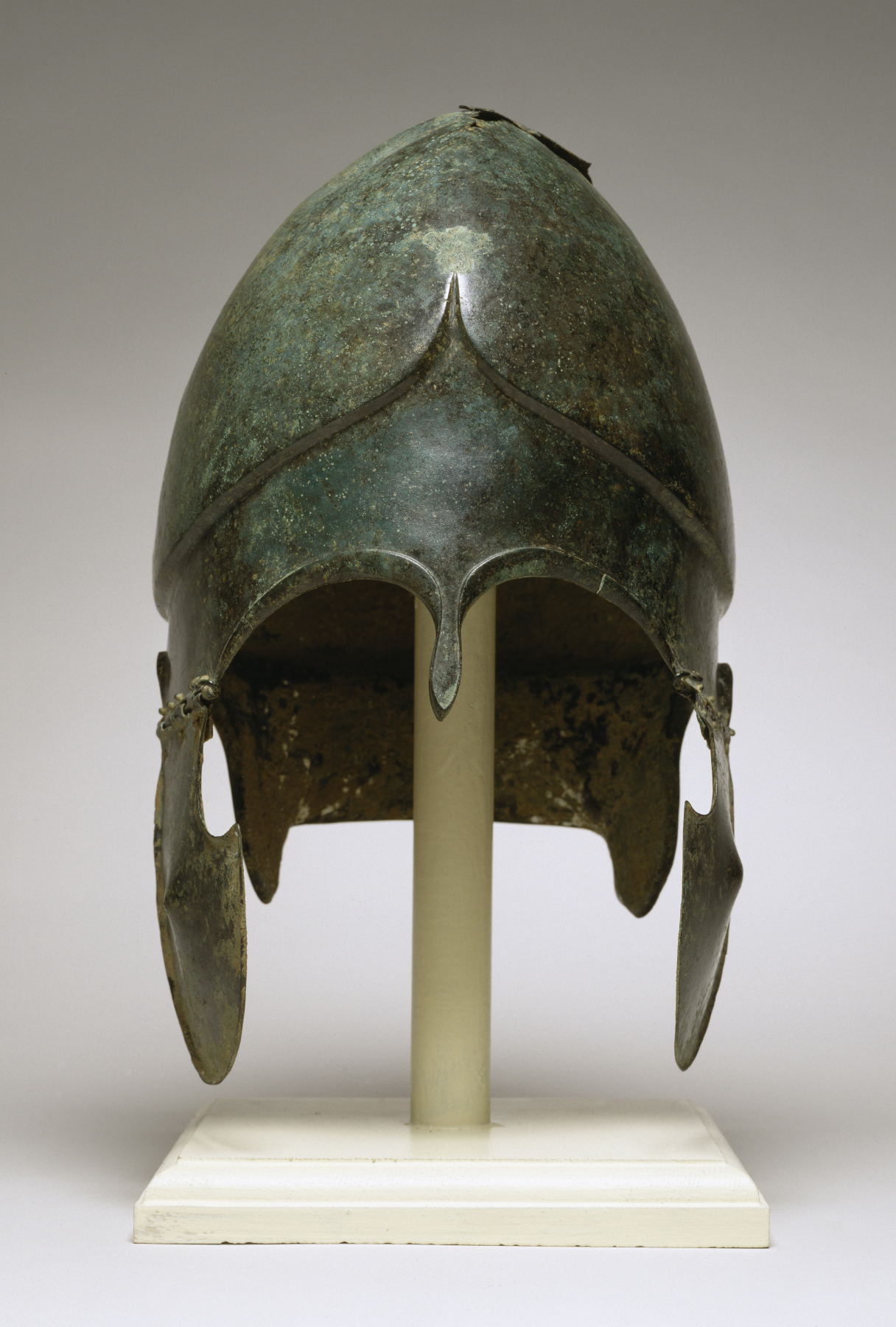
Elmo calcidico (500 a.C. circa; Walters Art Museum di Baltimora).
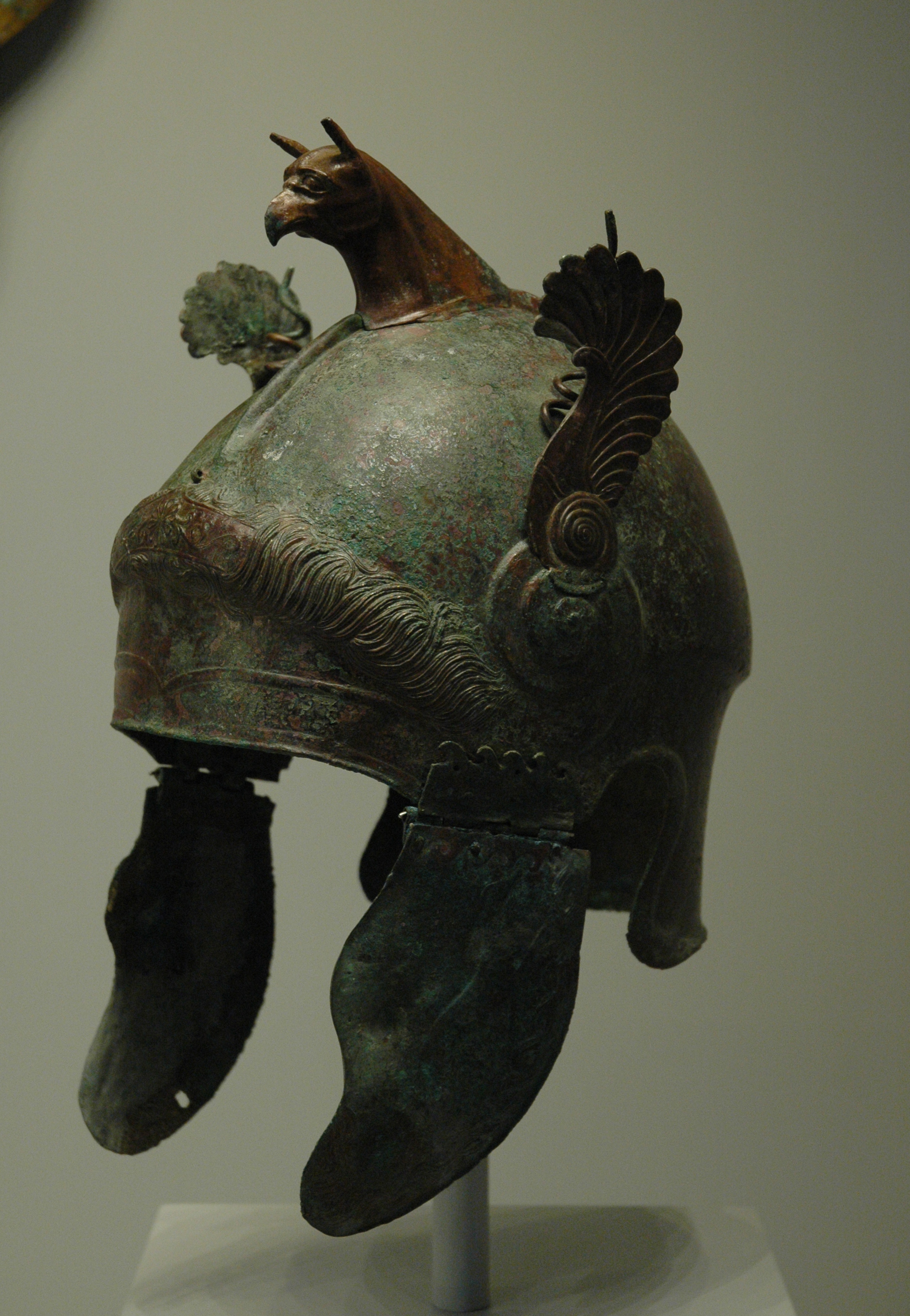
Elmo attico da cerimonia proveniente dall'Italia meridionale, 300 a.C. circa.
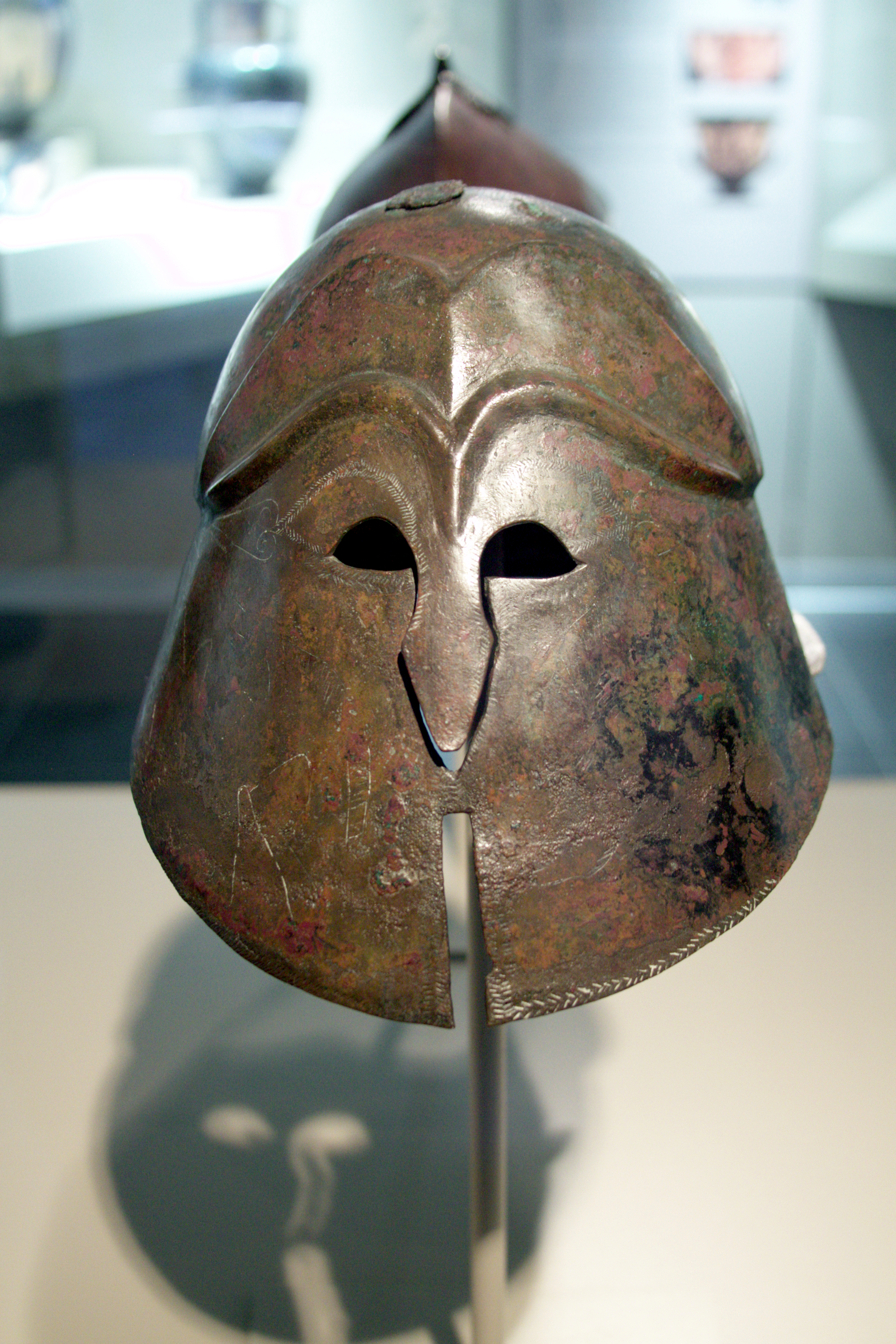
Elmo corinzio 450-400 a.C. (Civico museo archeologico di Milano).
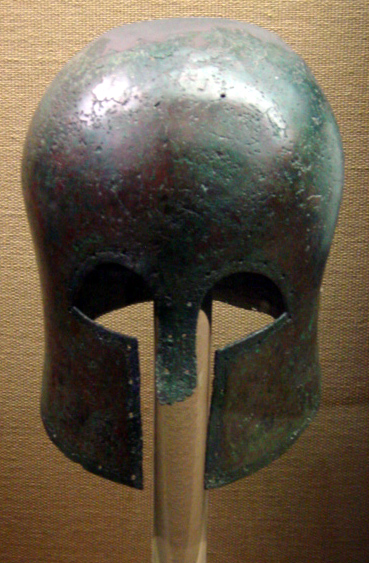
Elmo apulo-corinzio di bronzo del VI-V secolo a.C. (Civico museo archeologico di Milano).

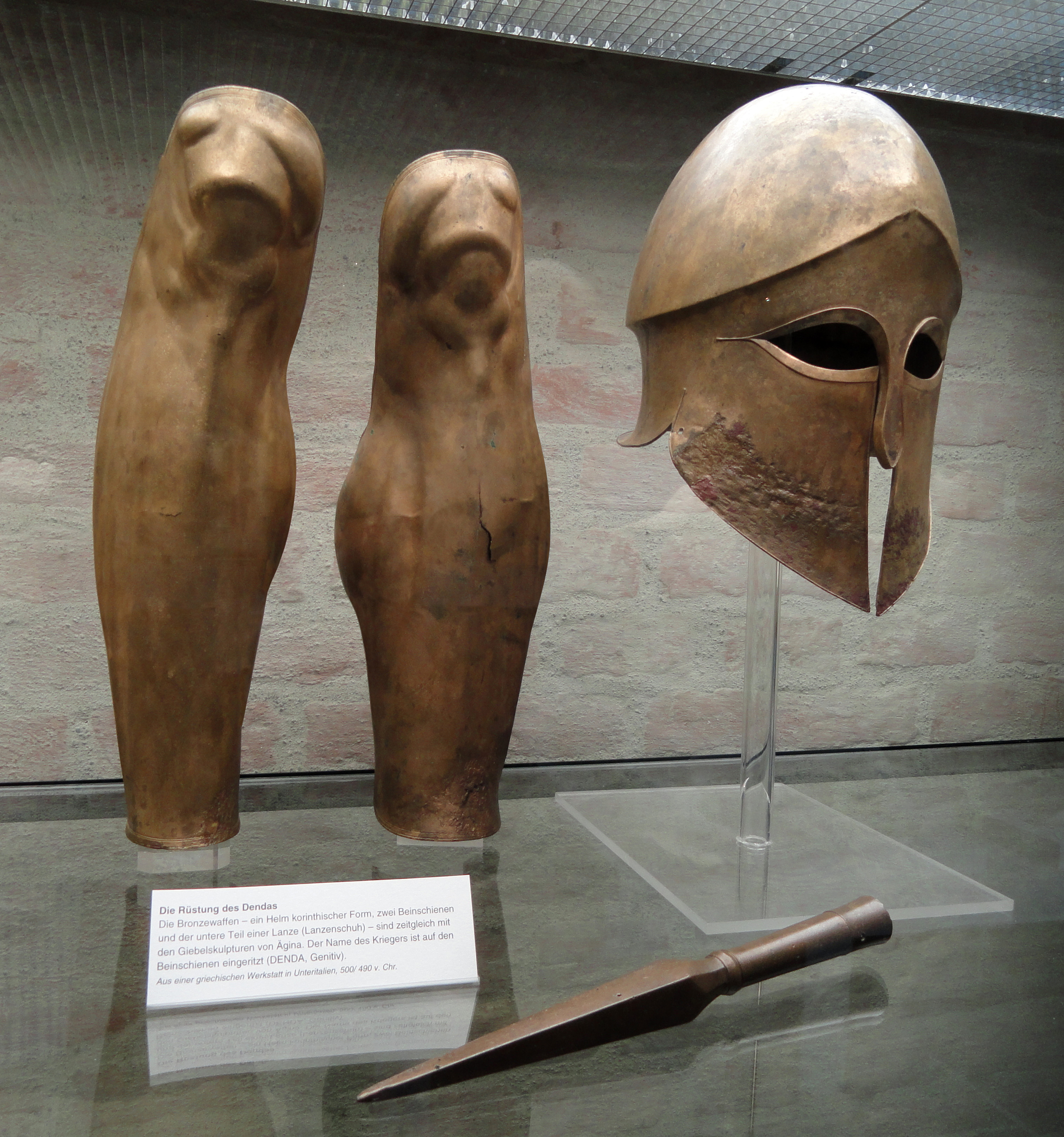
Elmo, schinieri e punta di hasta corinzi (Magna Grecia, inizi del V secolo a.C.).
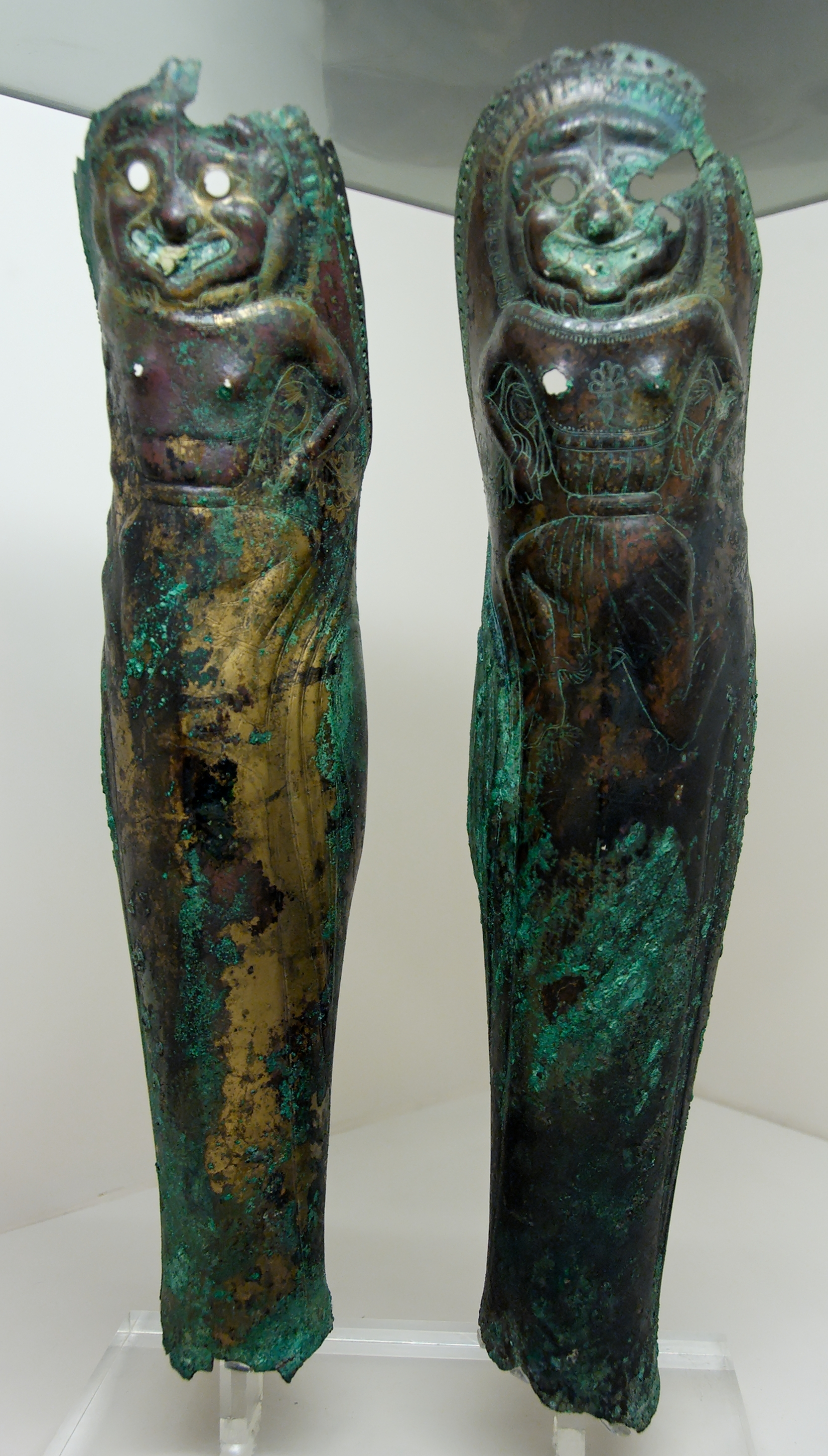
Schinieri apuli del VI secolo a.C. (da Ruvo di Puglia, ora al British Museum).

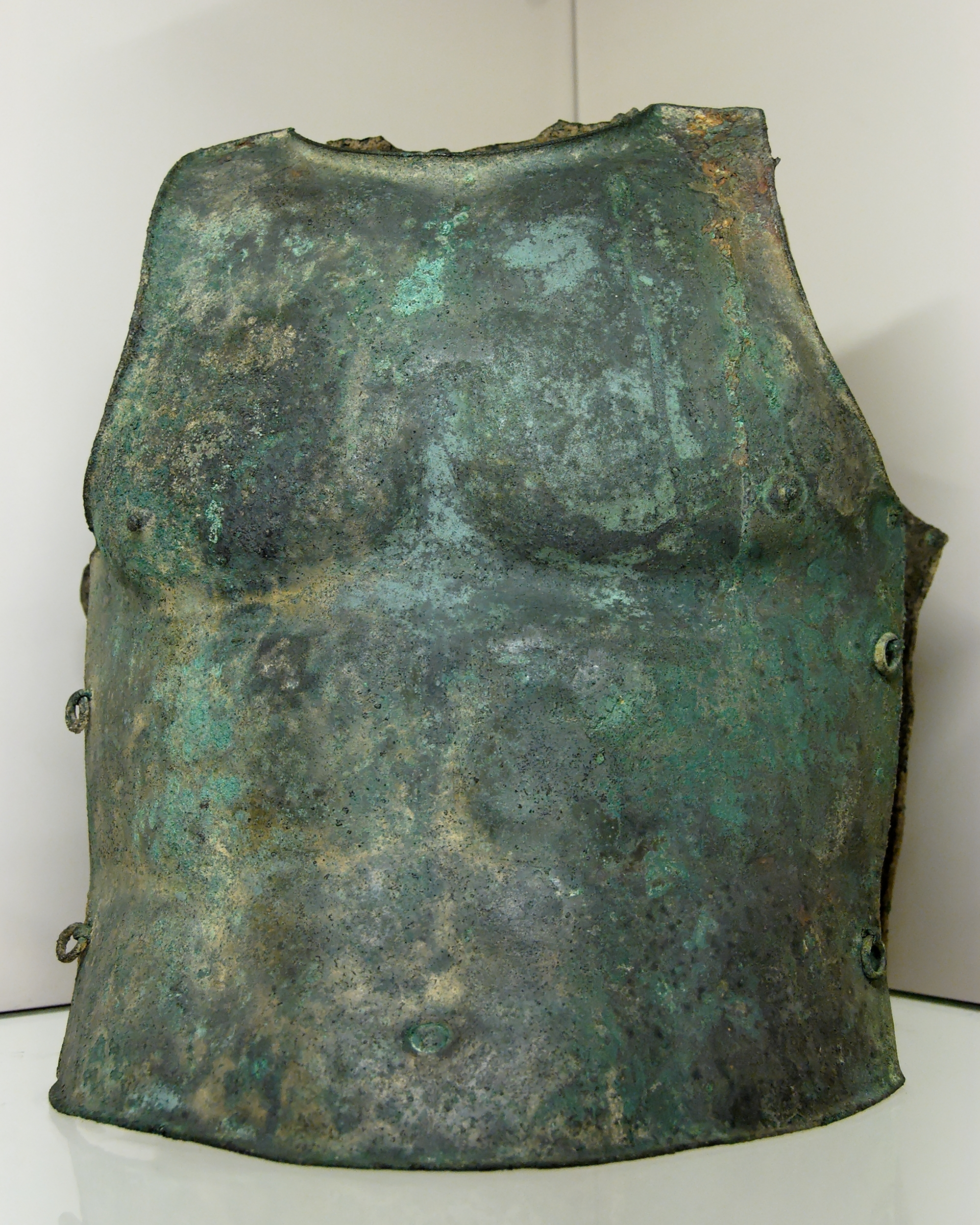
Corazza "muscolare" in bronzo italica del IV secolo a.C. (da Ruvo di Puglia, ora al British Museum).

#### Armi collettive
Sappiamo che in seguito alla riforma militare di Servio Tullio, la prima classe disponeva di due centurie aggiuntive di fabbri, armaioli, falegnami e operai, che avevano il compito di costruire e trasportare le prime e rudimentali macchine da guerra romane (secondo altre fonti erano, invece, schierate insieme alla seconda classe).

### Periodo repubblicano

#### Del singolomiles
In seguito alla riforma manipolare e alla tripartizione censoria dell'esercito in Hastati, Principes e Triarii, l'armamento si modellò in base a questa gerarchia: gli hastati erano armati di hasta, termine che indica sia la lancea da urto, sostituita in seguito da un giavellotto (chiamato pilum), equipaggiati con corazze leggere (spesso di cuoio o composte di piastroni di metallo sul petto), con uno scudo che copriva lo spazio tra il piede e la cintola, con una spada corta e con un pugnale; i principes erano armati con corazze più pesanti (solitamente cotte di maglia lunghe fino al bacino) con uno scudo simile a quello degli hastati, con due giavellotti, con una lancia, con una spada corta e un pugnale; infine i triarii erano in grado di permettersi una corazza pesante. Erano inoltre armati con una lunga lancia, con uno scudo molto alto, con la spada corta e con il pugnale. Oltre all'armamento i triarii avevano il tipico elmo con i lunghi paraguance, uniti sotto il mento da una cinghia e due asticelle con una lunga piuma sopra la fronte, simili a due piccole corna. Hastati, Principes e Triarii utilizzavano, infine, lunghi scudi ovali, detti scuta (quelli rotondi, detti clipei furono abbandonati verso la fine del V secolo a.C.).
In seguito alla riforma mariana, le divisioni tra hastati, principes e triarii divennero solo nominali e in breve tempo sparirono e tutti i legionari indossarono lo stesso equipaggiamento (ciò favoriva l'omogeneizzazione dell'armamento e dell'"uniforme", prima rese eterogenee dal reclutamento basato sul censo), fornito loro dallo Stato assieme al salario. Essi indossavano una lorica a maglia di ferro, due pila ciascuno (i giavellotti che, penetrando negli scudi avversari e piegandosi, ne rendevano impossibile il riuso da parte del nemico), il corto gladius (spada lunga circa 60–68 cm con una punta affilata, realizzata per penetrare con piccoli affondi nel corpo del nemico) portato a destra per non intralciare la mano con lo scutum (uno scudo alto, ovaliforme e convesso, dalle caviglie al mento) ed il tradizionale pugnale. Scomparvero, pertanto, le divisioni interne velites, hastati, principes e triarii. Altra grande innovazione di Gaio Mario fu la suddivisione della legione in 10 coorti di 6 centurie ciascuna, che a sua volta, costituiva un'unità più solida del manipolo e più maneggevole della legione.
Armi d'offesa

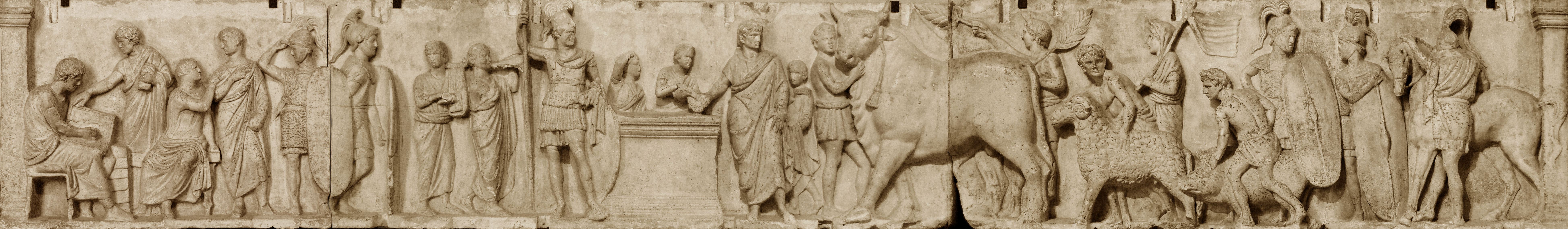
L'ara di Domizio Enobarbo del 113 a.C. con la rappresentazione del lustrum censorio (con suovetaurilia). Numerosi legionari romani accompagnano la funzione ed indossano tipici elmi attico-romani e di Montefortino, elmi etrusco-corinzi, loriche hamate e scuta ovali.

- Una hasta, picca lunga usata dai triarii, antico retaggio della formazione oplitica, lunga tra i 200 e 225 cm con punta tra 20 e 30 cm; i triarii non ricorrevano al pilum, prima della riforma mariana;
- Un gladius hispaniensis (in uso fino alla fine del I secolo a.C., con lama lunga dai 60 ai 68 cm in epoca repubblicana e dai 45 ai 55 cm in epoca alto imperiale;[22] impugnatura lignea, ossea o elefantina), portato a destra del cingulum; la particolarità dell'arma, rispetto ai modelli successivi, consisteva nella forma sinuosa e nel fatto di avere una lunghezza superiore; il vantaggio del gladio rispetto alle spade di tipo italico stava nel fatto che poteva essere utilizzato anche come arma di taglio (su entrambi i lati);[23]
- Un pugio, di origine ispanica, portato sul lato sinistro, usato come arma di riserva per dare il colpo di grazia al nemico, oppure come utensile quotidiano;
- Un parazonium, uno stiletto, più stretto e lungo del pugio, in uso presso gli ufficiali, in quanto elemento distintivo del rango.

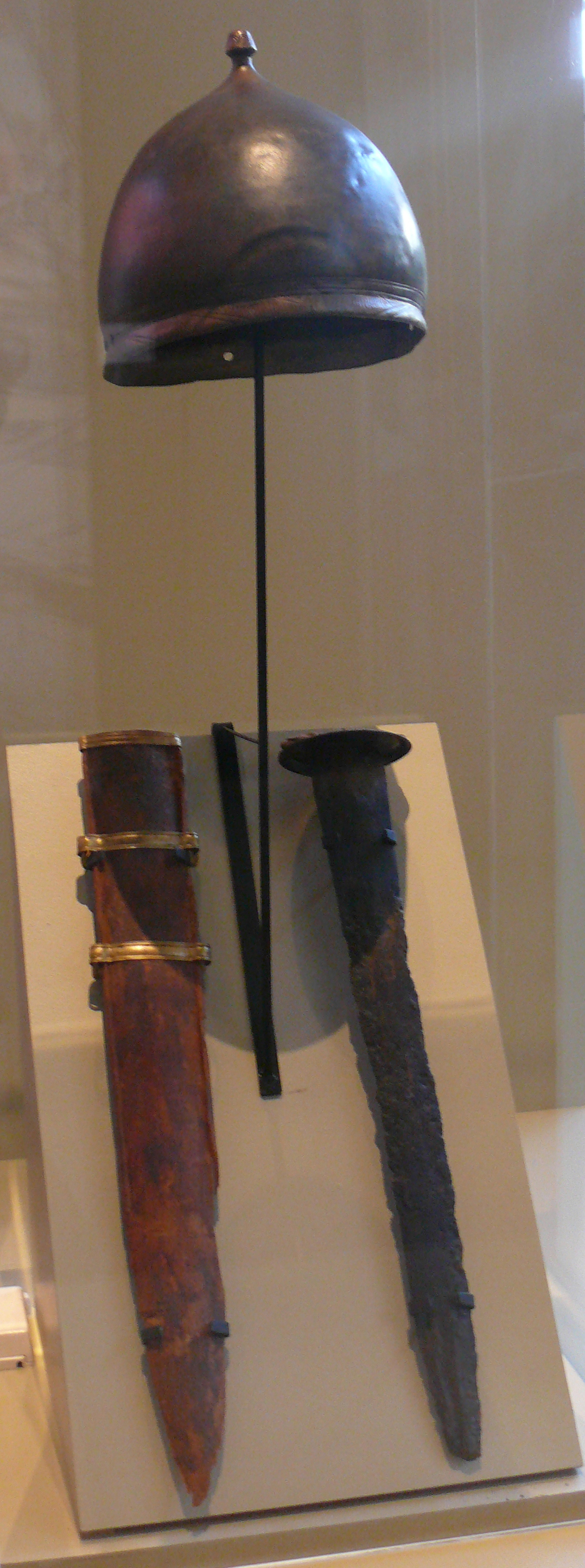
Gladio del I secolo a.C.
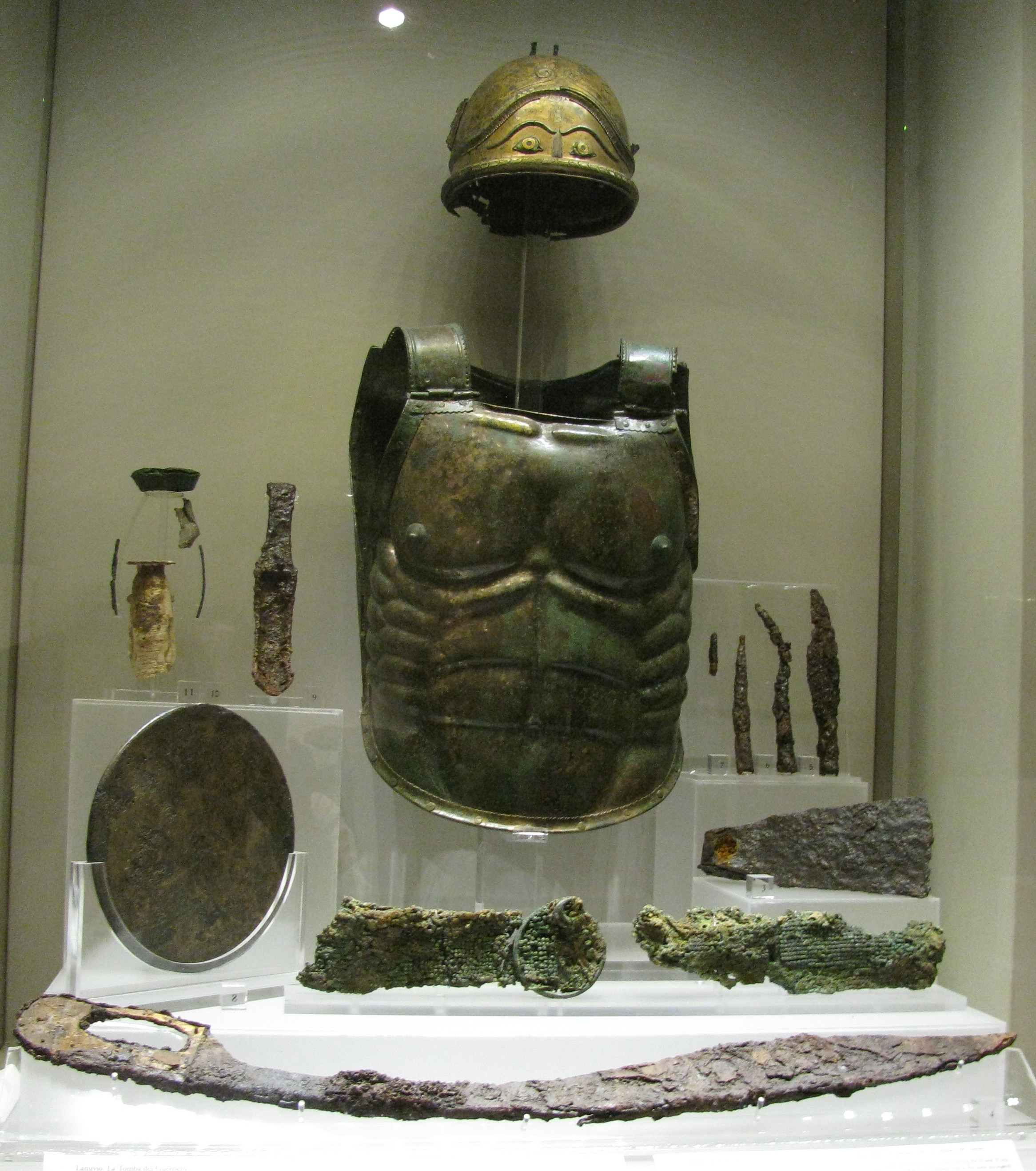
Panoplia del V secolo a.C. della latina Lanuvio, conservata presso il Museo nazionale romano delle Terme di Diocleziano a Roma.
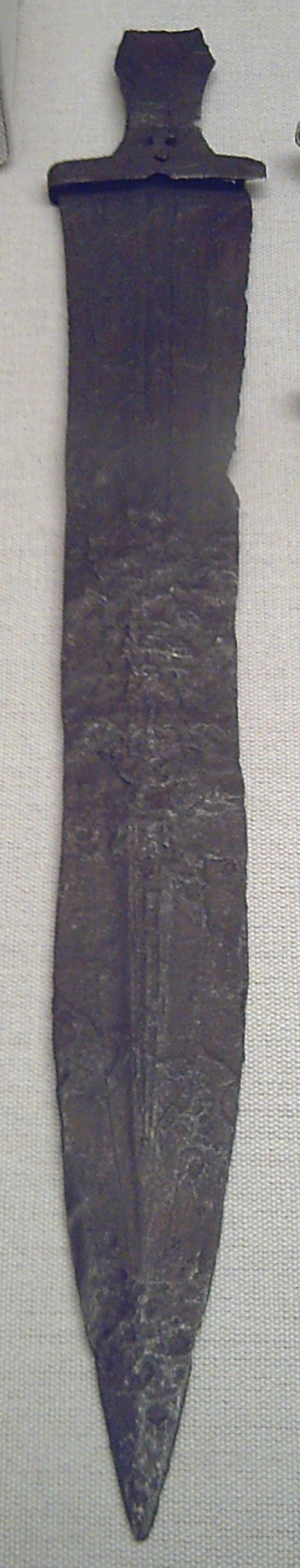
Spada (V-III secolo a.C.) rinvenuta ad Almedinilla; il gladius hispaniensis, probabilmente con la sottomissione romana della penisola, fu elaborato su modello della spada iberica.

Armi da tiro
- Due pila, di due tipi, più pesante o più leggero,[24] con asta di legno lunga circa 140 cm e gittata di 15–30 m; quello pesante in epoca repubblicana andò incontro a due innovazioni, l'una introdotta da Mario che comportò la sostituzione di uno dei rivetti di ferro che bloccavano il gambo della punta dell'asta con una spina di legno, per rendere l'arma più flessibile all'impatto, e l'altra che portò alla fabbricazione della punta in acciaio non temperato, sempre allo scopo di renderla deformabile, modifica da alcuni attribuita a Cesare;[25]
- Un verutum, giavellotto di un metro di lunghezza, con punta metallica di 25 cm circa, deformabile in modo da non poter essere riutilizzata dal nemico dopo il primo utilizzo;[26]
- Un soliferreum, un giavellotto interamente in ferro, ma per questo più costoso del normale giavellotto con asta in legno e punta metallica, lungo tra i 160 e 200 cm.

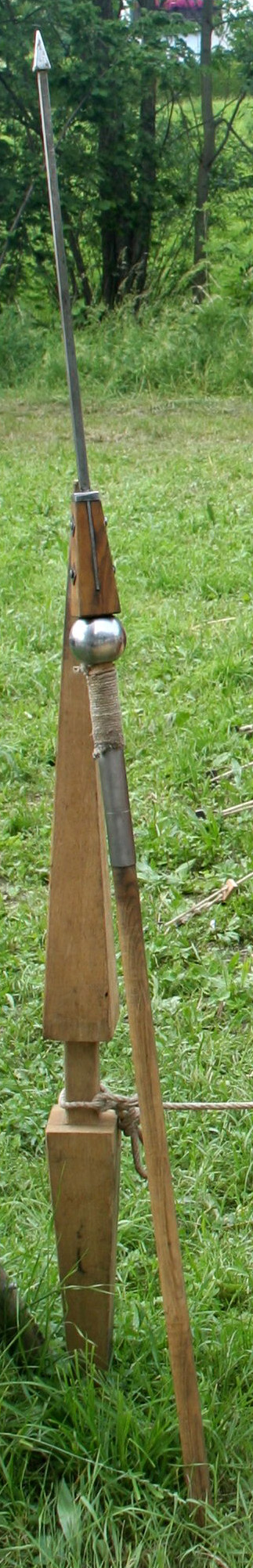
Pilum sorretto da un sudis; si noti il peso sferico applicato a metà dell'asta perché durante la fase di caduta il giavellotto acquisisse più velocità e penetrasse maggiormente.
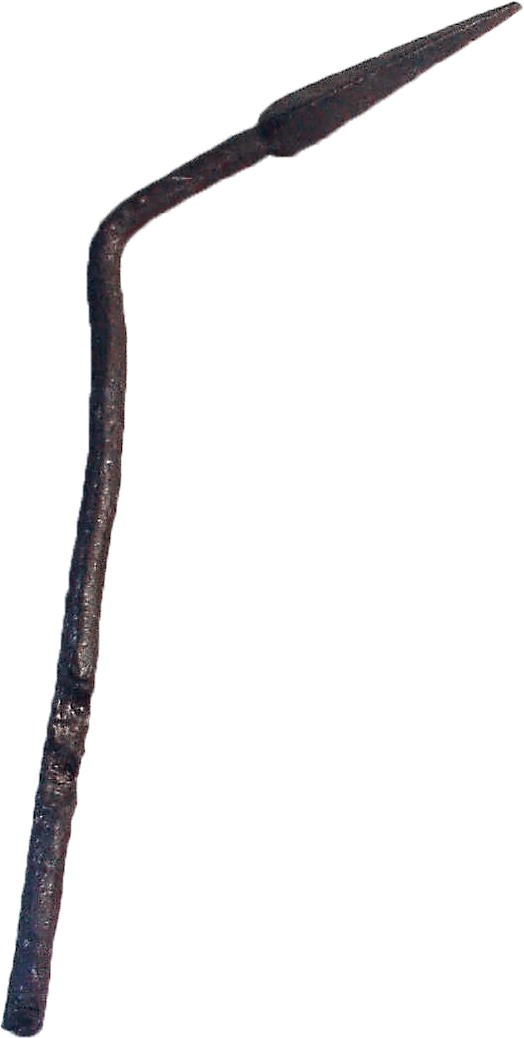
Punta deformata di un pilum.
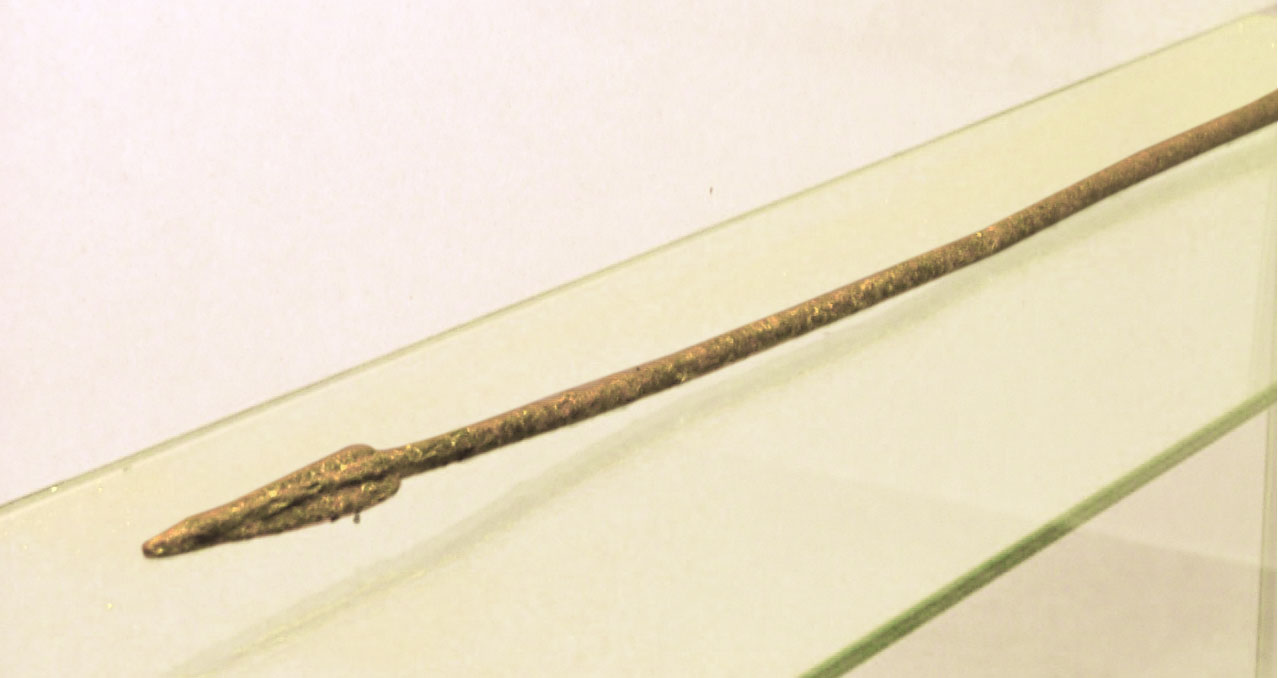
Soliferrum trovato a Bastida de les Alcuses, insediamento iberico del IV sec. a.C.

Equipaggiamento di difesa

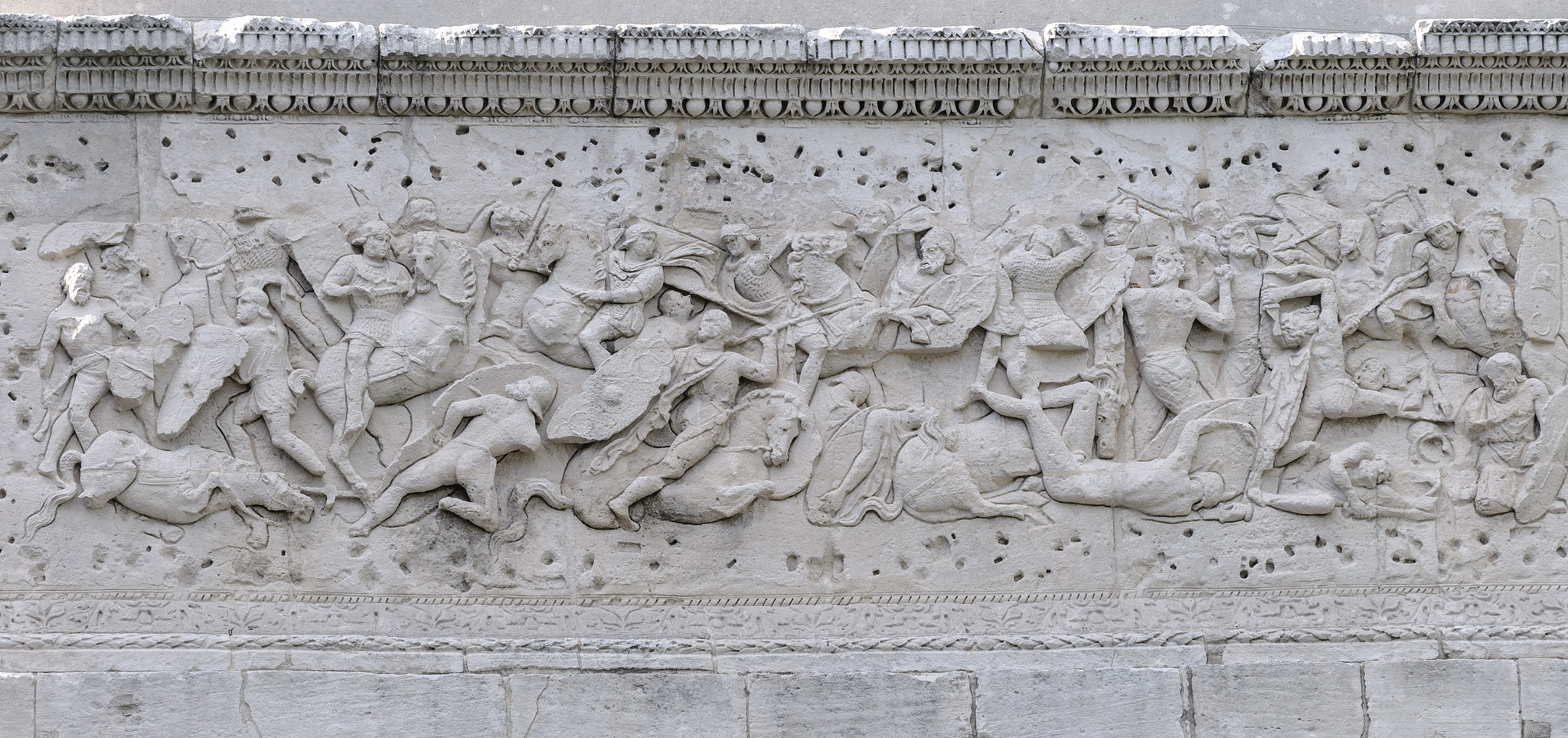
Fregio attico dell'arco di trionfo di Orange, probabilmente di età augustea o precedente. Dei legionari a cavallo, appartenenti alla Legio II Augusta, combattono contro dei galli appiedati; i cavalieri indossano tipici elmi attico-romani e di Montefortino, loriche hamate o semplici tuniche e scuta ovali.

- Un elmo di numerose tipologie in quest'epoca, per la maggior parte decorati con cimieri o ageminati:

1. Pilos, dal V secolo fino al III secolo;[27]
2. Attico, fino al II secolo;[16][28]
3. Beotico, fino al I secolo a.C.;[29]
4. Celtico, fino al I secolo;[30]
5. Montefortino (oppure nelle sue varianti Coolus e Buggenum) con paragnatidi (dal IV secolo a.C. al I d.C.) era fatto di bronzo, proteggeva solo il volto con dei para-guance, in modo da non ostruire la visuale dei soldati, l'udito e la respirazione; Polibio sostiene che il fante ornava il suo elmo con tre alti pennacchi neri o viola per sembrare più alto e impressionante al nemico;[31]
6. Haguenau, fino al I secolo, antenato del modello imperiale;[32]
7. Agen-Port è attestata durante le campagne cesariane, dotata di paragnatidi con sistema a cerniera;

- Una lorica hamata, maglia di anelli di ferro del peso di 10-15 kg, dotata di humeralis (sotto la cotta una tunica con spalle foderate come nel linothorax greco o un farsetto thoracomachus, in più delle strisce di pelle, pteruges, coprivano avambracci e cosce), rinforzo per le spalle, o un pettorale metallico legato al busto con fasce di cuoio; Polibio ritiene che solo i milites della prima classe indossassero questo genere di cotta di maglia, mentre il resto utilizzava un pectorale, una piccola piastra quadrata per proteggere il cuore.[31]
- Uno scutum ligneo, piatto e ovaliforme, con le parti superiore e inferiore tondeggianti, oppure ovale italico o semi-circolare, percorsi da una nervatura rilevata (spina) in legno con al centro una borchia metallica (umbo), formato da due strati di legno, coperto da tela e pelle di vitello;[33] aveva dimensioni tali da coprire quasi interamente il soldato (misurava 120 cm per 75 di larghezza, il peso doveva andare dai 5 ai 10 kg), mentre la superficie esterna era ricoperta da tessuto di lino e di pelle di vitello o pecora,[34] mentre il bordo superiore ed inferiore erano rafforzati da una struttura in ferro o rame, che rendeva lo scudo più sicuro contro i colpi delle lame inferti dal nemico;[33][35] se ne attestano anche bronzei di altre fogge in epoca alto-repubblicana, rotondi Villanoviani, Etruschi, Sannitici, Celtici, a mezzaluna, trapezoidali, tutti riccamente decorati;
- Uno schiniere (ocrea), una gambiera dalla caviglia al ginocchio, indossata sulla gamba esposta al combattimento (solitamente la destra), o su tutte e due.[36][37]

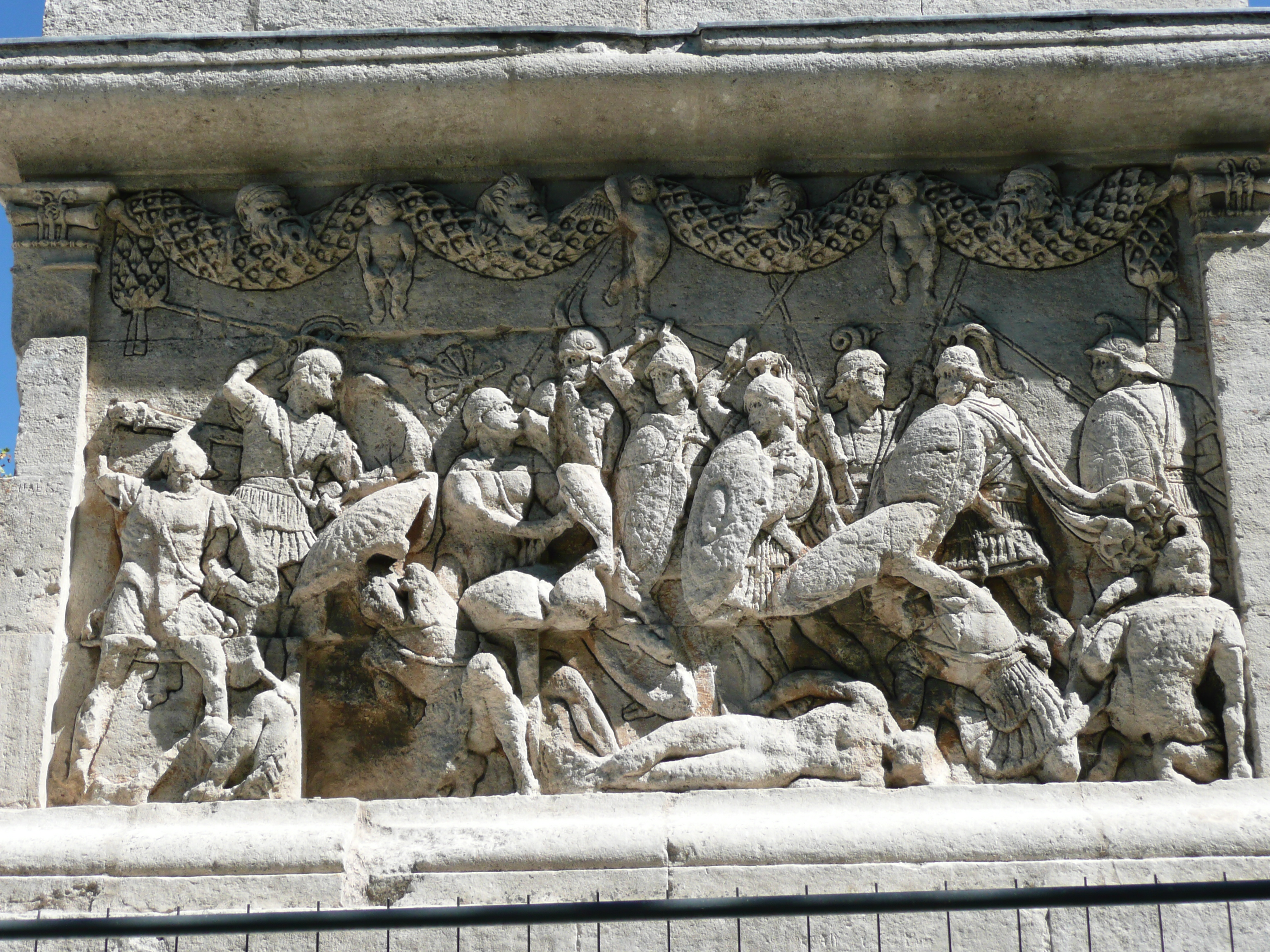
Mausoleo di Glanum, presso Saint-Rémy-de-Provence, eretto tra il 30 a.C. e il 20 a.C. Il rilievo riporta scene della guerra di Troia, ma utilizzando armamenti tipici del periodo augusteo. Si possono notare legionari a cavallo e appiedati indossanti tipici elmi attici e Montefortino, di tipo etrusco-corinzio e beotico abbelliti con creste e cimieri, loricae hamatae e scuta ovali.

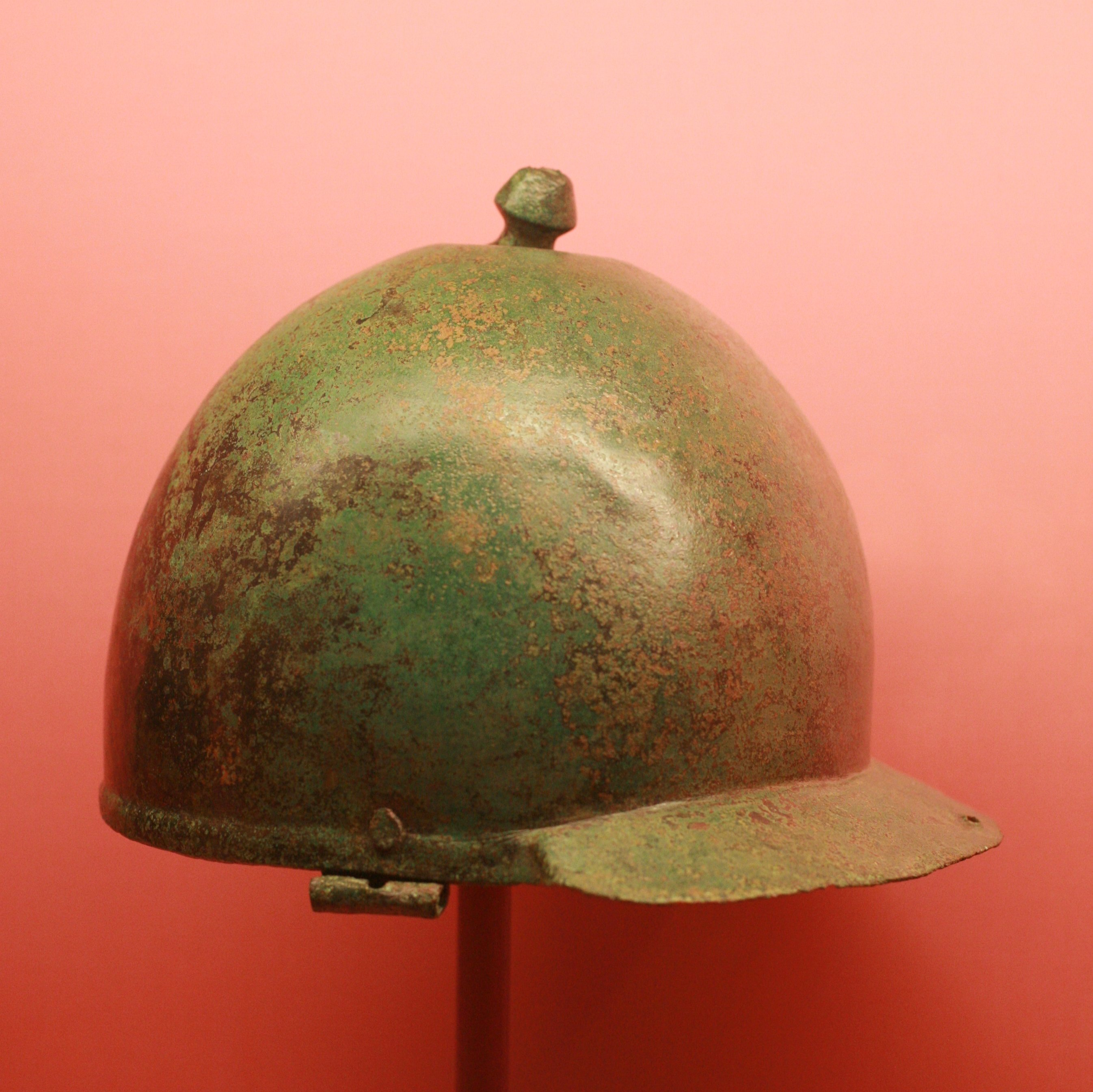
Elmo Montefortino di tipo C, conservato al Museo di Carnuntum.
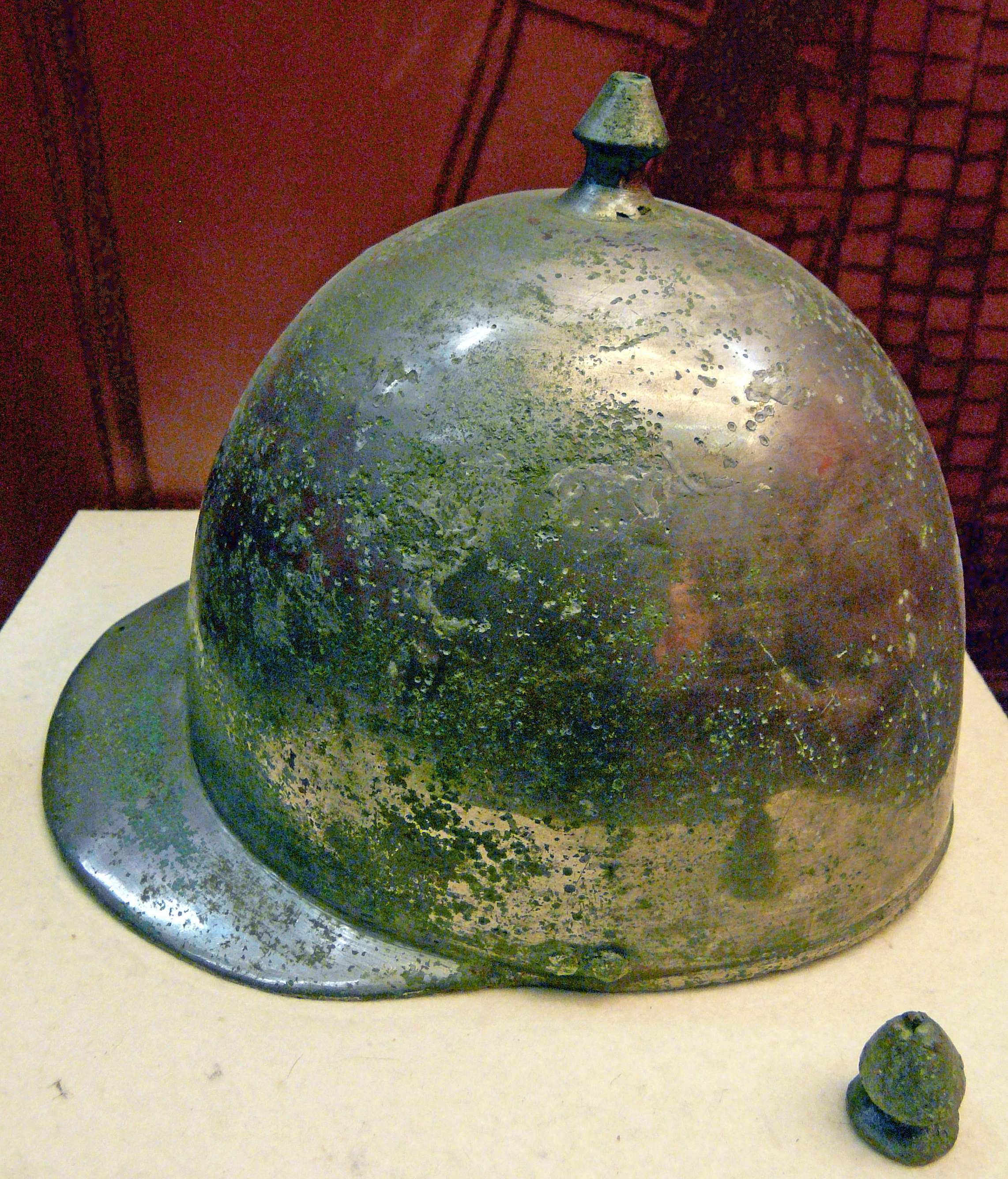
Elmo Montefortino di tipo C, rinvenuto a Novaesium.
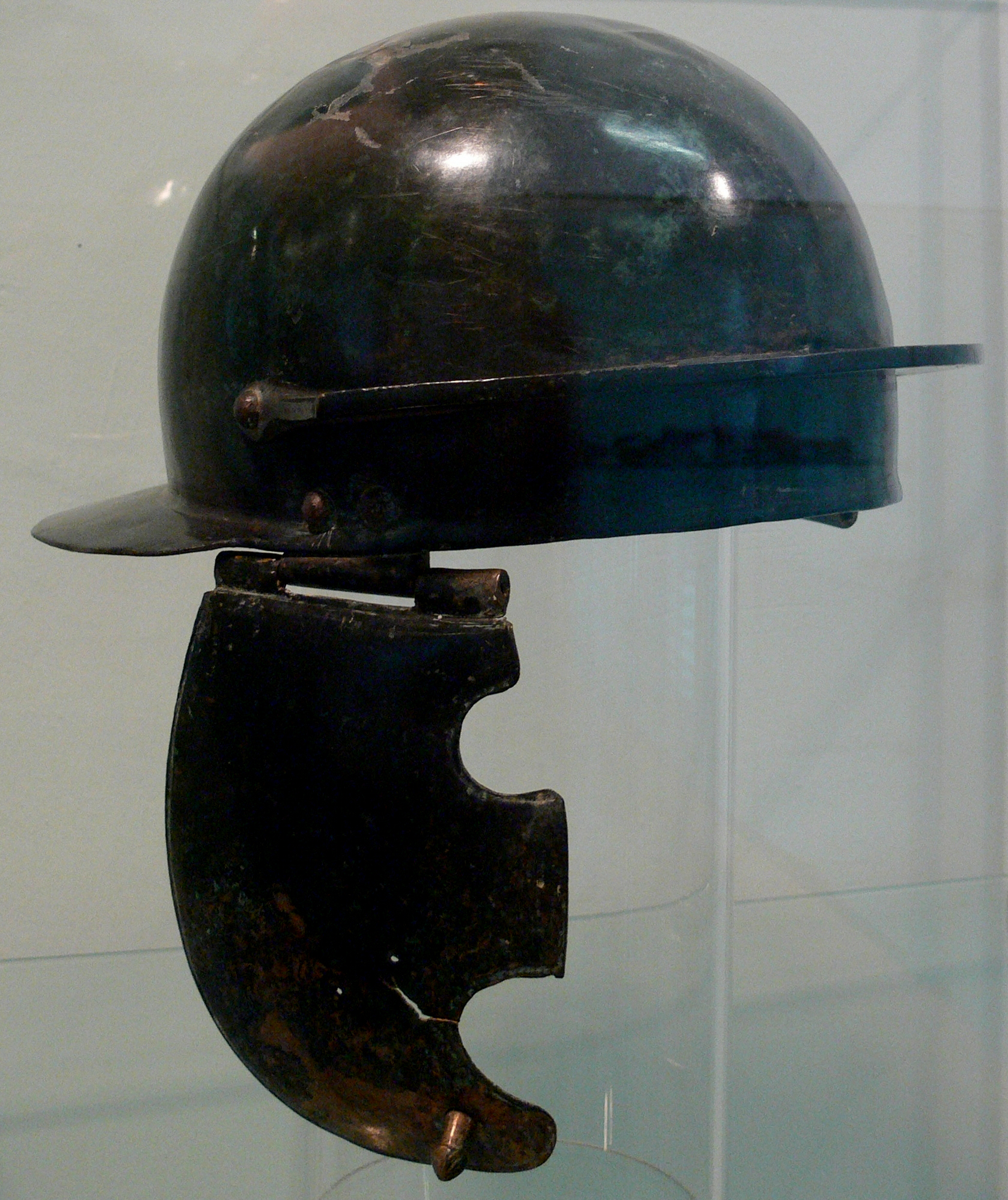
Elmo di tipo Coolus di tipo C rinvenuto a Schaan.
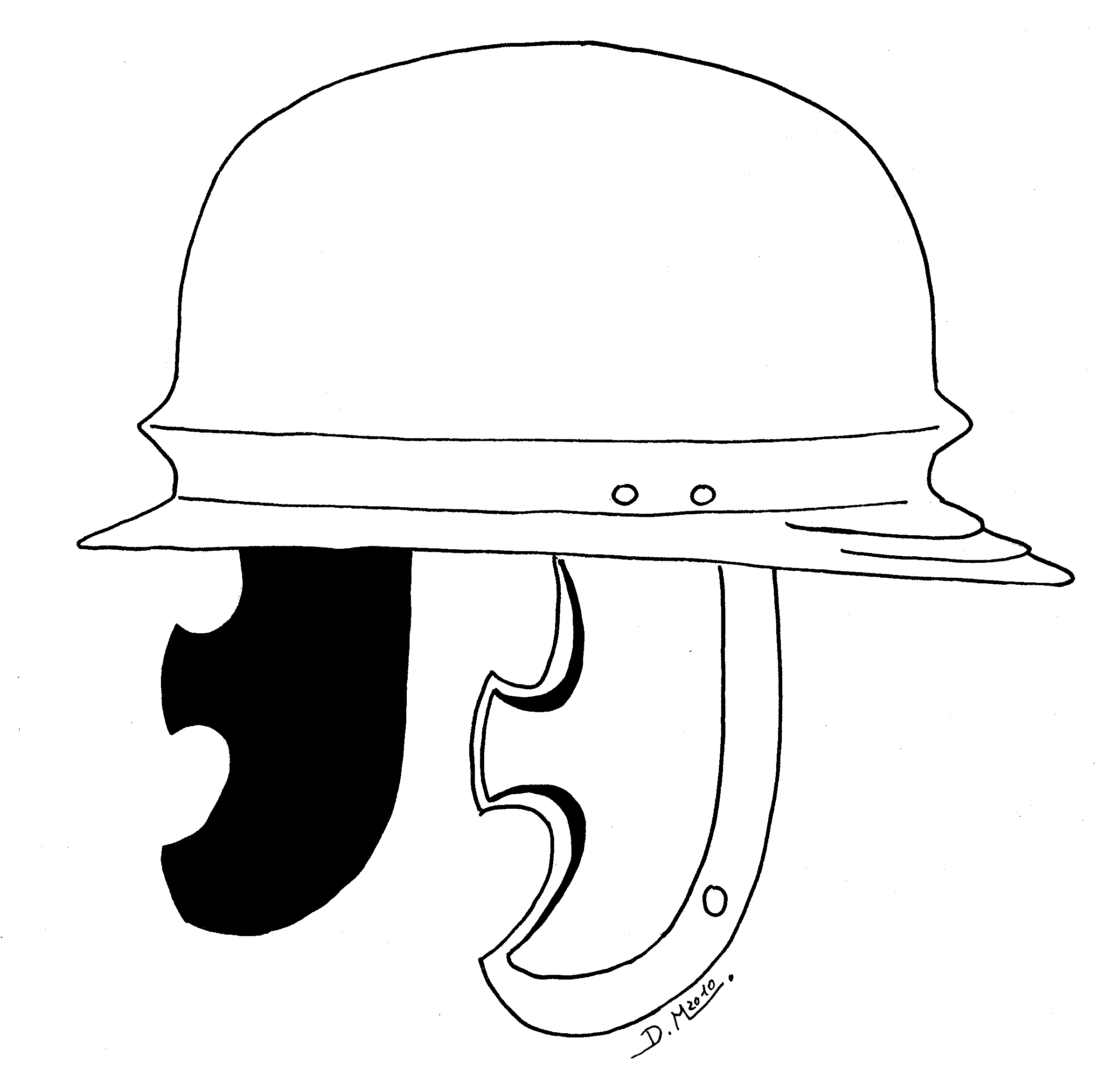
Elmo Agen-Port di tipo A
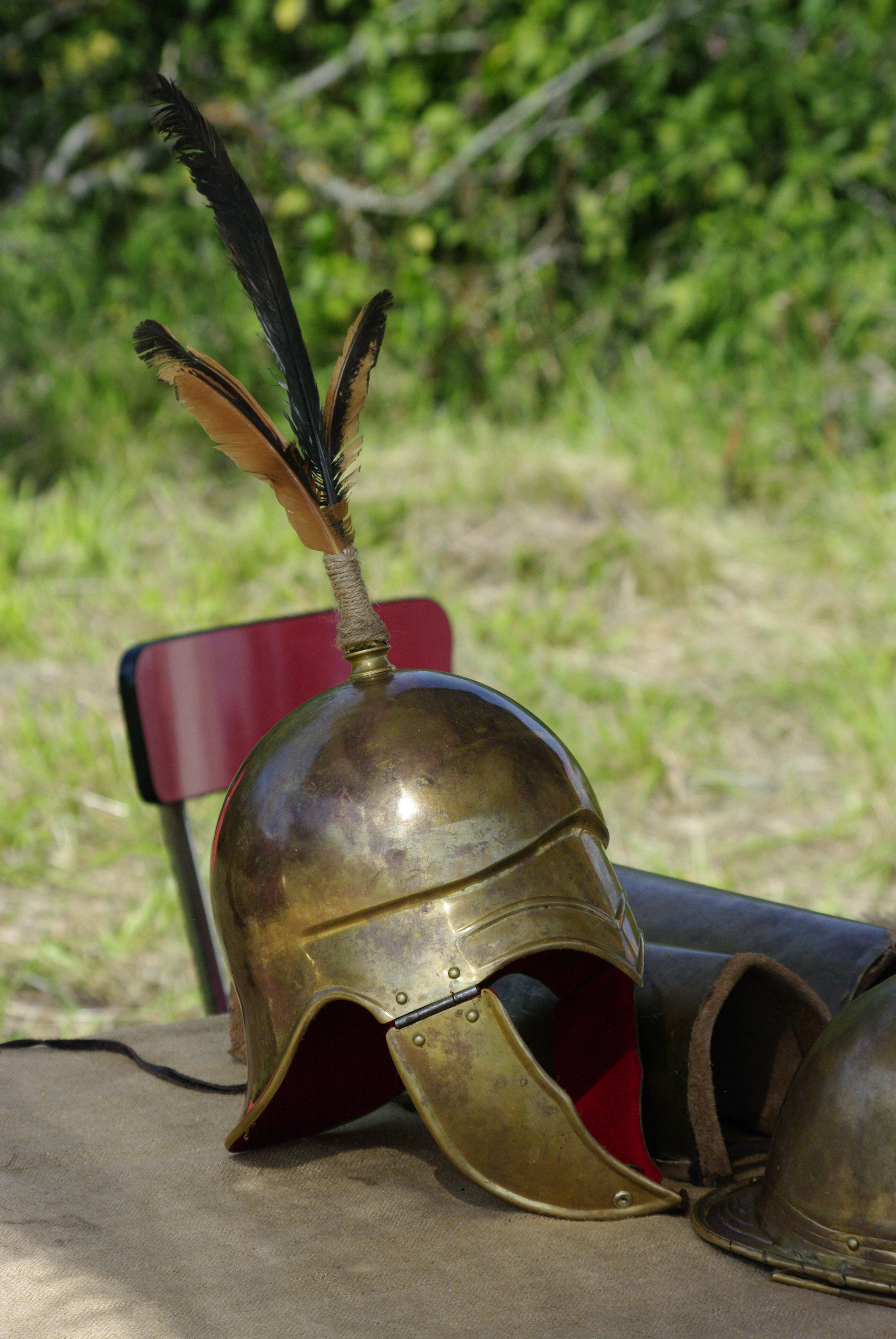
Ricostruzione dell'elmo di un hastatus

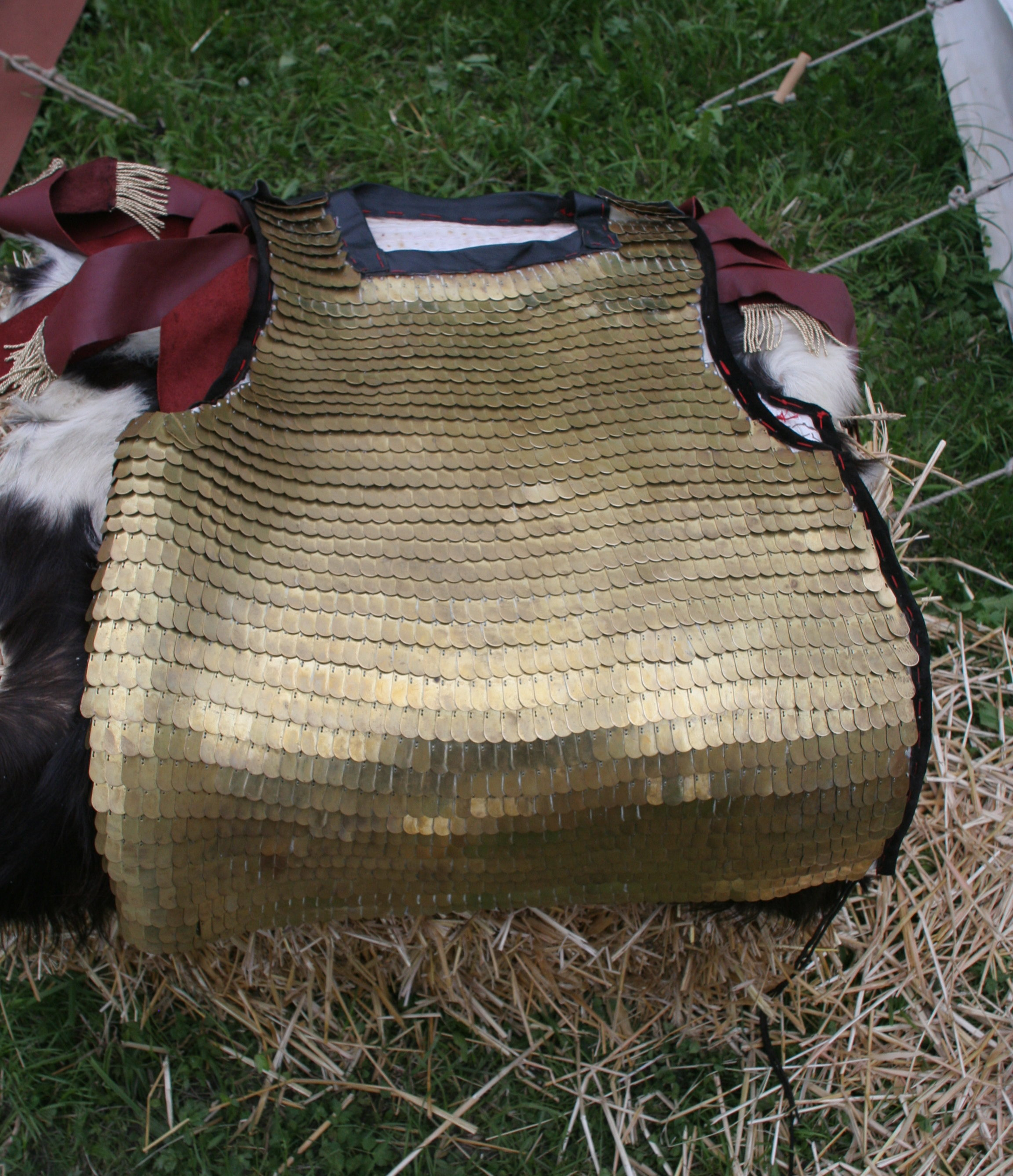
Ricostruzione di una Lorica squamata
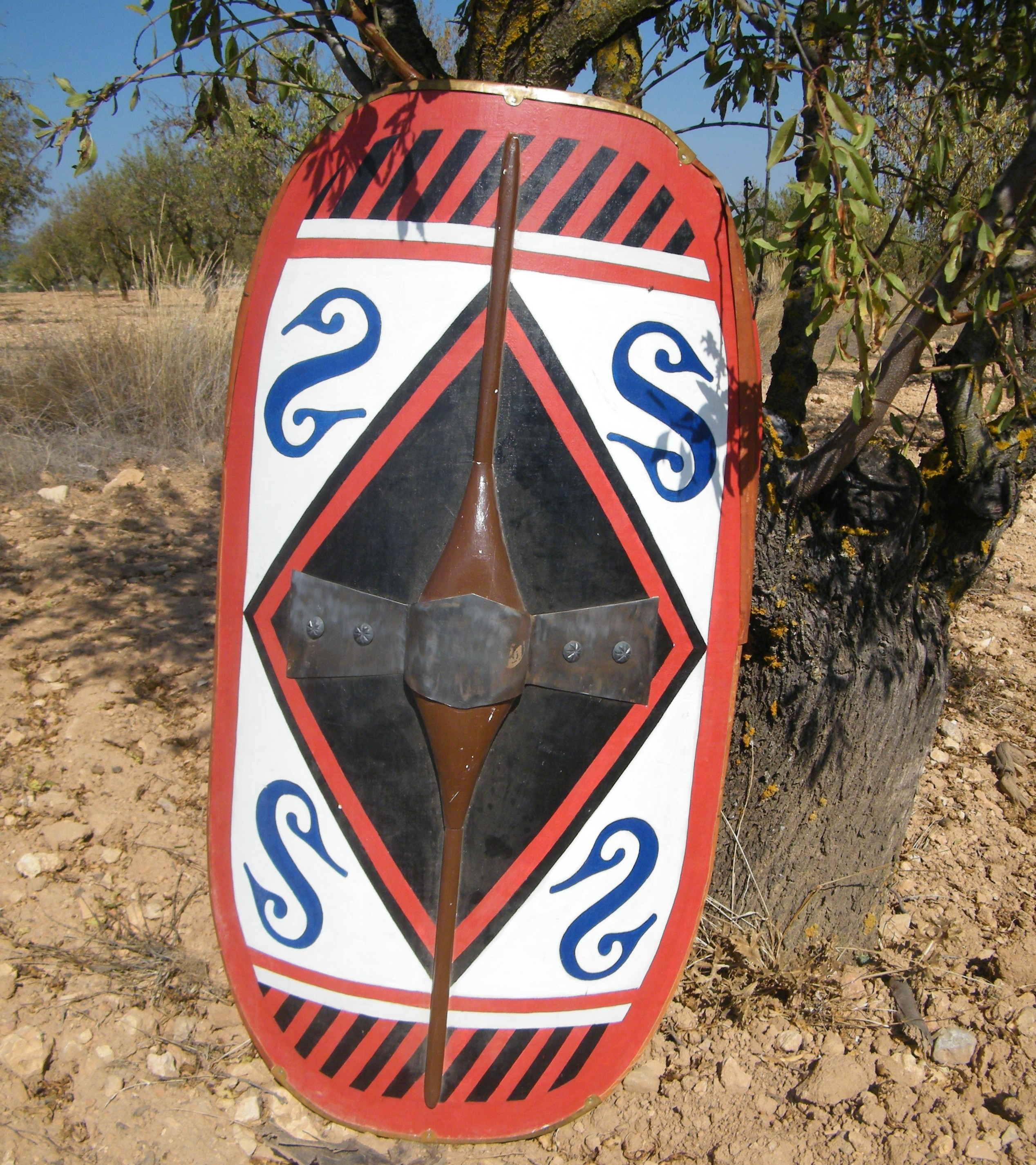
Scutum di epoca tardo-repubblicana.
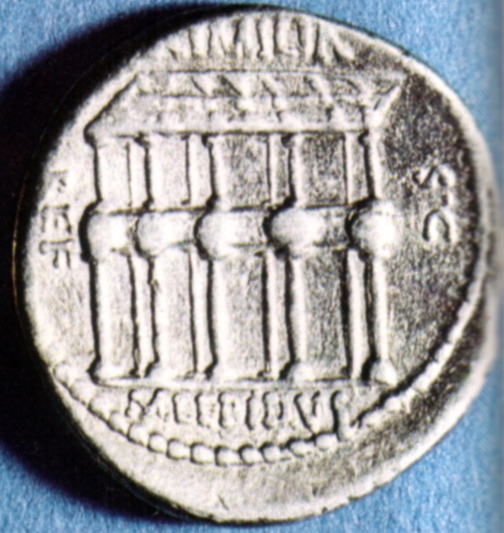
Moneta del 61 a.C. di Marco Emilio Lepido con raffigurazione dell'interno della basilica Emilia. L'edificio fu decorato al primo piano con clipei, aggiunti dal padre omonimo di Lepido.
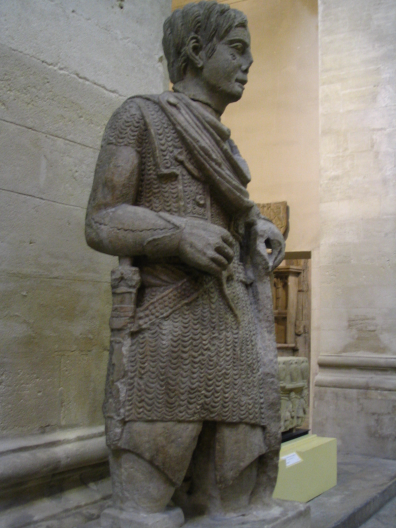
Statua del Guerriero di Vachères, che rappresenta un soldato gallo-romano (fante ausiliario) del periodo augusteo; perfetta è la rappresentazione della lorica hamata, dotata di humeralis (rinforzo sulle spalle); particolare è anche la presenza di un torquis, una collana, probabilmente frutto di bottino di guerra e che era esibito con ostentazione dai soldati che se ne appropriavano.
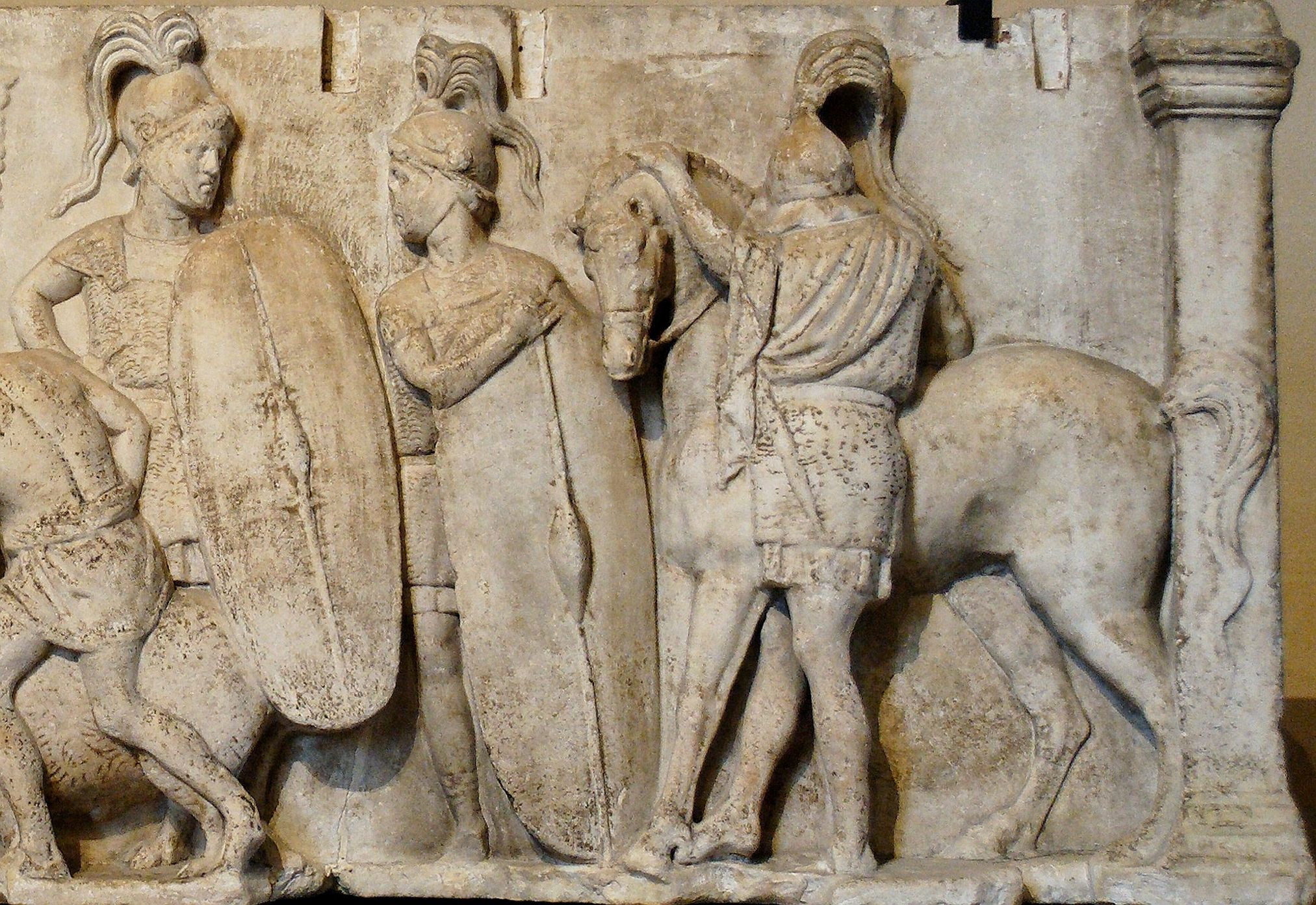
Altare di Domizio Enobarbo, 113 a.C.; in questa lastra tre soldati del periodo precedente alla riforma mariana, indossano elmi attici ornati di ricchi cimieri e loriche hamatae, tranne il soldato a destra (di spalle) che indossa un elmo beotico; lo scudo è quello tipico dell'epoca repubblicana, formato da assi di legno unite al centro da una nervatura metallica, ma talvolta la borchia centrale poteva essere di legno.

Altro equipaggiamento
Mario era riuscito a rendere la figura del legionario una figura professionale e completamente indipendente nell'approvvigionamento, poiché ogni legionario fu equipaggiato a spese della Repubblica romana, di tutto l'occorrente per provvedere alla propria autonomia durante le lunghe marce. Ogni singolo legionario era dotato, infatti, al fine di rendere più veloce l'avanzata (riducendo i reparti delle salmerie), di una sacca di pelle tenuta sulle spalle contenente le razioni per alcuni giorni di viaggio, oltre a due lunghi pali appuntiti per formare il campo, strumenti agricoli e da scavo, mentre la tenda di pelle (una ogni otto legionari) era portata da un singolo mulo. È vero che, se da un lato il legionario era sì più autonomo nell'approvvigionamento, era però anche meno agile nei movimenti di marcia, considerando che era costretto a trasportare diverse decine di chilogrammi di equipaggiamento. Non a caso i legionari di Mario erano definiti "muli mariani", a causa dell'eccessivo carico di impedimenta. Tra i vari componenti dell'equipaggiamento troviamo:
- un sagum, mantello rettangolare usato dai militari sin dall'epoca repubblicana, orlato di frangiature e decorato con vari motivi, o un paludamentum per gli ufficiali;
- un paio di caligae o scarpe chiuse, all'occorrenza unite all'uso di calzettoni di cuoio o stoffa (udones), specie nelle regioni o durante le stagioni a clima freddo;[41]
- foderi, anche finemente lavorati, per spade e pugnali;

#### Armi collettive
Appartengono, inoltre, a questo periodo i primi importanti assedi ad opera dei Romani. Nel 250 a.C. l'assedio di Lilibeo comportò per la prima volta l'attuazione di tutte le tecniche d'assedio apprese durante le guerre pirriche degli anni 280-275 a.C., tra cui torri d'assedio, arieti e vinea. Vi è da aggiungere che un primo utilizzo di macchine da lancio da parte dell'esercito romano sembra sia stato introdotto dalla prima guerra punica, dove fu necessario affrontare i Cartaginesi in lunghi assedi di loro potenti città, difese da imponenti mura e dotate di una sofisticata artiglieria, comportando un miglior e maggior impiego del genio militare legionario.

### Periodo alto imperiale

#### Del singolomiles

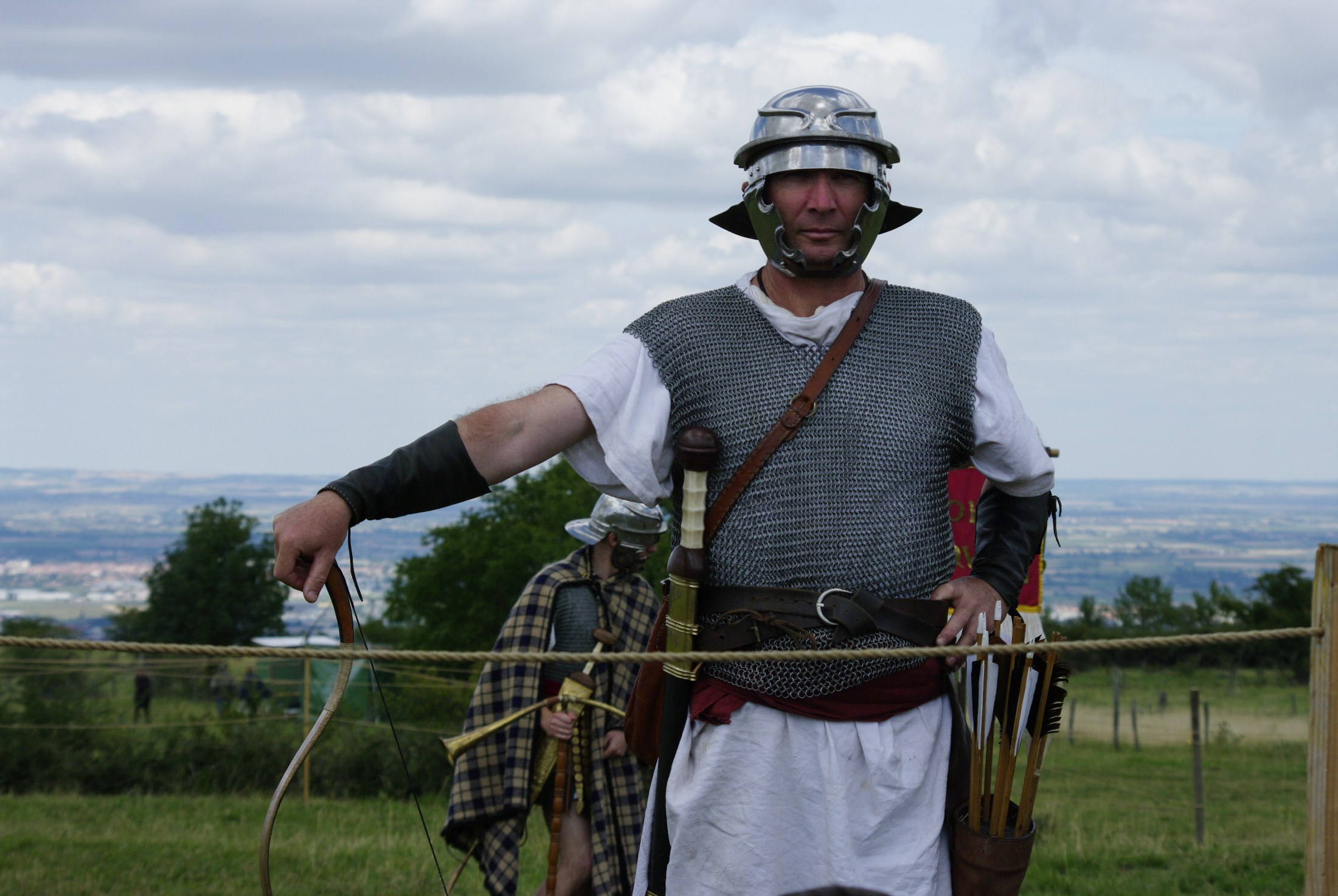
Armamento di un fante ausiliario, nel caso specifico un arciere (sagittarius).

Sul finire del principato di Tiberio, la classica armatura a “maglia di ferro” (lorica hamata) del legionario fu sostituita con quella della lorica segmentata, ben rappresentata sulla colonna traiana. Questa la descrizione che fa Giuseppe Flavio dell'armamento che utilizzava l'esercito romano durante la prima guerra giudaica (66-74):
(Giuseppe Flavio, Guerra giudaica, III, 5.5.93-97.)
Armi d'offesa del legionario romano
- Il gladio portato alla destra della cintura, nella sua variante hispaniensis (di derivazione iberica) in uso fino alla fine del I secolo a.C. (lungo dai 75 agli 85 cm), o nelle altre Magonza (più corta rispetto all'hispaniensis, con punta allungata e lama leggermente rientrante nella parte centrale), Fulham (leggermente più corta della precedente ma nel complesso simile), e Pompei, introdotta alla metà del I secolo d.C., con punta più corta ogivale e lama dritta (42-55 cm di lunghezza per 5–6 cm di larghezza);
- Il pilum, un giavellotto con punta deformabile (si fa più corto e più pesante nel II secolo), lanciato con l'intento non tanto di uccidere il bersaglio, quanto di conficcarsi nello scudo dell'avversario che era così costretto a privarsene, rendendo quindi vantaggioso il corpo a corpo per il legionario;
- Il pugio, pugnale impiegato quando si rimaneva sguarniti del gladius o utilizzato per dare il colpo di grazia al nemico;
- Un parazonium, uno stiletto, più stretto e lungo del pugio, in uso presso gli ufficiali.

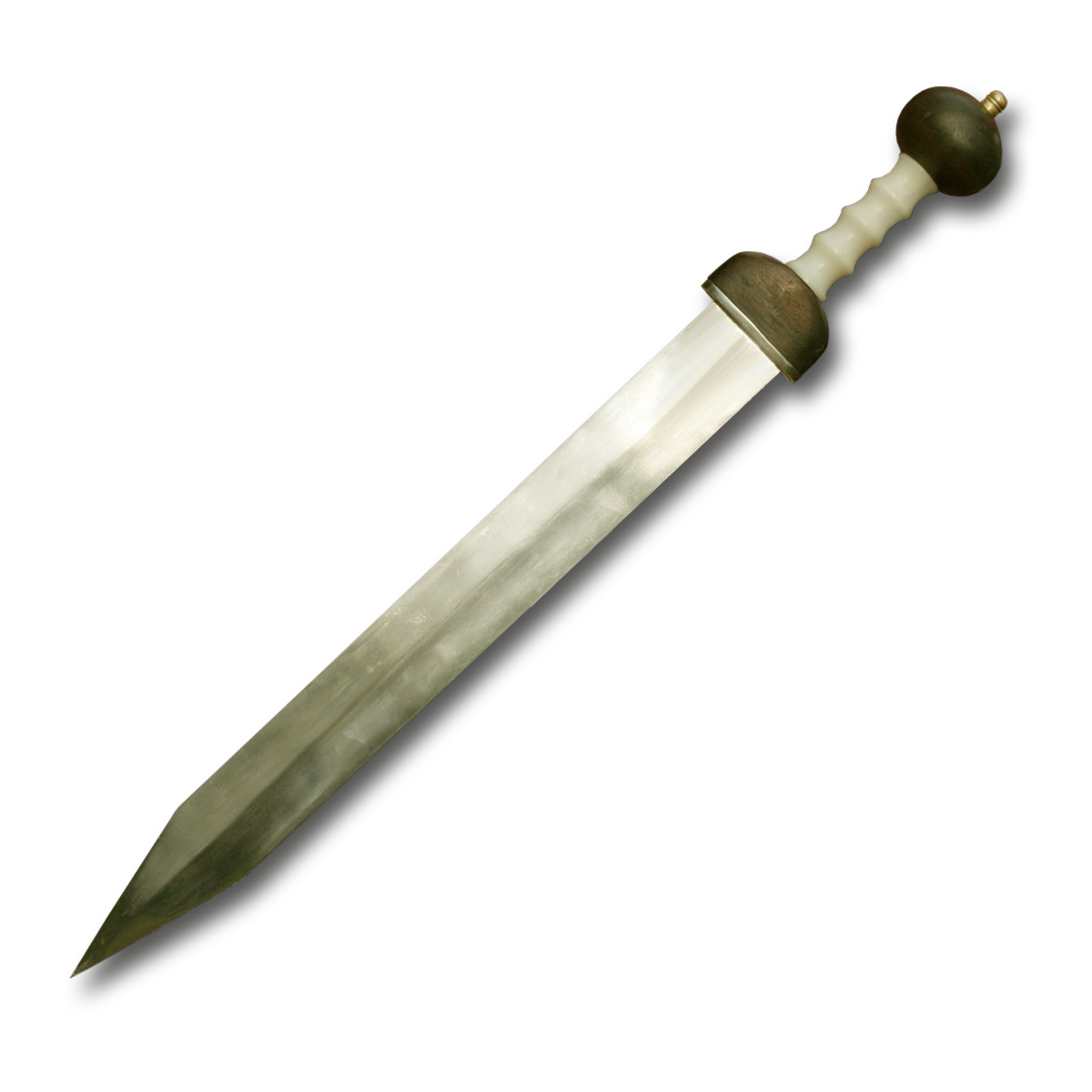
Gladiius del I secolo, modello Pompei.
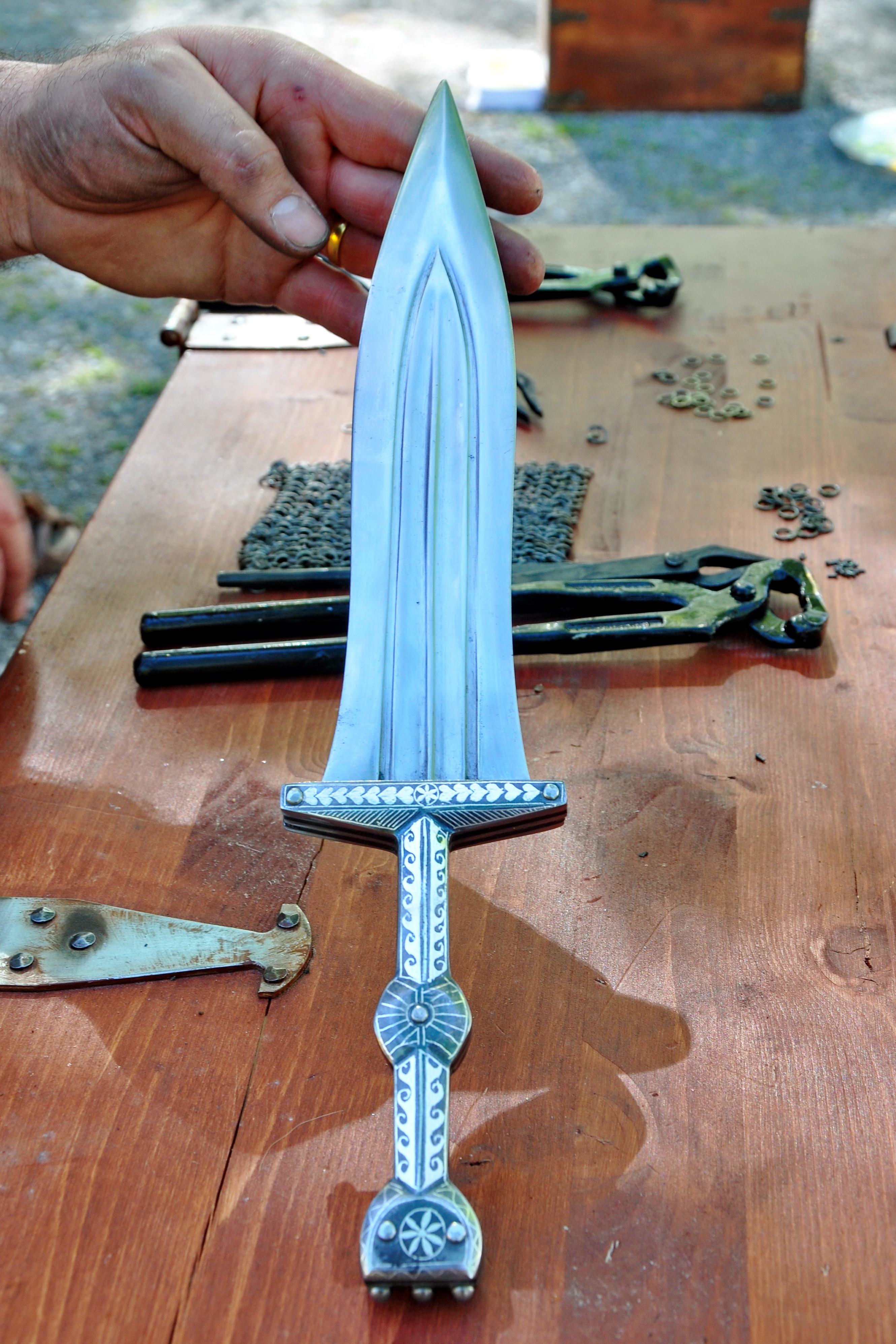
Pugio del I secolo.
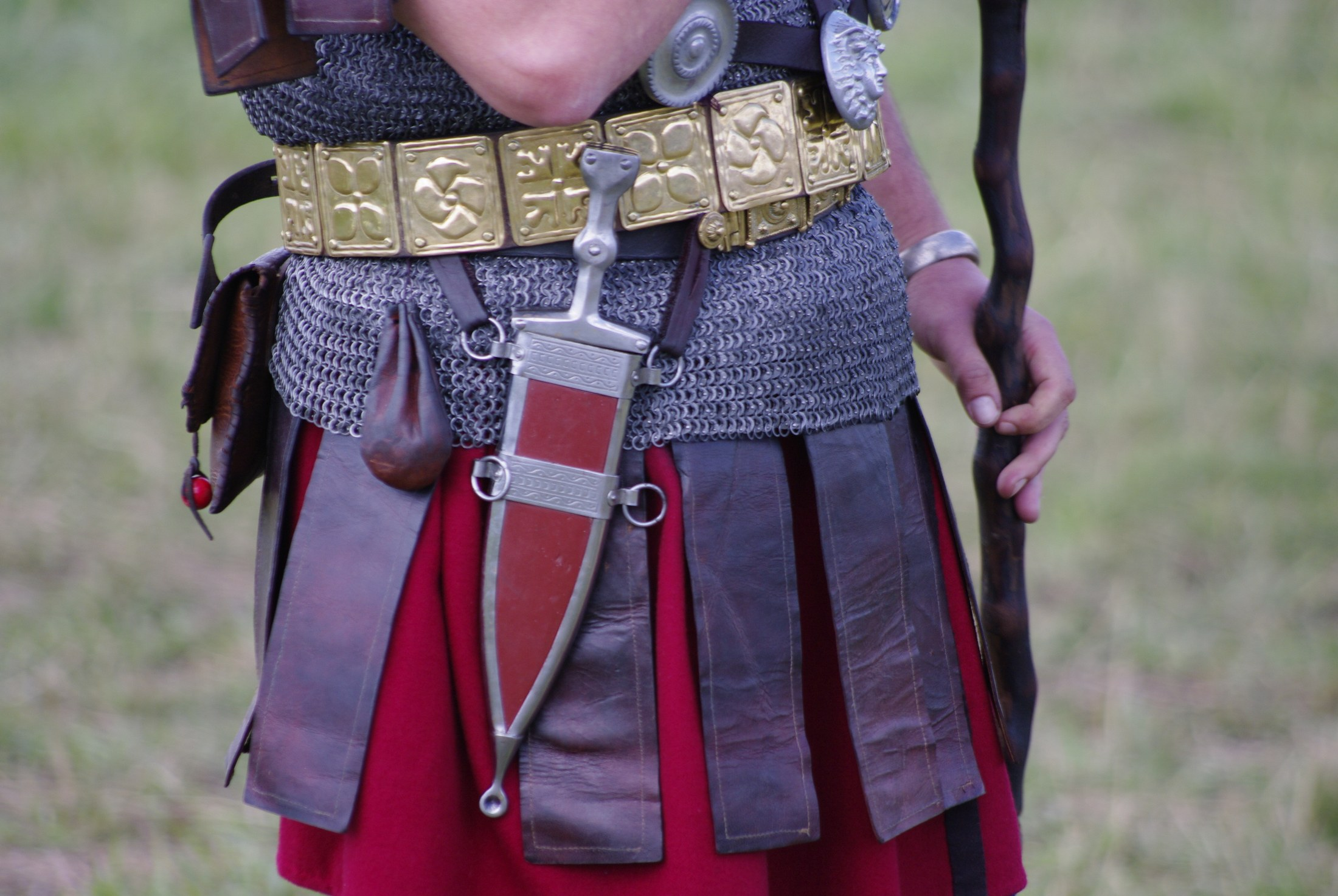
Ricostruzione di un pugio di centurione romano (si noti la vitis nella mano sinistra).
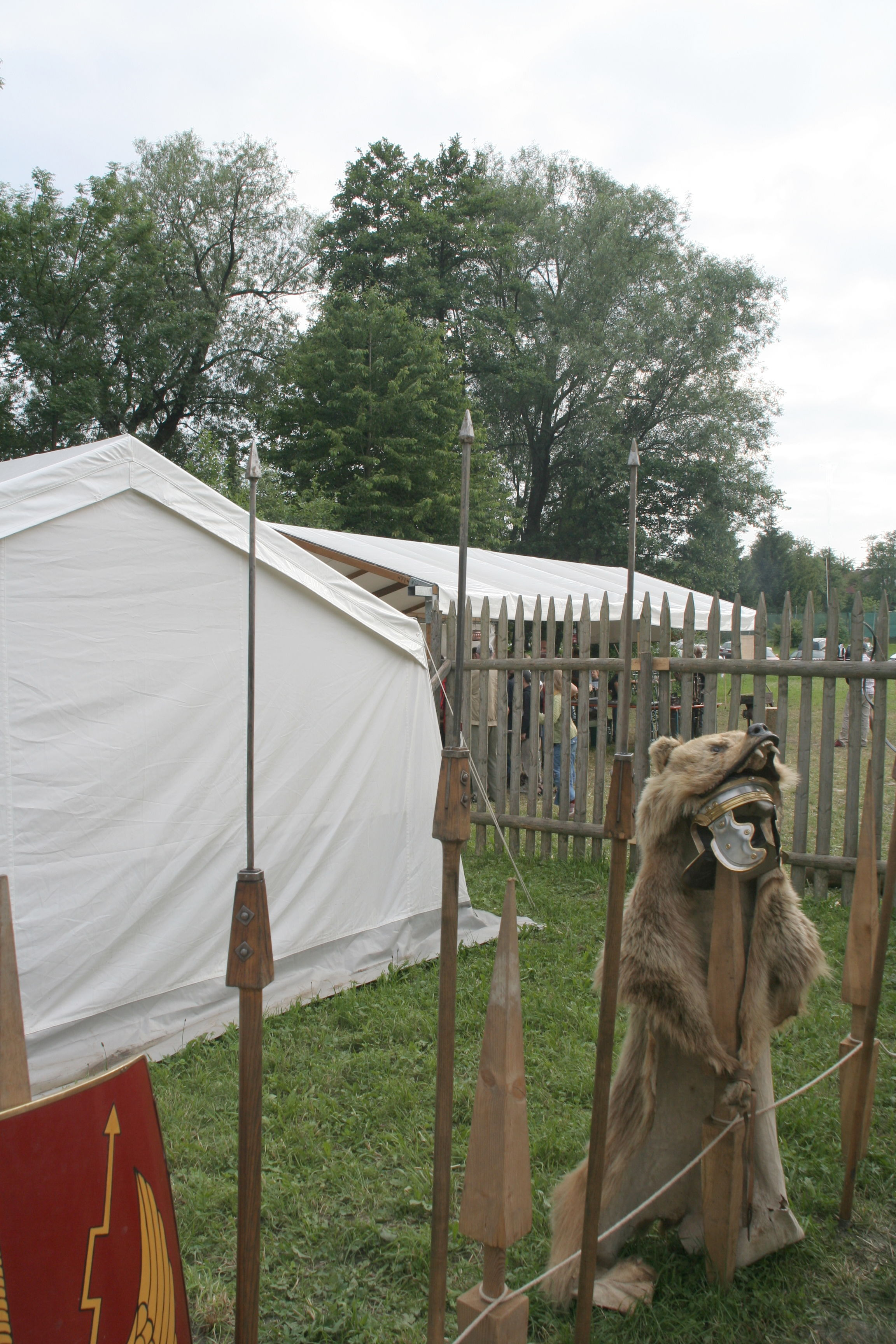
Pila tipici del periodo alto-imperiale con codolo bloccato da due rivetti in metallo; la punta è in acciaio non temperato perché potesse deformarsi all'impatto.

Equipaggiamento da difesa
Tutte le armi dei legionari romani hanno subito negli anni delle storia di Roma antica una evoluzione.
Le armi da difesa del legionario romano comprendevano:
- Una lorica hamata (più utilizzata, indossata su un farsetto di lana), segmentata (modelli Kolkriese, Corbridge, Newstead),[45] oppure squamata (a lamelle sovrapposte, importata dall'Oriente), che inizia ad impiegarsi dal I secolo, inizialmente per gli ufficiali, nei secoli seguenti poi, divenuta usuale, anche per la truppa; più rara la musculata, tutte elaborate per essere flessibili, ma resistenti;
- Uno scutum rettangolare concavo o piatto, utilizzato anche come strumento di offesa per far vacillare il nemico e romperne la difesa, quando veniva colpito con l'umbone o con la costola rilevata che attraversa verticalmente lo scudo;[46] l'uso di rivestimenti in pelle e di custodie per proteggere lo scudo erano essenziali per garantire la preservazione del legno e della tenuta delle assi.
- Un clipeus ovale, di solito per le truppe ausiliarie;
- Un elmo, chiamato cassis (munito di paragnatidi per collo, orecchie e guance), di tipo gallico o imperiale (detto Weisenau), oppure nella sua variante italica;
- Delle manicae, fasce metalliche (o di cuoio) a protezione delle braccia o di un solo arto, il loro uso è attestato nel Trophaeum Traiani.

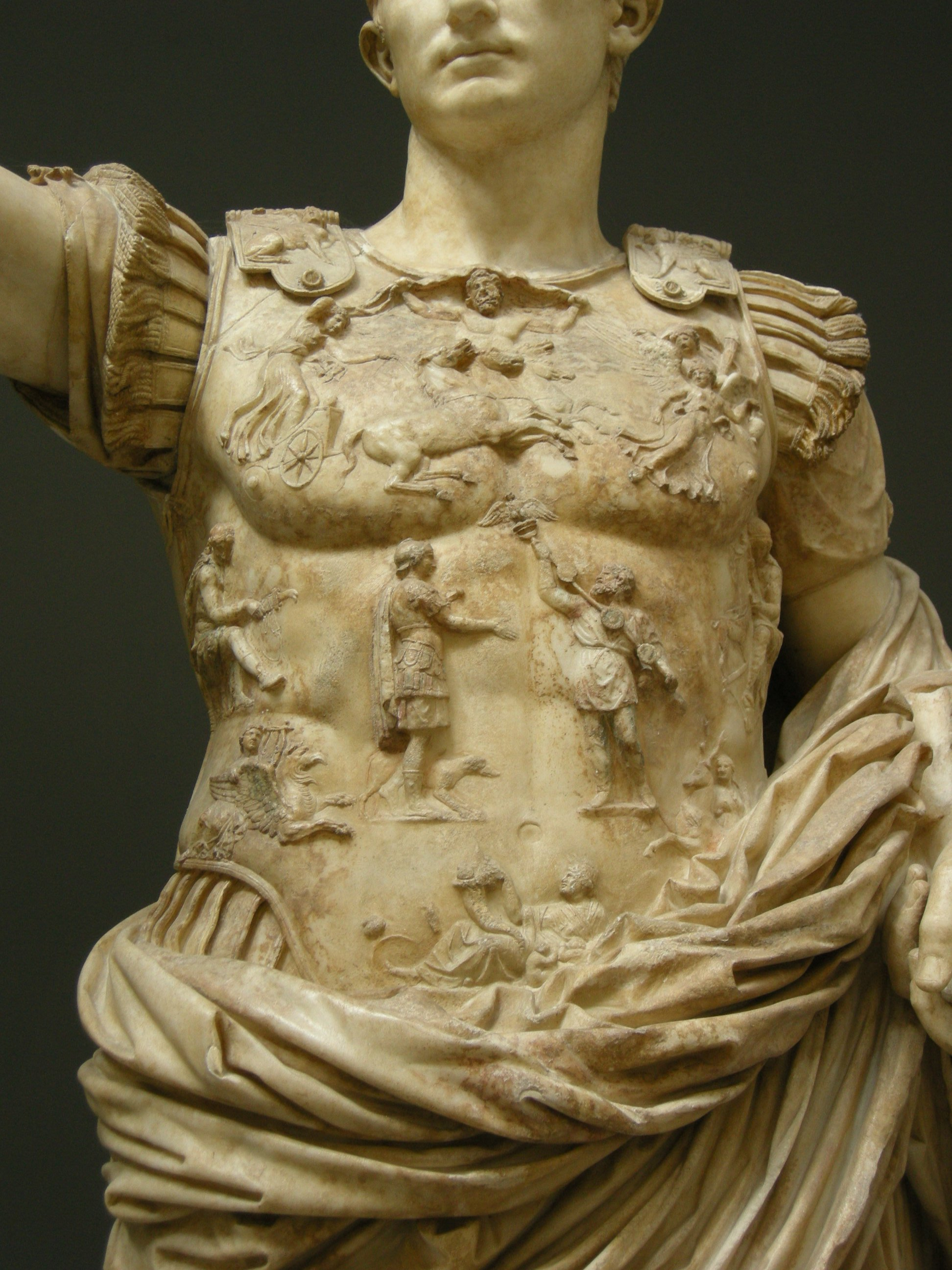
Lorica musculata dalla statua di Augusto di Prima Porta.
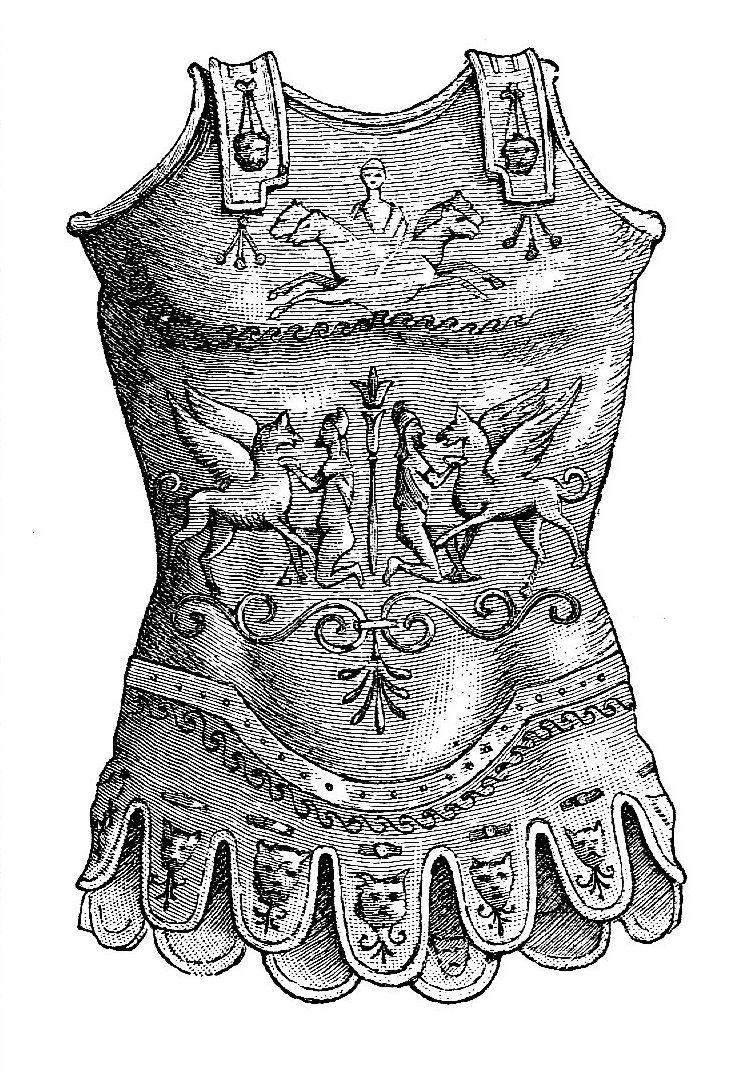
Disegno ricostruttivo della lorica musculata da una statua di Germanico Giulio Cesare
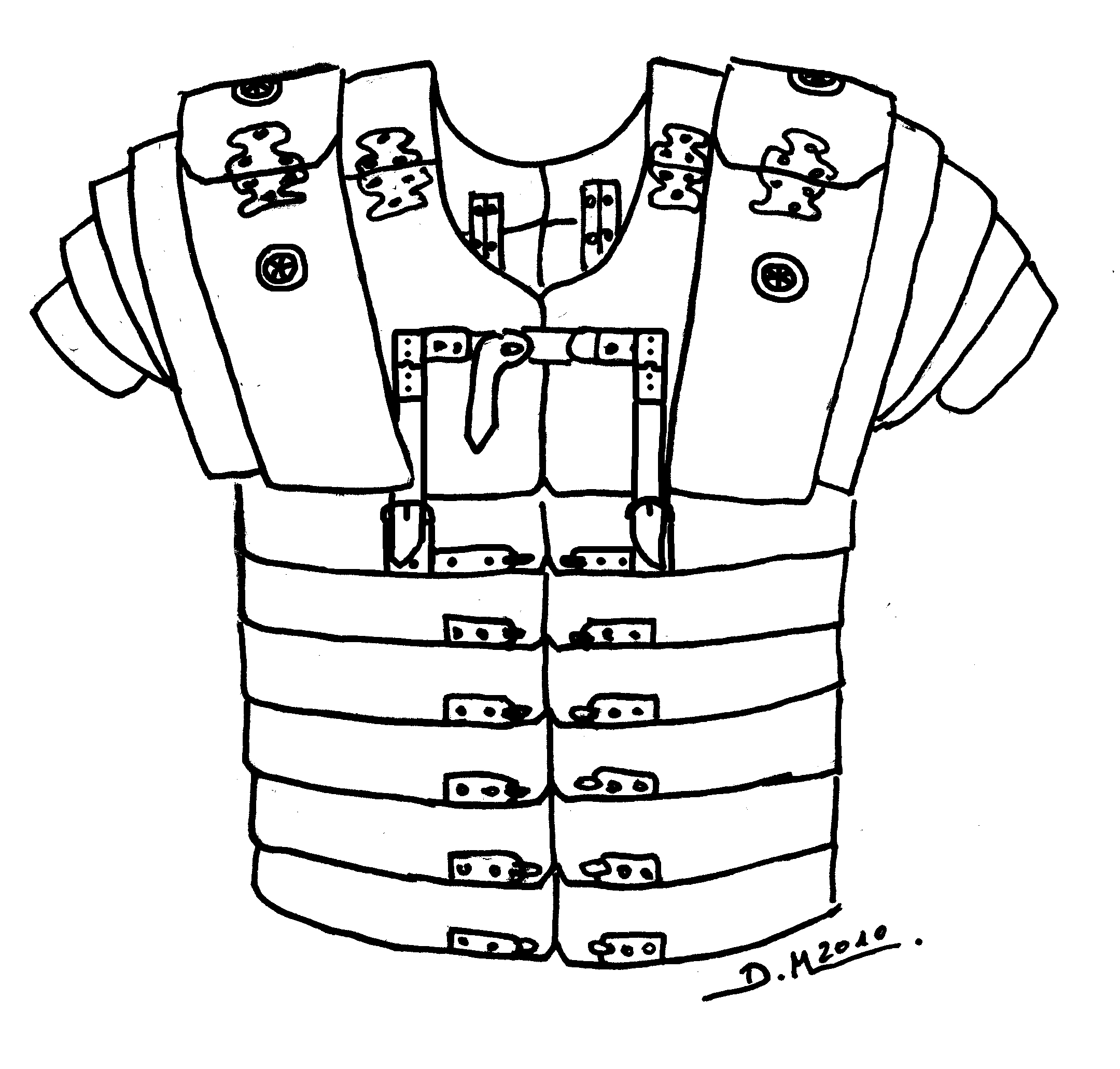
Lorica segmentata del tipo Corbridge A
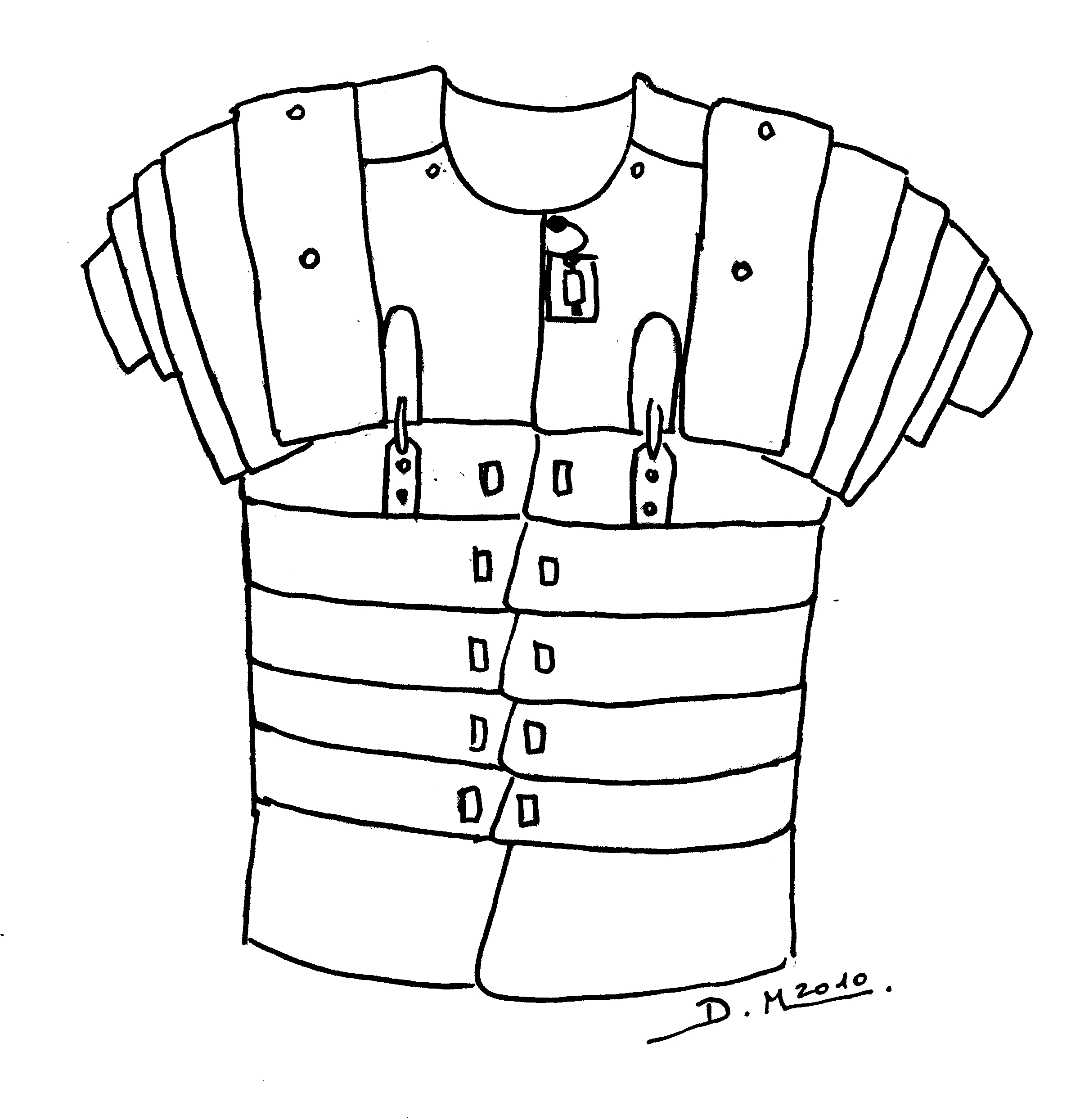
Lorica segmentata del tipo Newstead
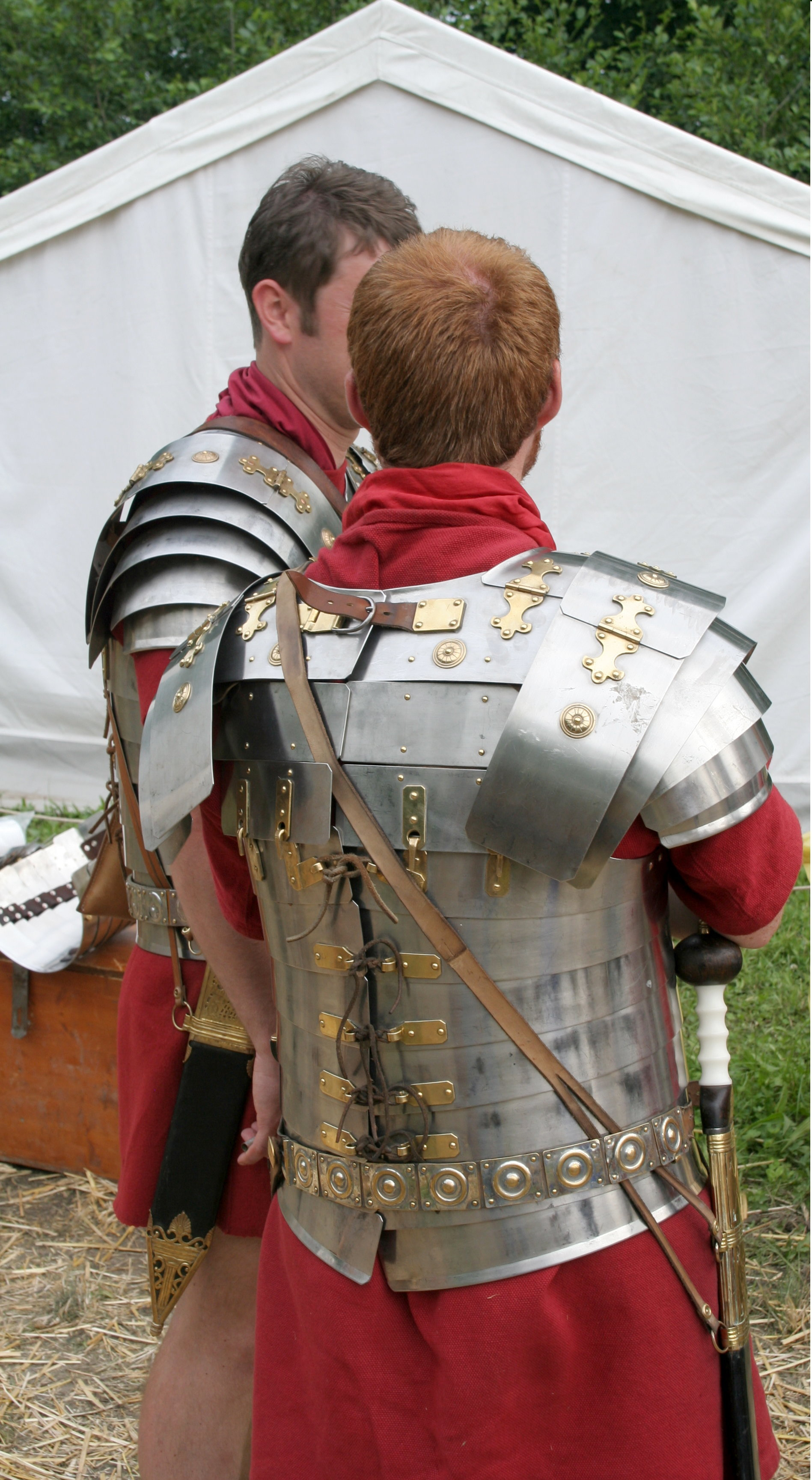
Parte posteriore di una lorica segmentata Corbridge, si notano gli allacci con stringhe di cuoio collegate a sezioni metalliche applicate sulle piastre dell'armatura, fettucce, piccole borchie di rinforzo.
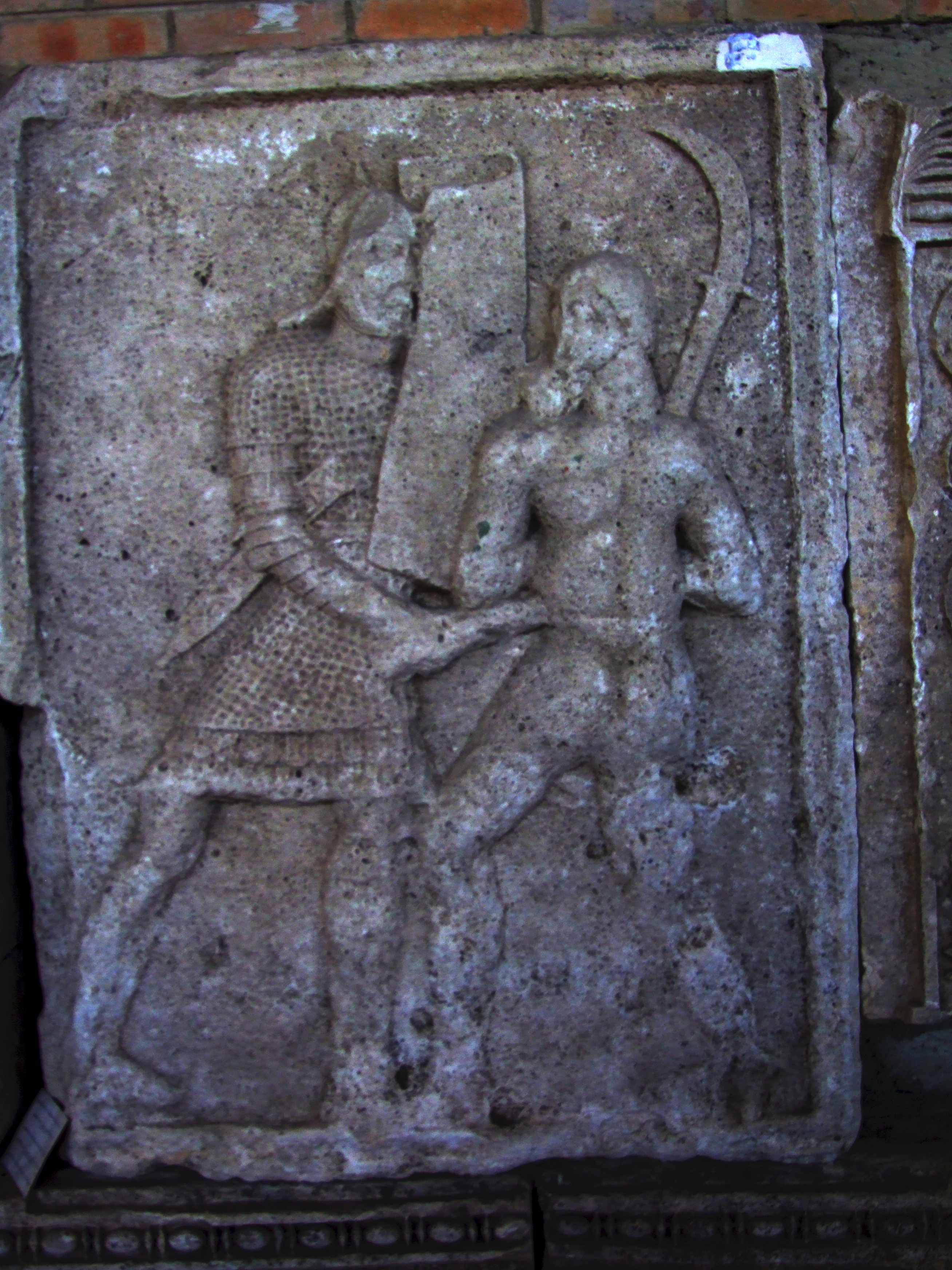
Il soldato rappresentato nella metopa del Trophaeum Traiani utilizza per il braccio esposto al combattimento una manica, tipica della lorica manica e dei gladiatori crupellarii citati da Tacito.
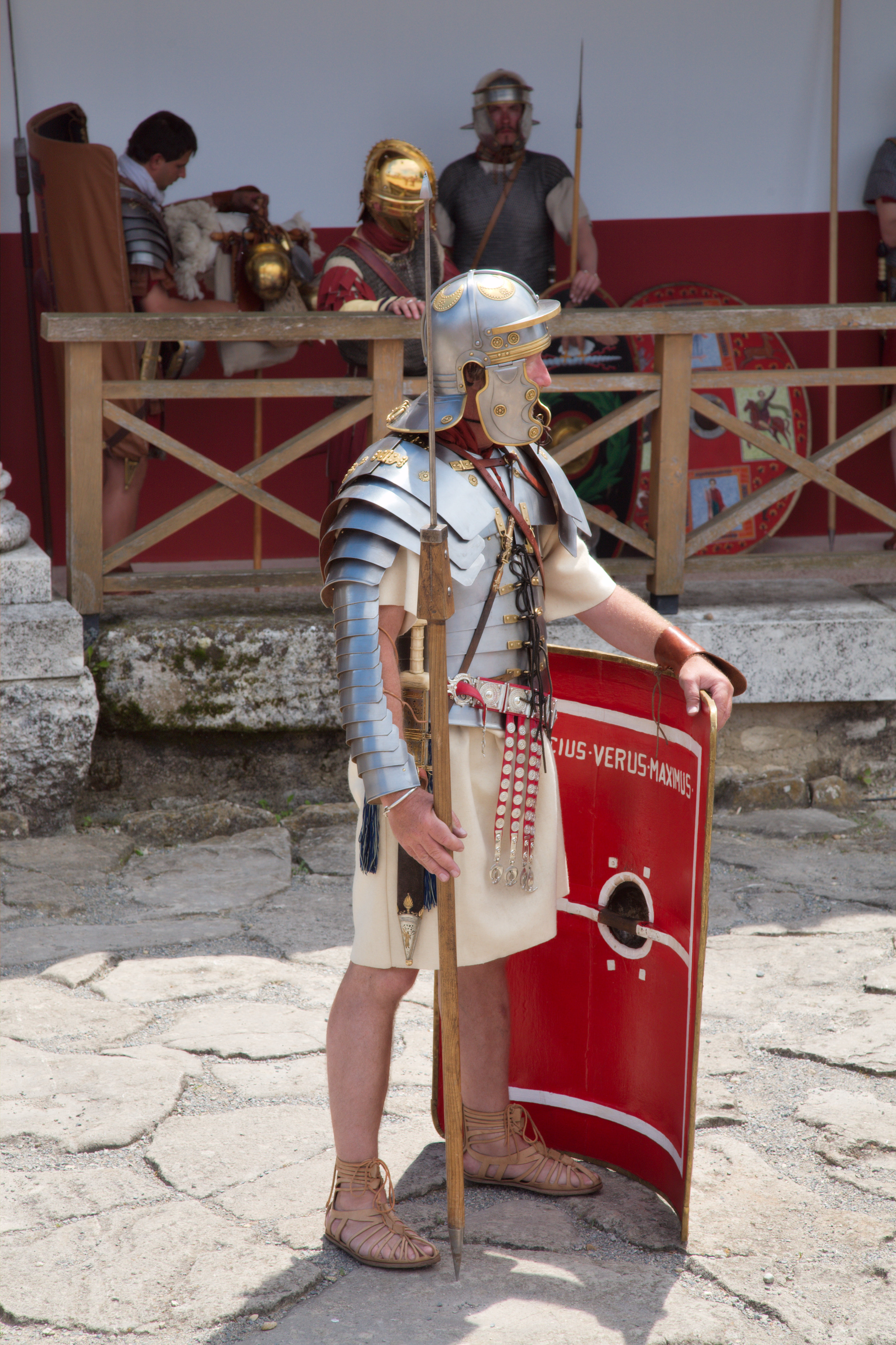
Legionario imperiale del II secolo con lorica manica, armato di pilum e gladio.

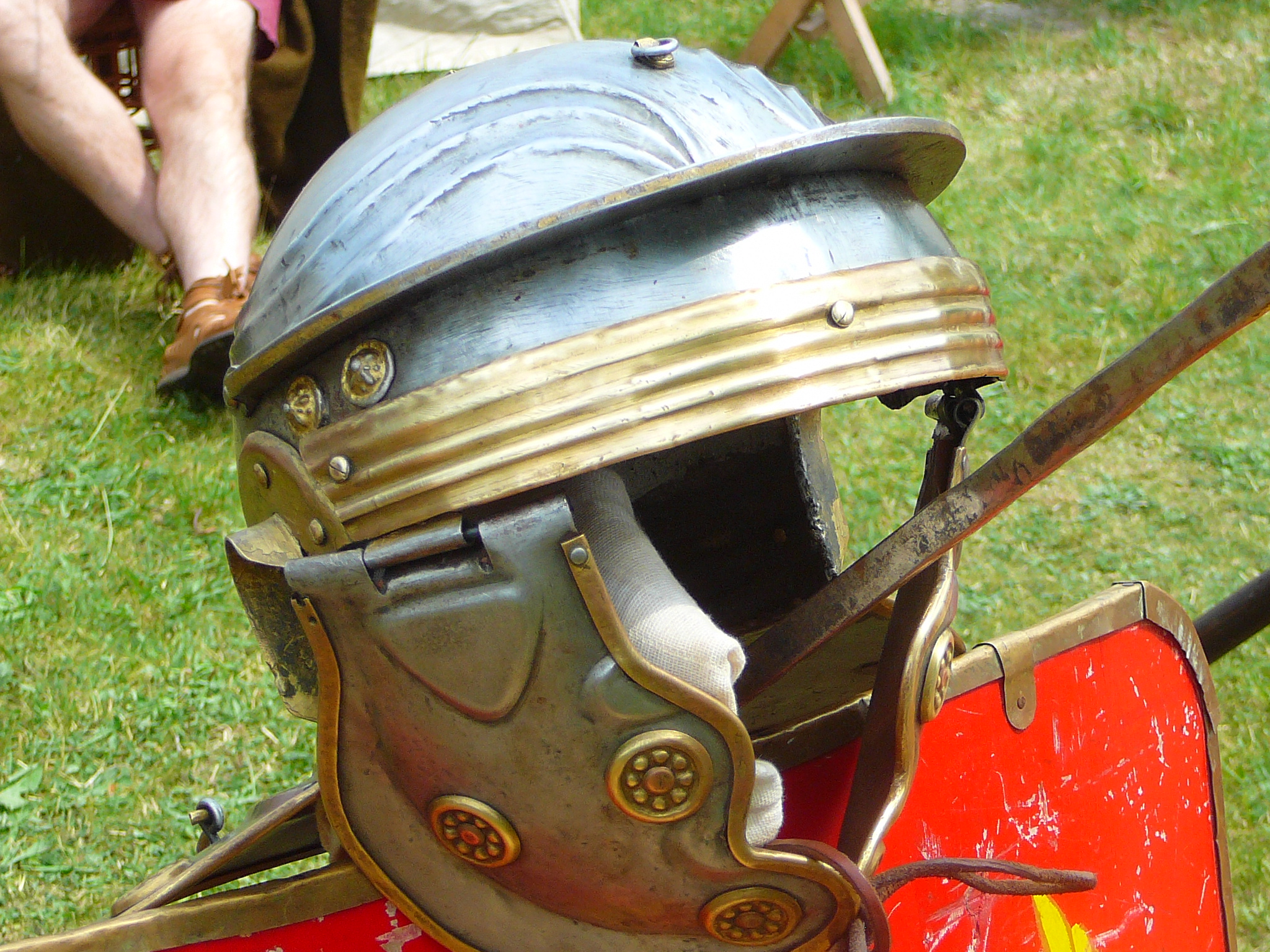
Ricostruzione di elmo gallico imperiale (Weisenau) di tipo G, distinguibile per le due "sopracciglia" rilevate sul coppo.
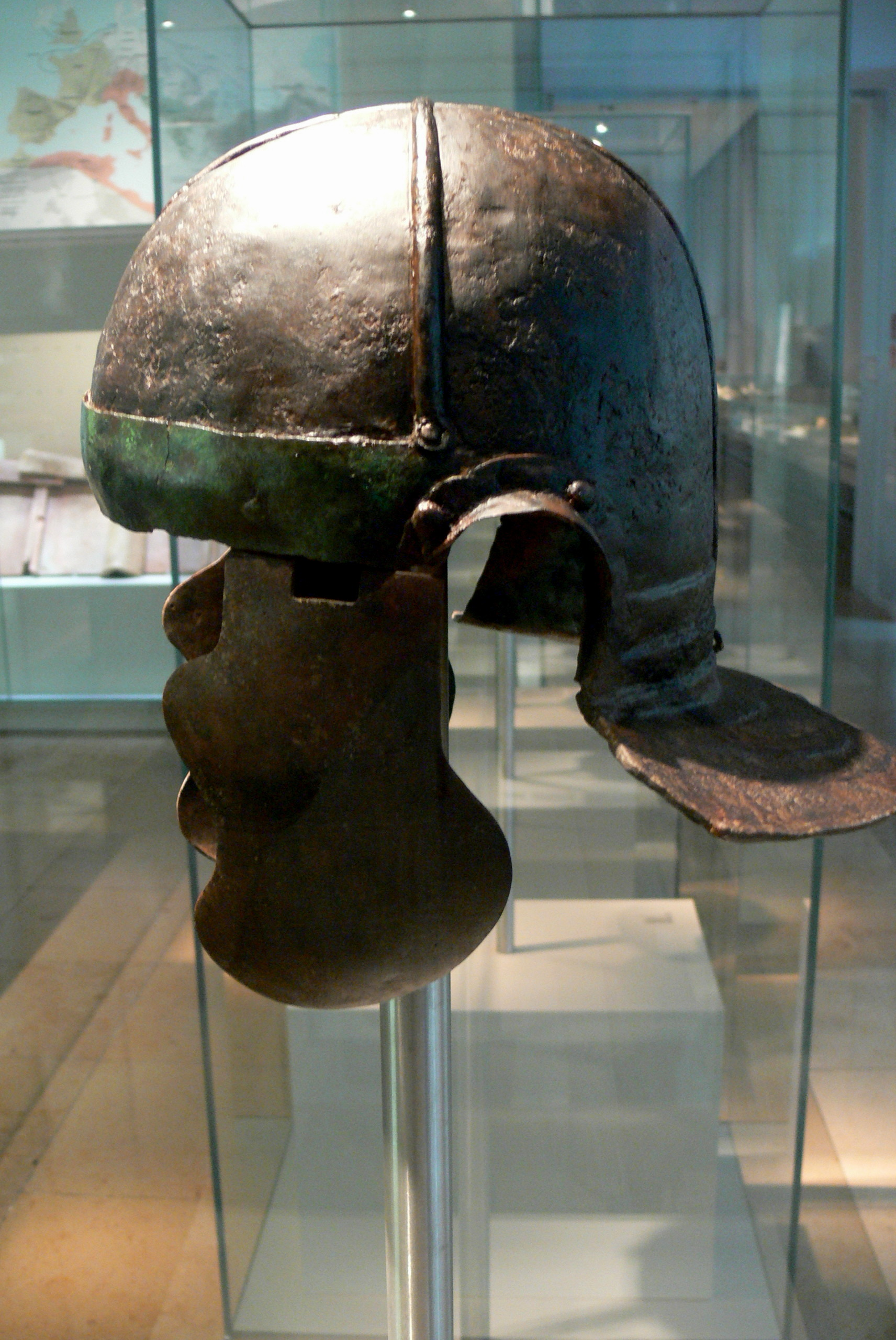
Elmo italico imperiale di tipo G, rinvenuto a Theilenhofen.
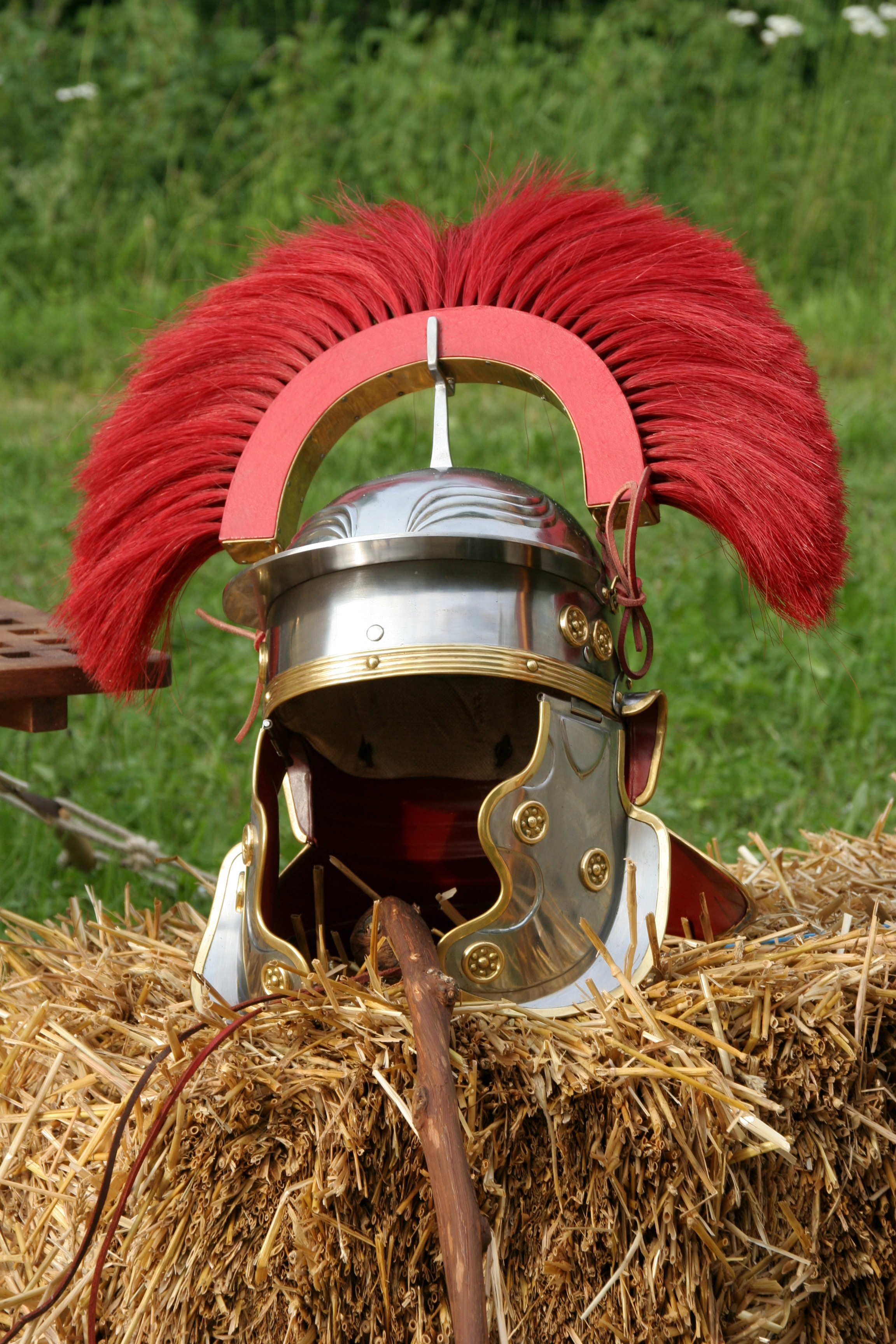
Una ricostruzione moderna di un elmo gallico imperiale di tipo H da centurione.
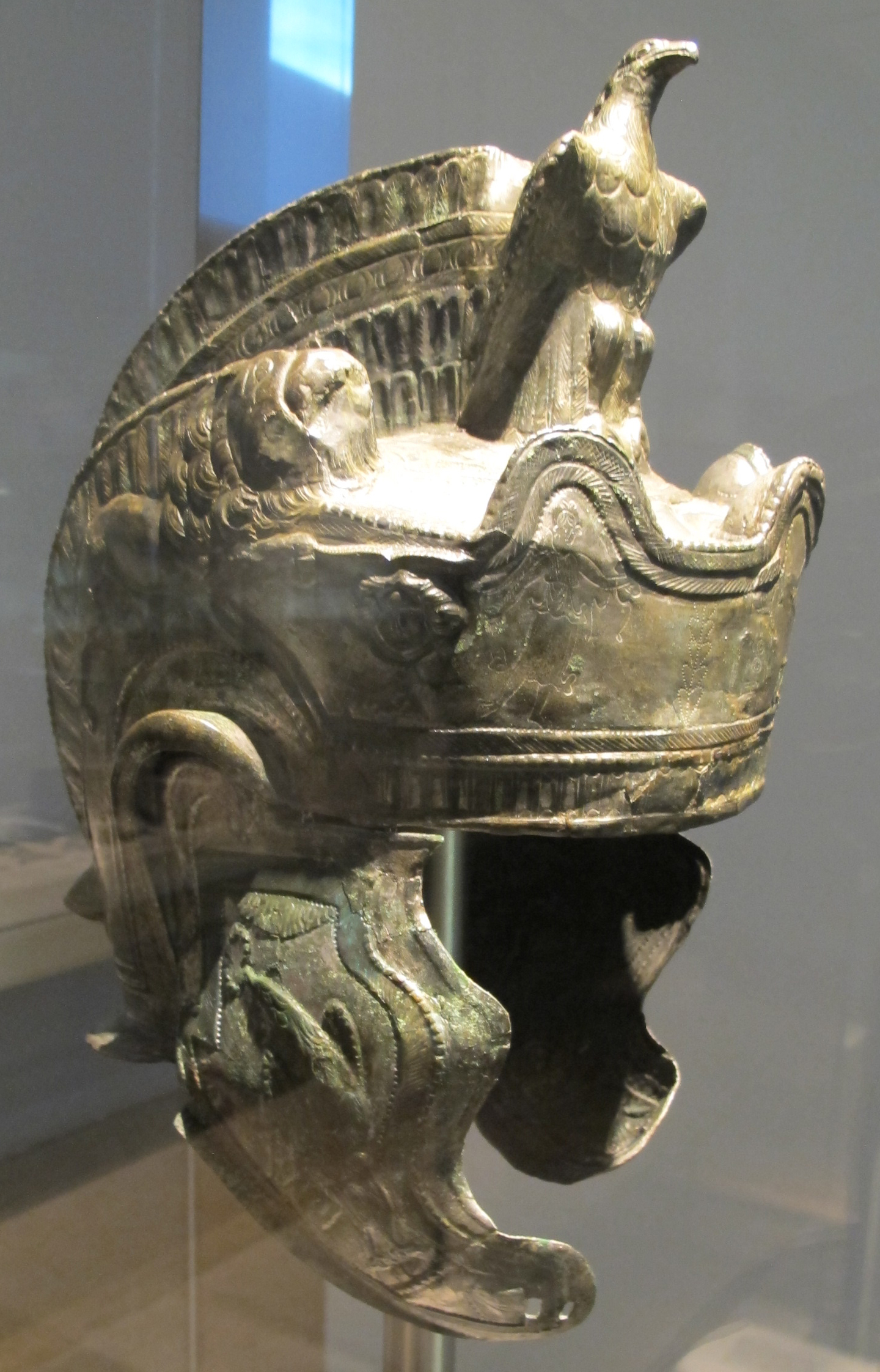
Elmo attico da parata della seconda metà del II secolo proveniente da Iciniacum (Theilenhofen).
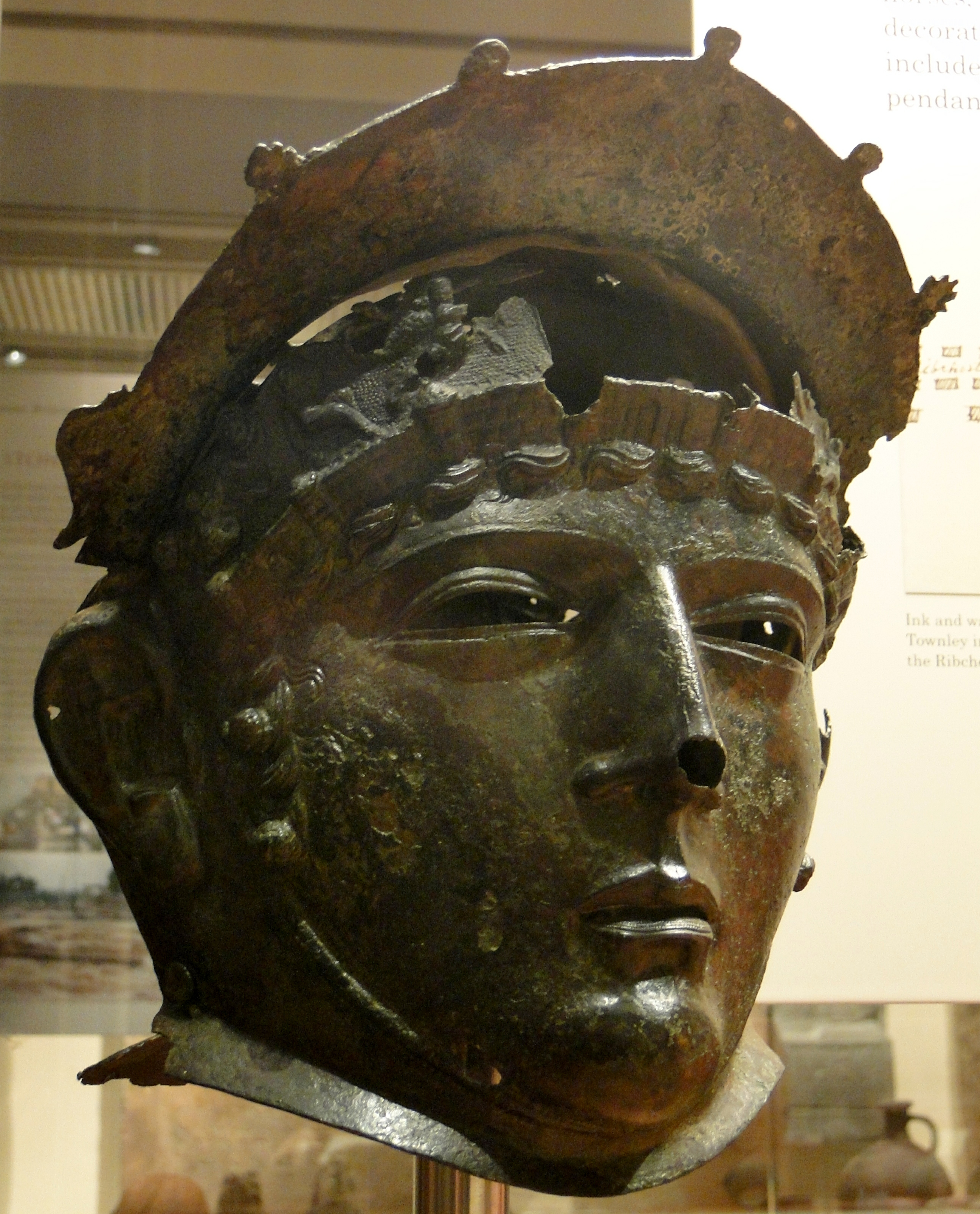
Elmo da parata di cavaliere della fine del I secolo-inizi del II secolo, tipo Ribchester (British Museum).
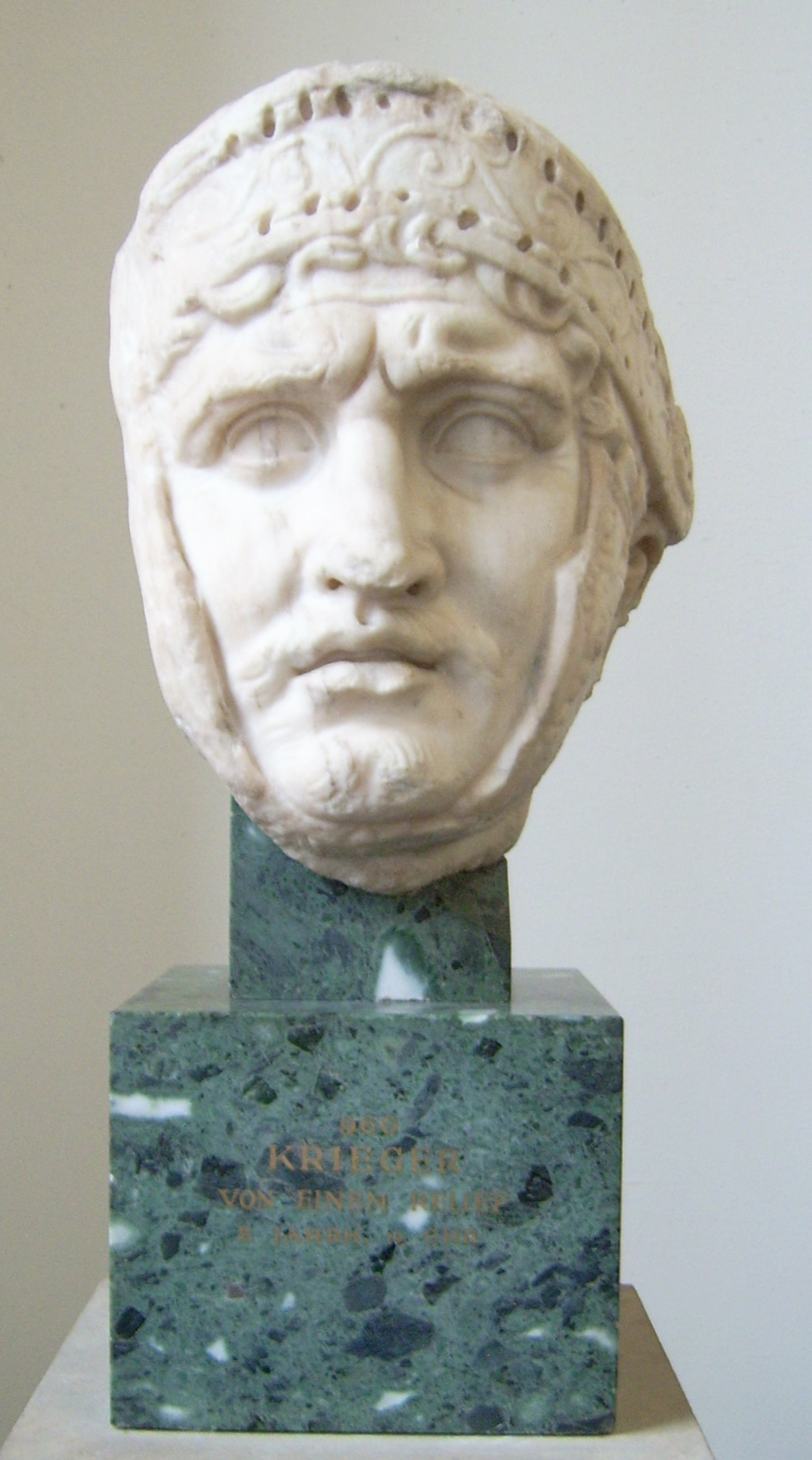
Scultura rappresentante un elmo di un soldato romano dell'epoca di Traiano (Pergamonmuseum di Berlino).
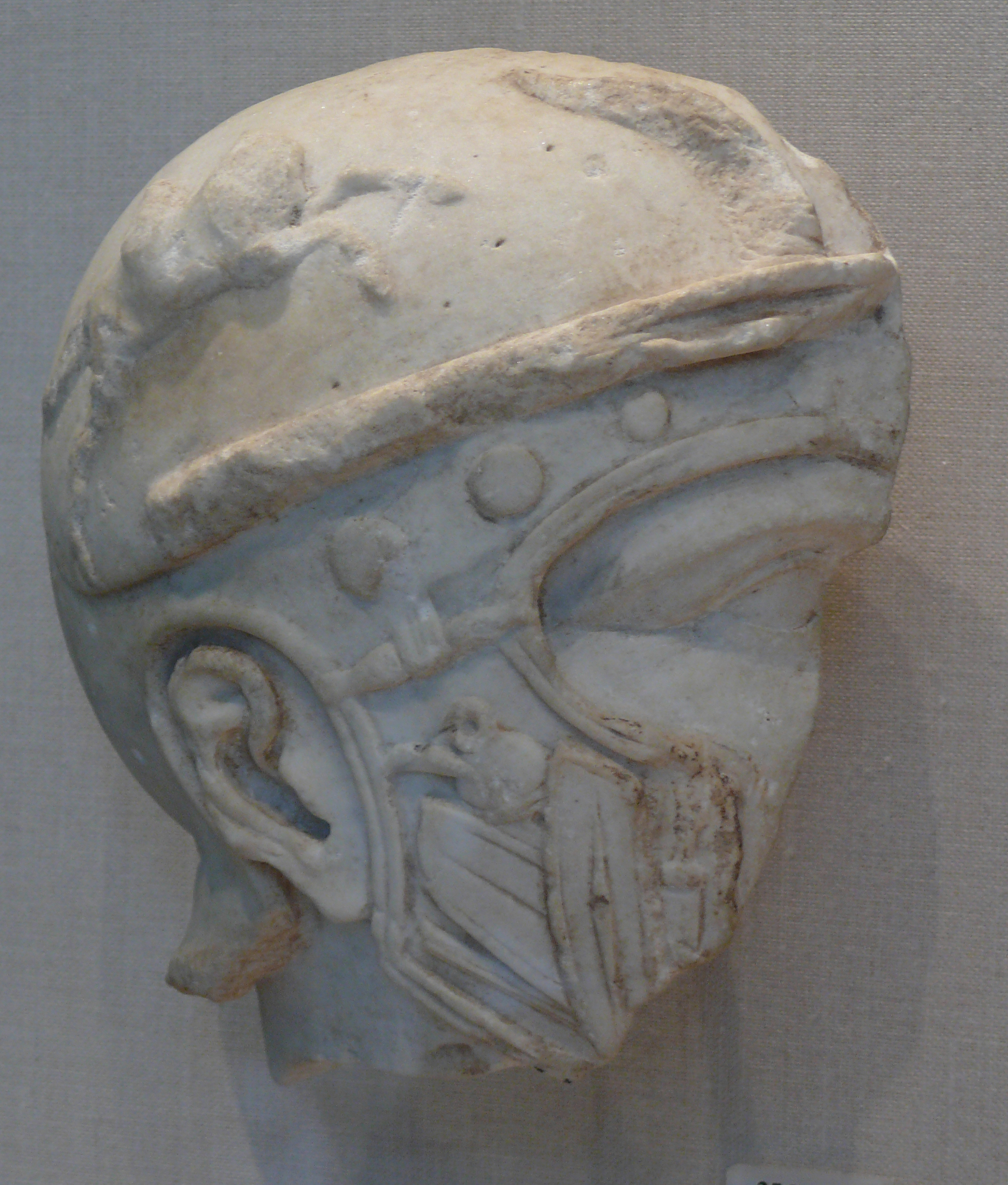
Frammento in marmo di un elmo (oggi al Metropolitan Museum of Art di New York), databile attorno al 50–75 d.C. (dinastia dei giulio-claudi-dinastia dei Flavi).

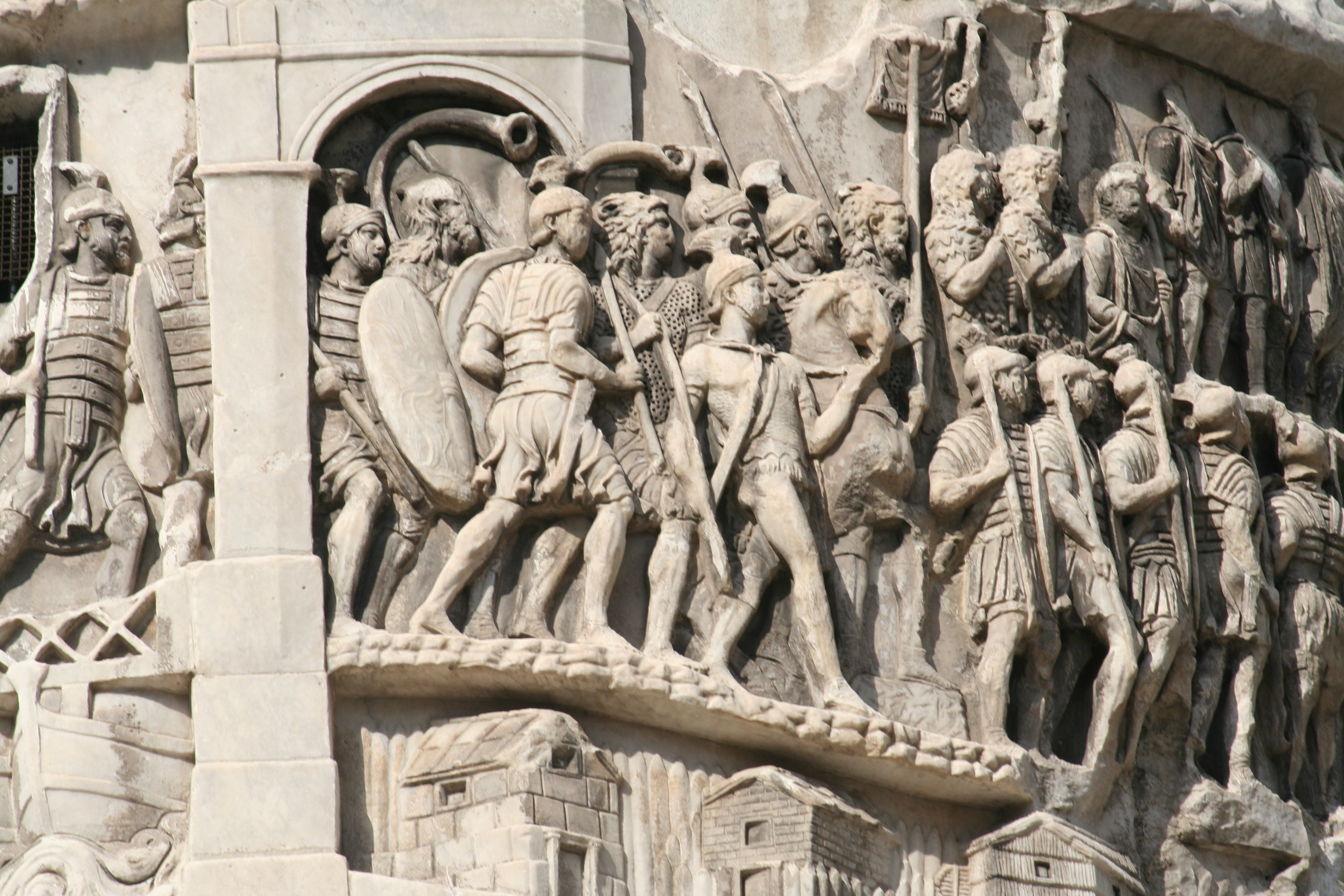
Colonna di Marco Aurelio, seconda metà II secolo; legionari equipaggiati di cassides, loricae, pila e scuta quadrati.
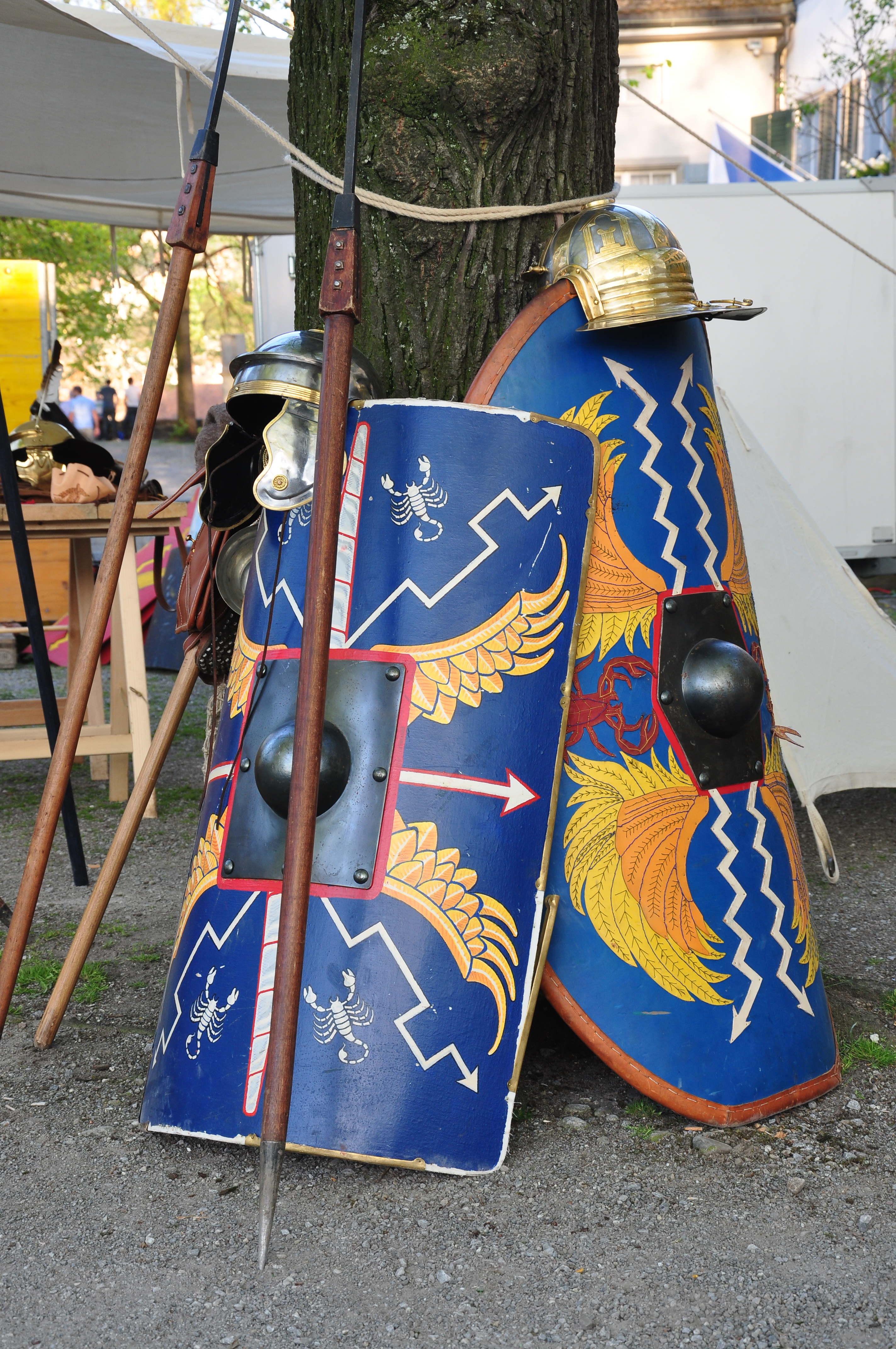
Esempi di pila pesanti, con codolo bloccato da tre rivetti di ferro, scuta, di cui uno legionario e uno assegnato alla relativa sub-unità di cavalleria legionaria, e di elmi legionari tipo imperiale gallico e Weisenau-Niedermörmter.
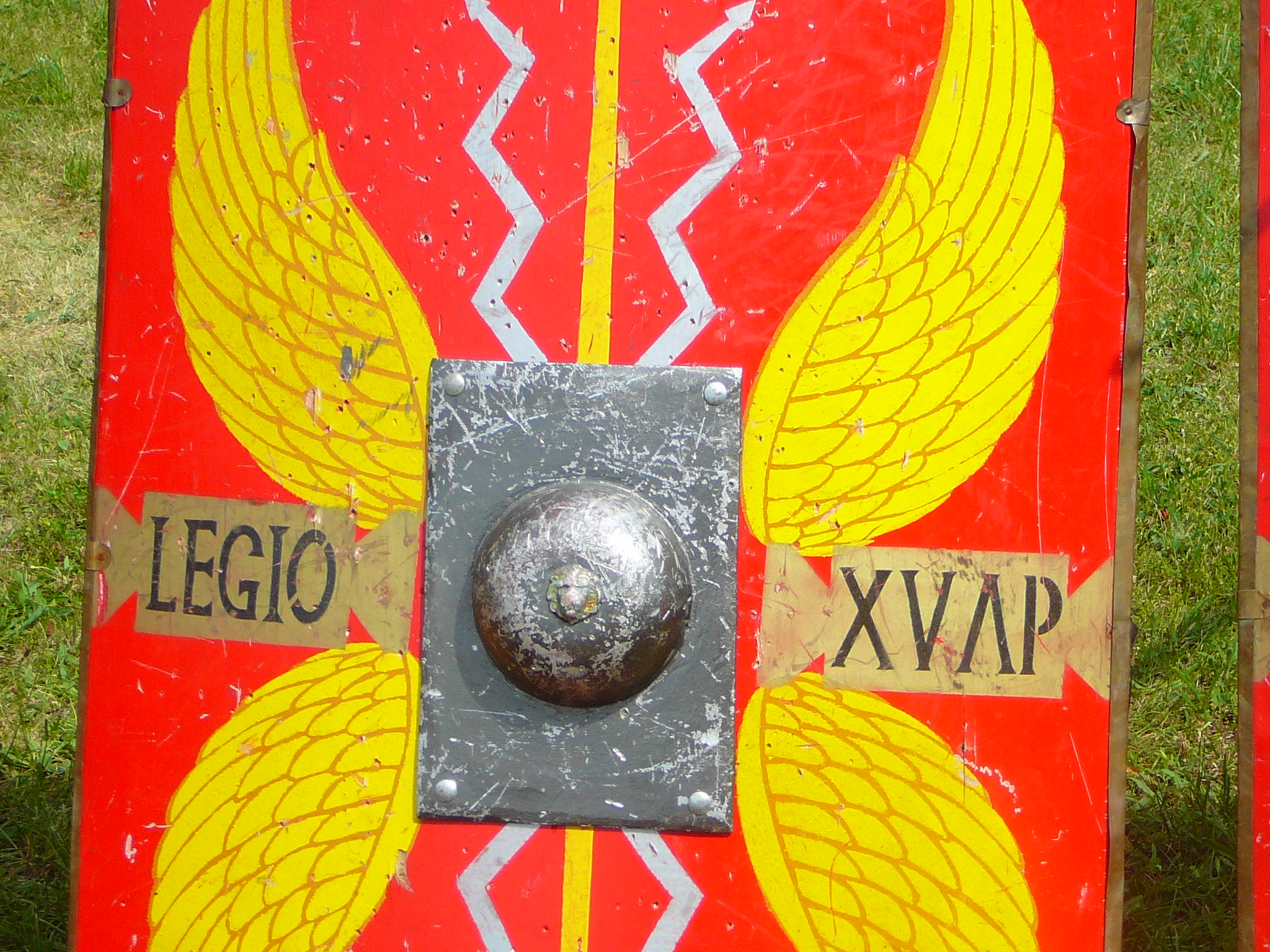
Scudo concavo legionario della legio XV Apollinaris.
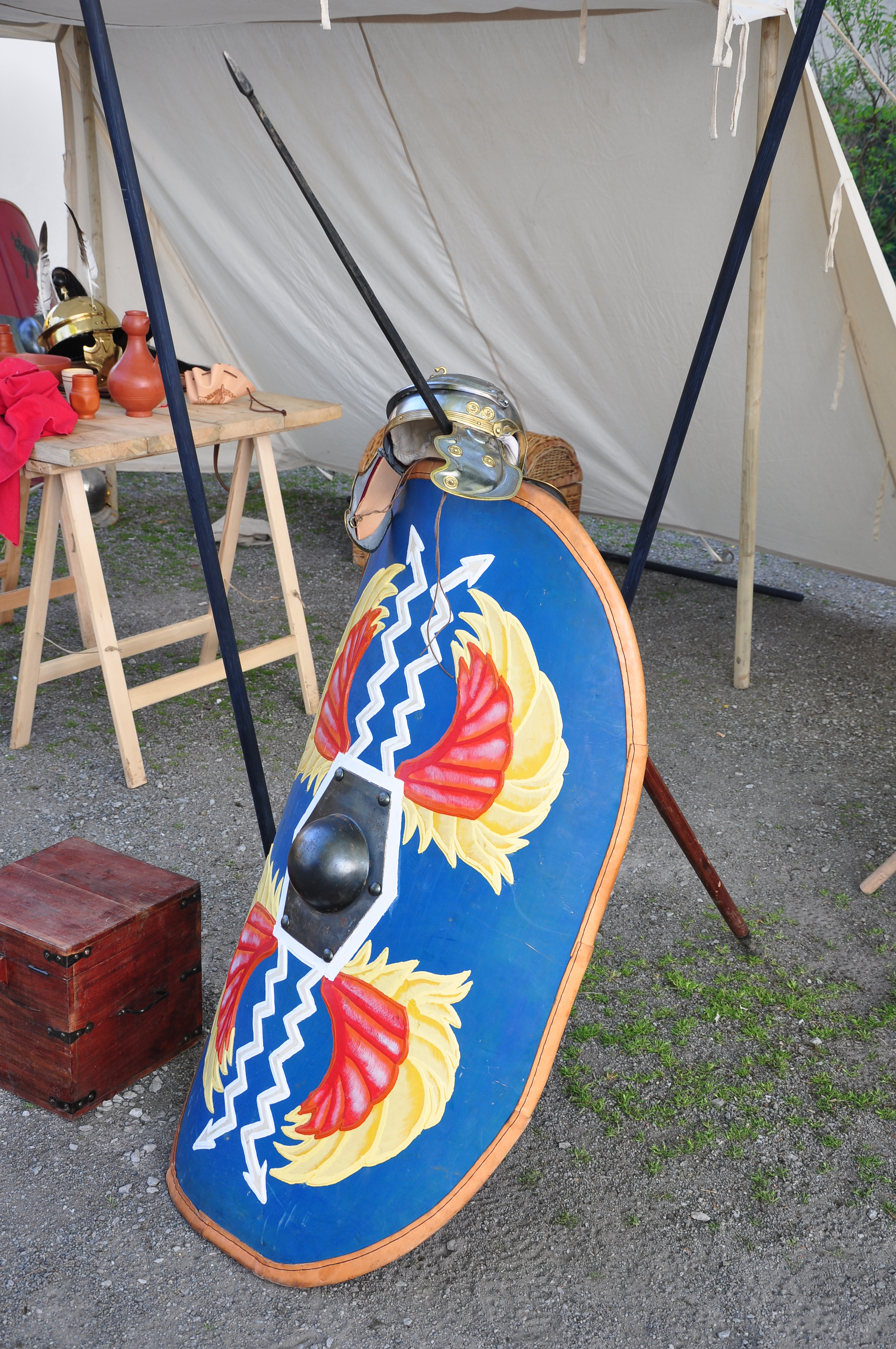
Ricostruzione di uno scudo di un cavaliere legionario della legio XXI Rapax (o anche di un ausiliario).

Equipaggiamento del singolo ausiliario
Va premesso che, poiché le unità ausiliarie erano costituite con elementi prelevati da province assai diverse tra loro, le loro armature, indumenti ed armi erano spesso eterogenee. Queste unità, che costituivano truppe di completamento accanto alla fanteria pesante legionaria, erano solitamente armate alla leggera, ma potevano anche avere armamento simile a quello legionario; i loro reparti potevano essere muniti:
- di armi da lancio, di telae, frecce in dotazione ai sagittarii (arcieri), fundae, frombole usate dai frombolieri (lanciatori di pietre, formidabili erano quelli delle Baleari), lanceae, giavellotti usati dai lanciarii;
- di hastae, lance lunghe usate dalle truppe provinciali destinate a proteggere i fianchi dello schieramento dei legionari, specialmente contro la cavalleria nemica in assenza di cavalleria ausiliaria alleata (si ricordi l'uso che ne fece Cesare a Farsalo);
- di scudi ovali rinforzati o di un piccolo scudo rotondo (parma o parmula) con intelaiatura in ferro usato inizialmente dai velites, poi principalmente dalla cavalleria, dalla fanteria ausiliaria e dagli ufficiali (come i signiferi), o semplicemente di cuoio, oppure solo rivestito (chiamato caetra).[48]

Cavalieri ausiliari romani.
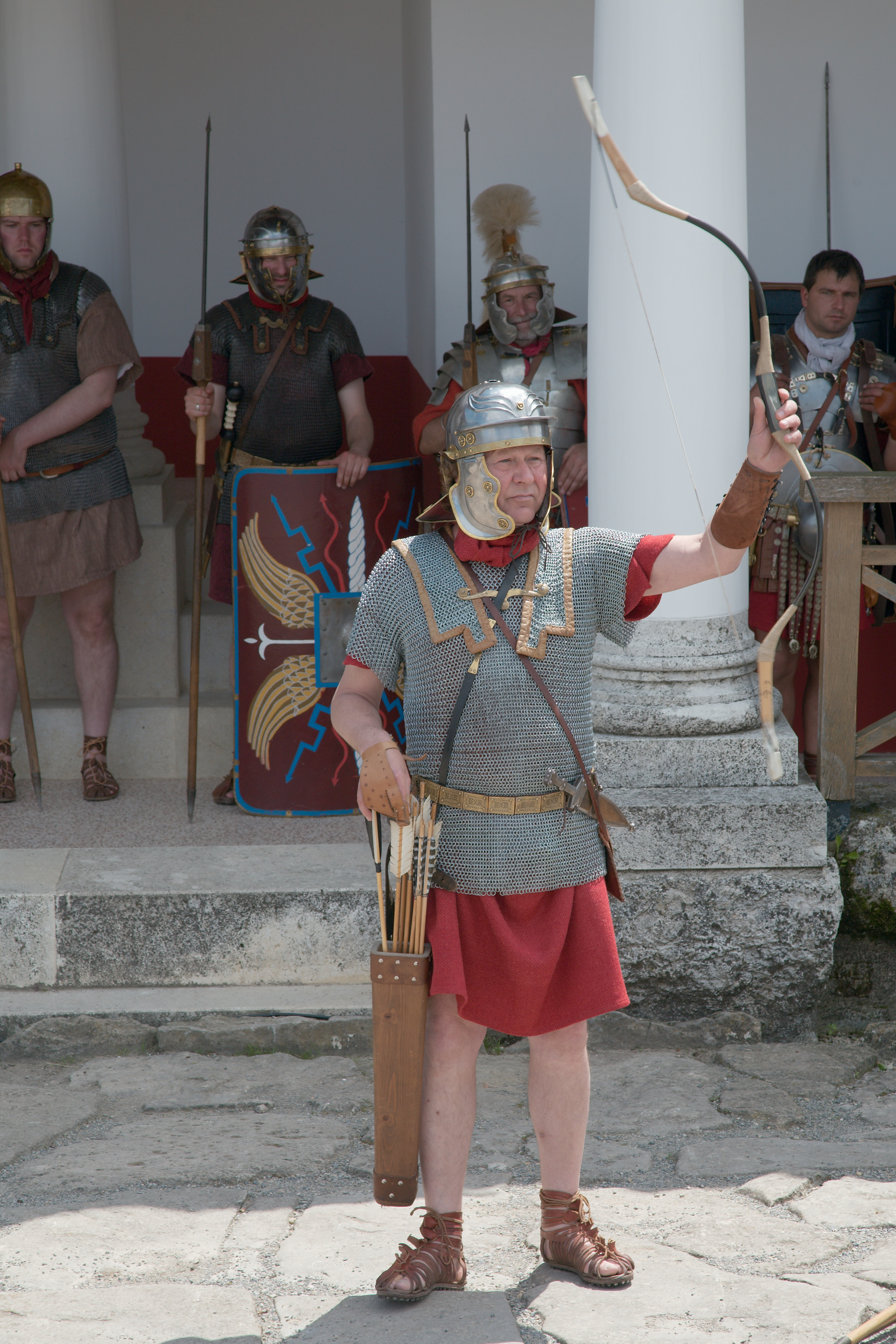
Un sagittarius (arciere) delle truppe ausiliarie.
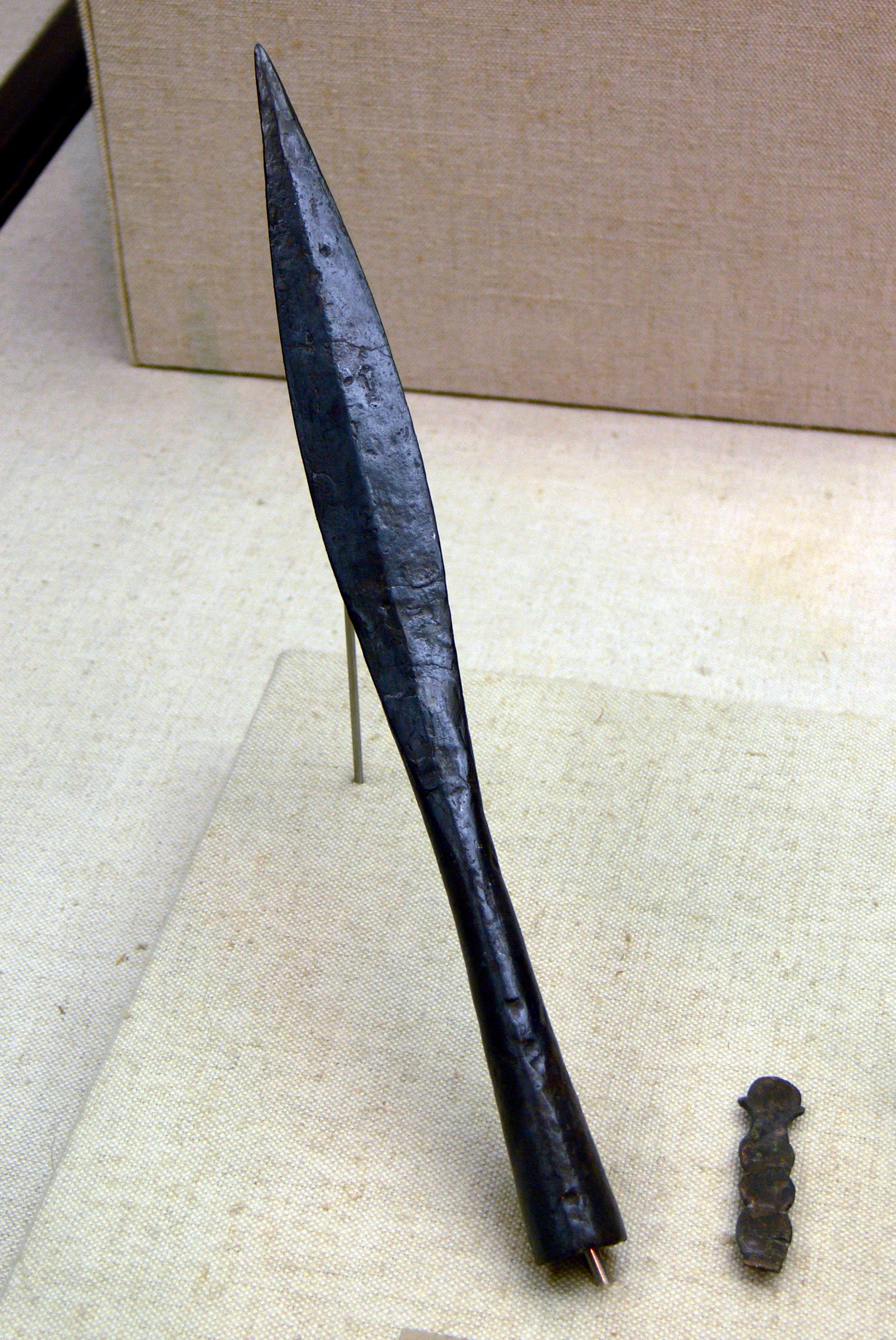
Punta di lancia romana conservata nel museo presso il castrum romano di Boiotro a Passavia, Germania.
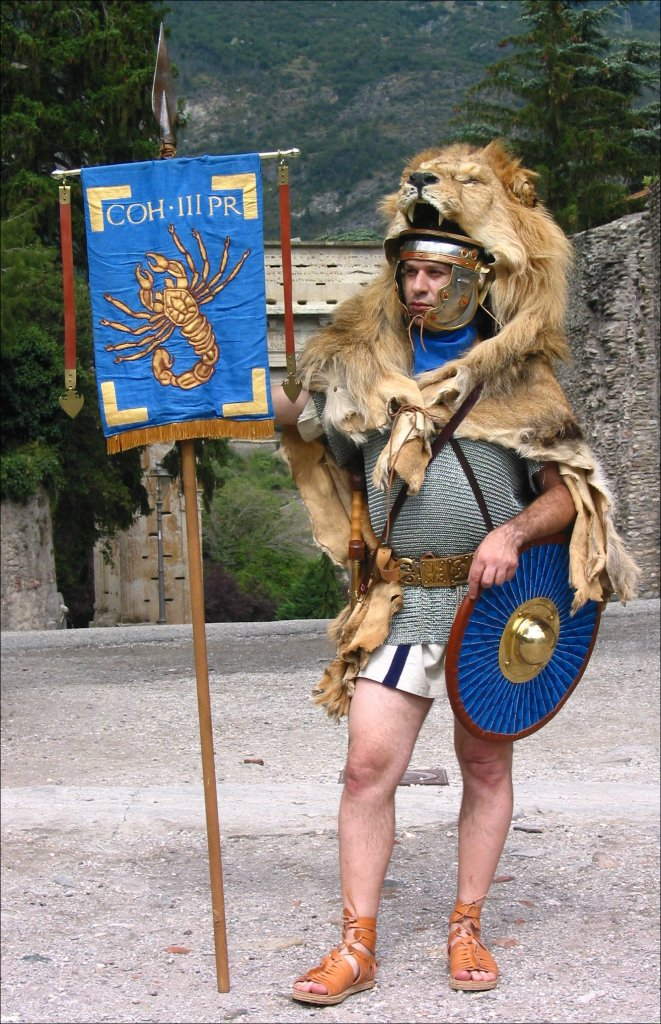
Signifer della III coorte pretoriana dotato di parma.

Altro equipaggiamento
- Una tunica e un mantello (sagum), e talvolta anche la toga, nel caso il soldato fosse stato premiato con la cittadinanza romana, che costituivano la tenuta regolamentare del soldato;
- Un balteus o cingulum militaris (cintura per reggere le armi e per decorazione);
- Un paio di caligae, cioè i sandali da marcia, unite all'uso di calze di cuoio o stoffa;
- Una tunica di colore rosso per gli ufficiali e di colore bianco per la truppa, comune a tutti i legionari;
- Una paenula, pesante mantello con cappuccio, usato nel periodo invernale;
- Un trulleus, pentola di bronzo;
- Una patera, scodella di legno;
- Un loculus, una cartella generalmente in pelle (45 per 30 cm o più piccola, della giusta dimensione per essere tratta da un unico pezzo di pelle di capra o vitello);
- Una dolabra, specie di piccone usato come pala e ascia, probabilmente impiegato anche con finalità offensive (il vittorioso generale di Nerone, Domizio Corbulone amava dire ai suoi soldati che la vittoria andava conquistata a colpi di dolabra);[49]
- Tra gli altri impedimenta, uno o più pila muralia o sudes, pezzi di legno a sezione quadrata appuntiti, sorta di cavalli di frisia.

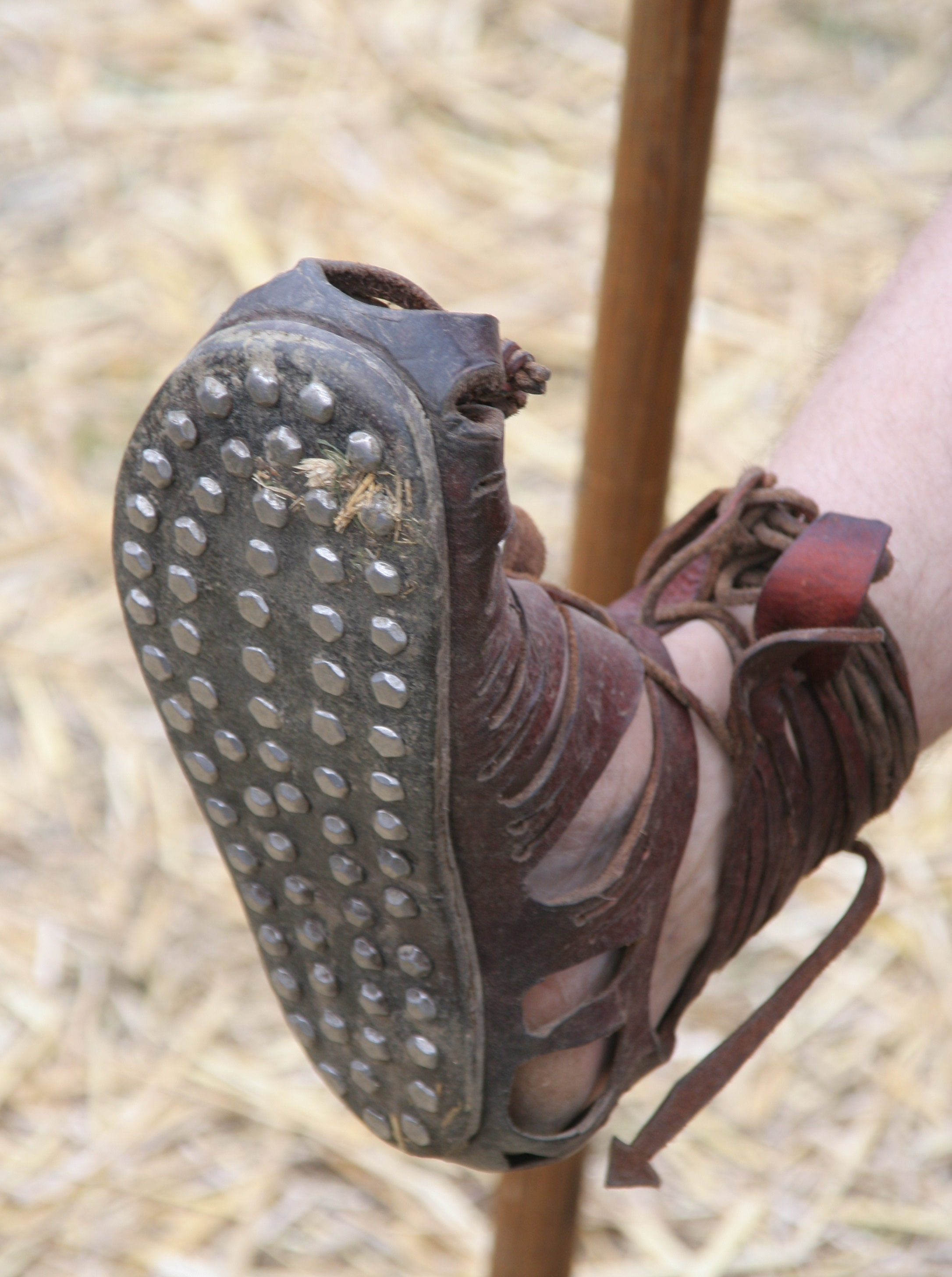
Una caliga romana; lo scarpone alto-imperiale andò col tempo perdendosi; la suola è rinforzata con chiodi metallici.
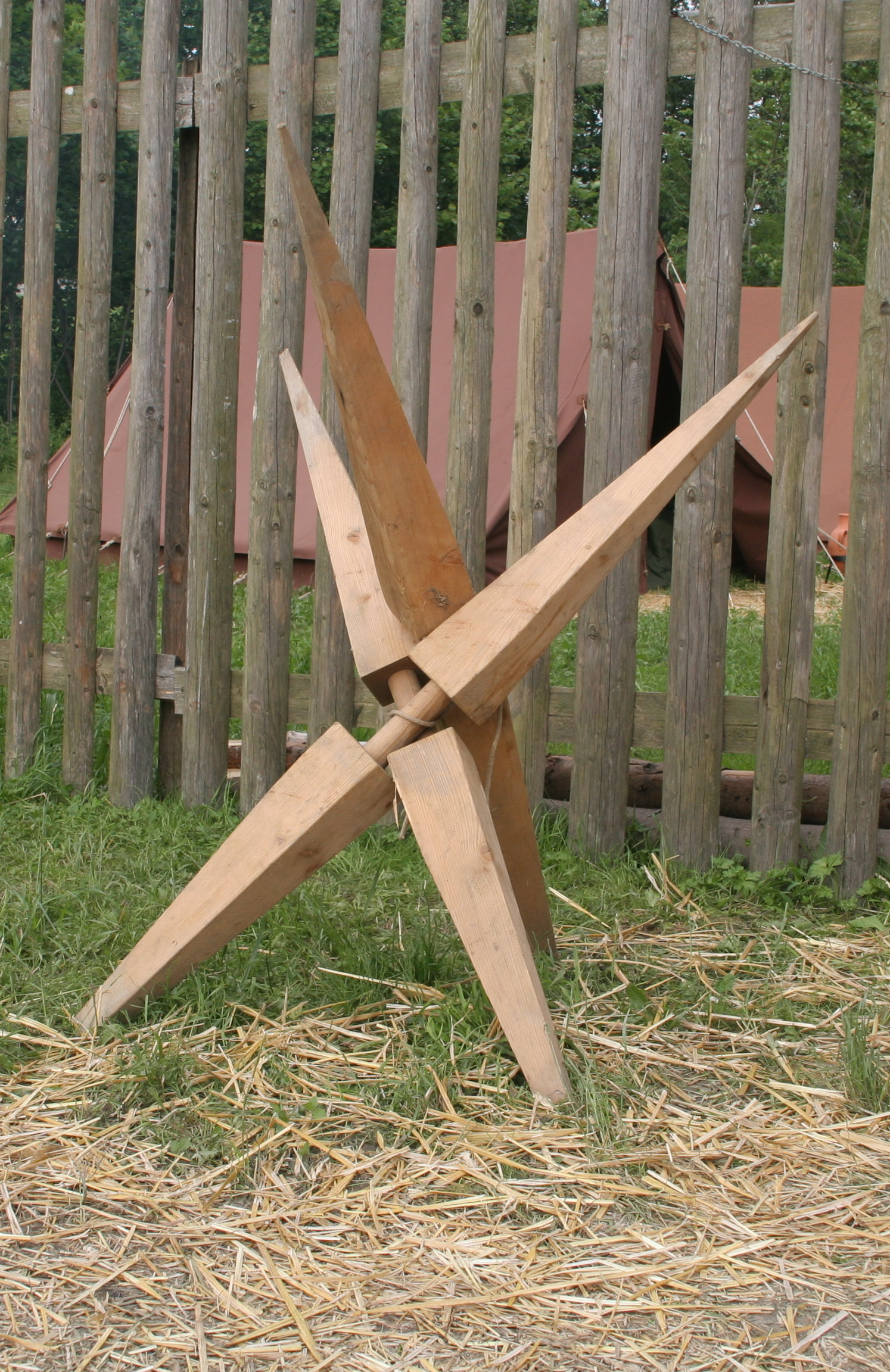
Tipici pila muralia legati in coppia o in tre esemplari e usati come cavalli di frisia, posti in cima ai terrapieni a difesa degli accampamenti di marcia.
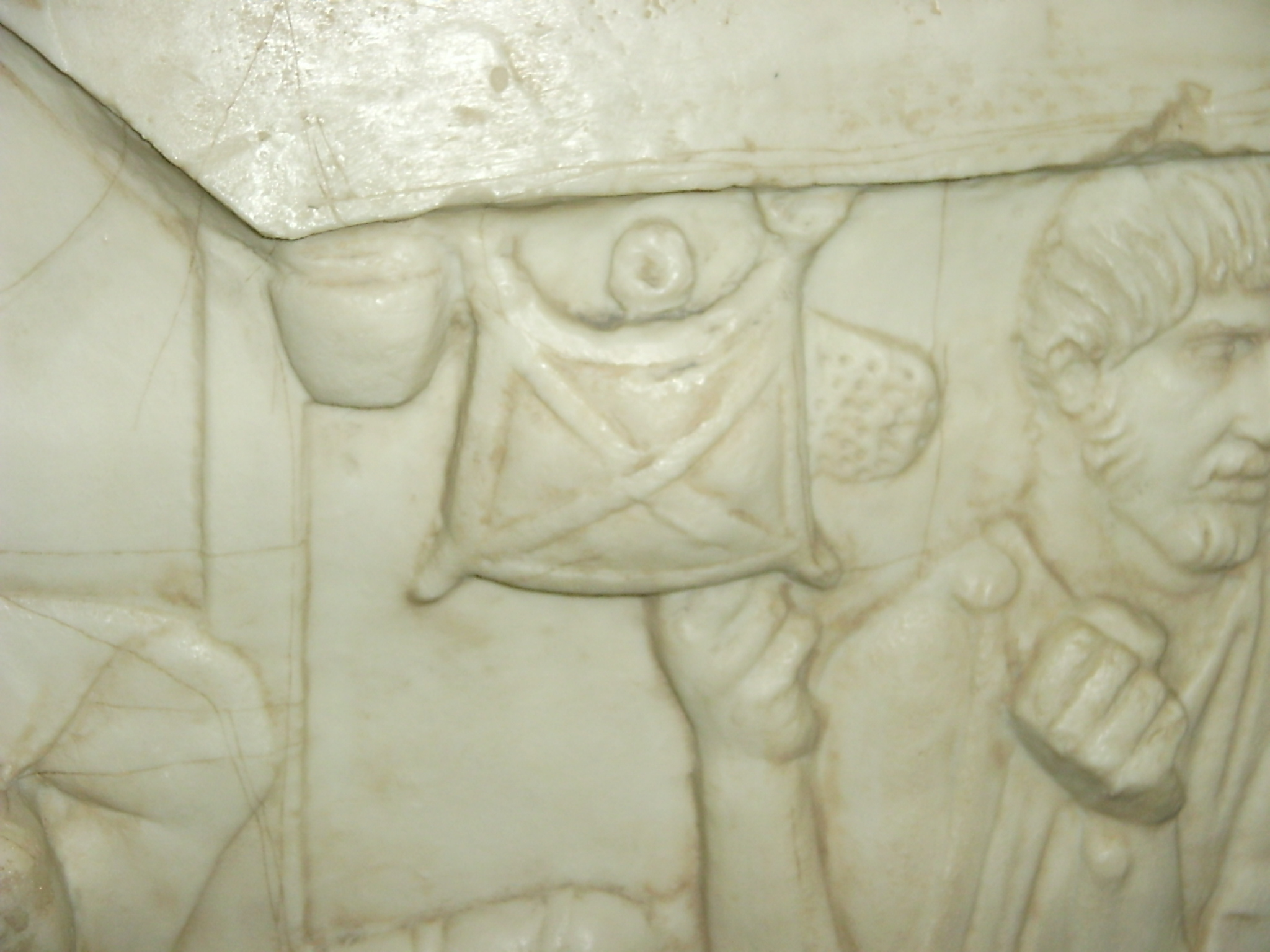
Un loculus rappresentato in un fregio della Colonna Traiana.
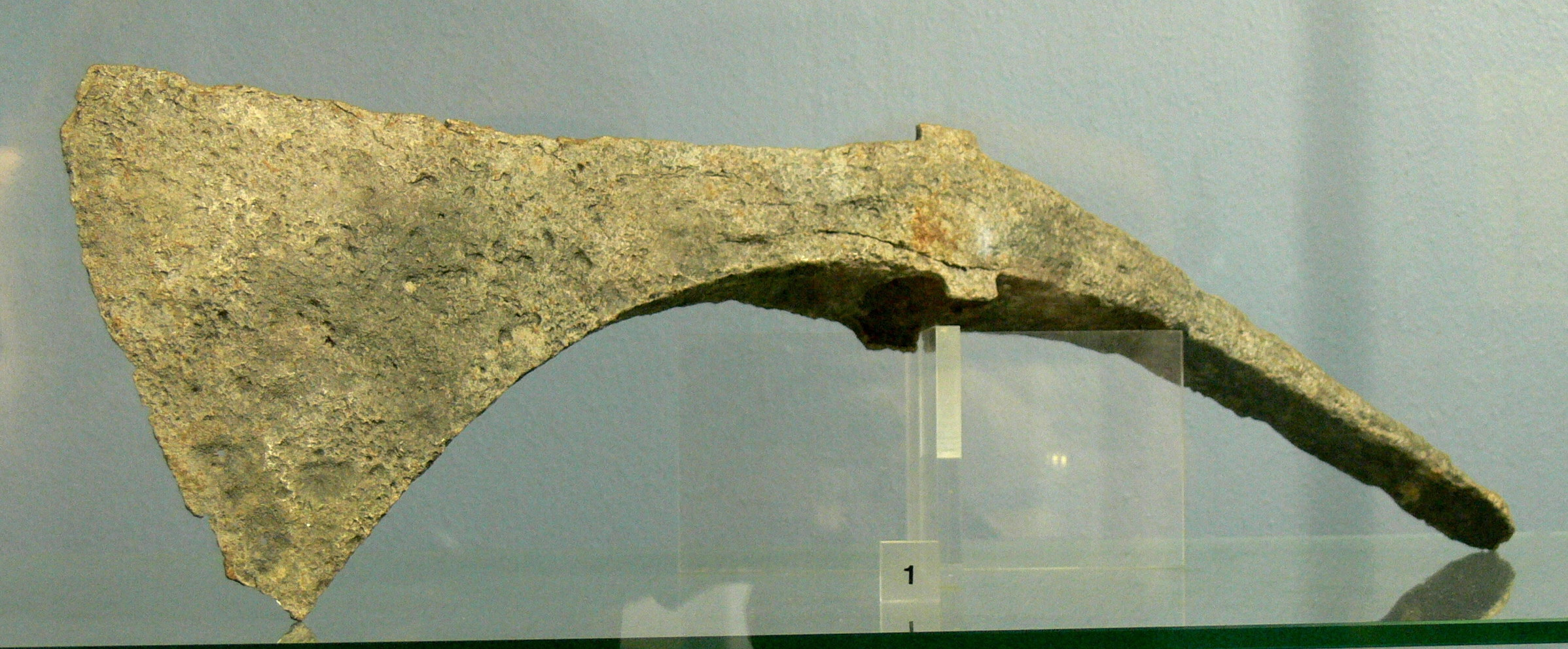
Dolabra romana del III-IV secolo.
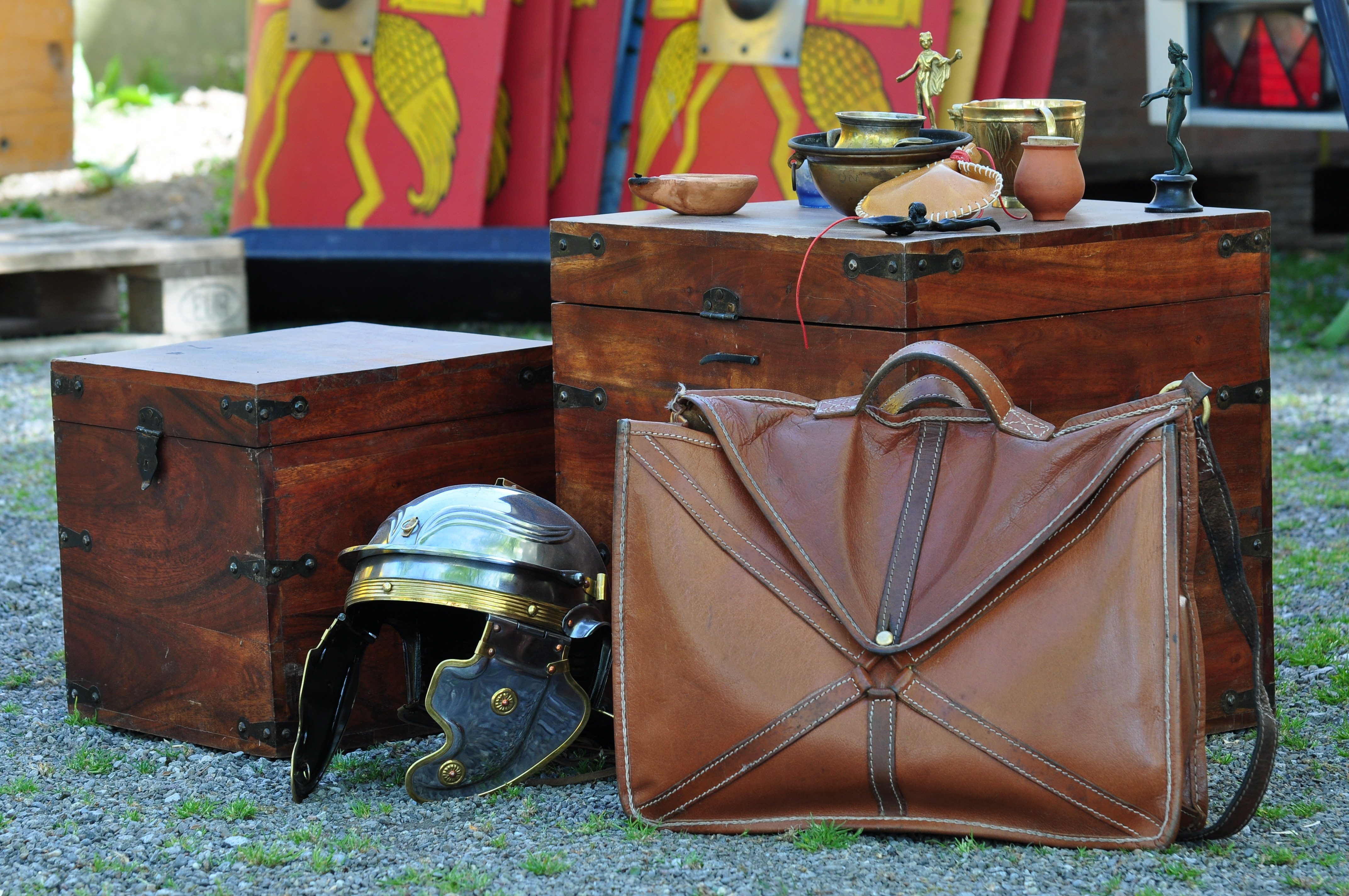
Effetti personali e bagagli di un ufficiale romano, tra cui un cassis modello Weisenau e la ricostruzione di una cartella (loculus), statuette votive, ciotole, tazze, un cucchiaio, una piccola lanterna ad olio e porta unguenti.
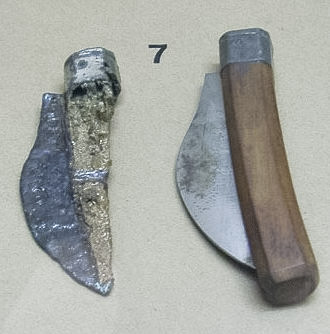
Esemplare di coltello da tasca romano (con ricostruzione moderna accanto) ritrovato a Gelduba (Krefeld-Gellep)
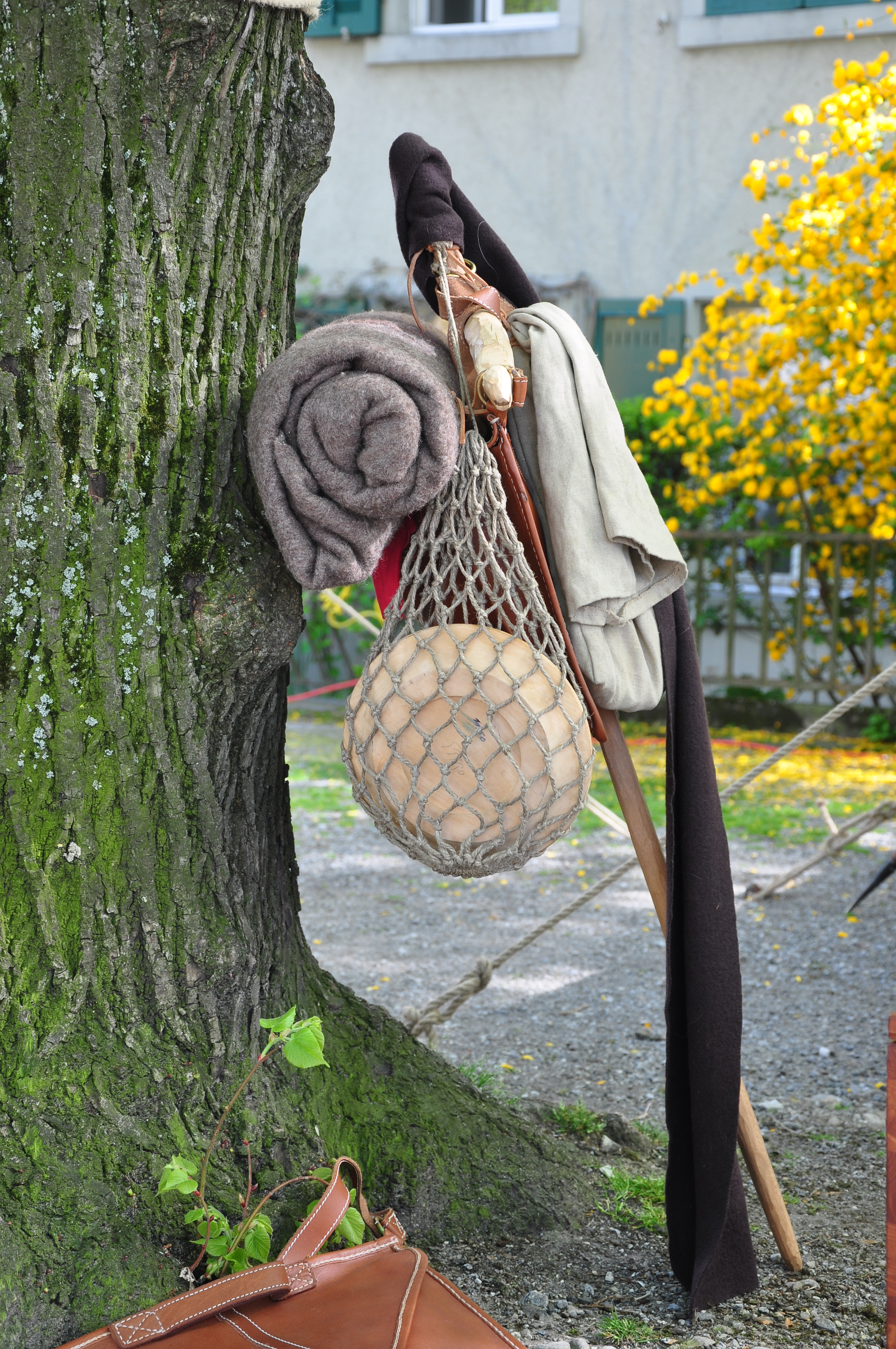
Sarcina del legionario (e non dell'ausiliario, che non aveva questo tipo di equipaggiamento, né era in grado fisicamente di trasportarlo[50]) con la furca (forcella in legno) alla quale era appeso l'equipaggiamento e che veniva tenuta poggiata su una spalla durante le marce.

#### Armi collettive
L'artiglieria romana comprendeva baliste (ogni legione ne aveva 55 circa, servite ciascuna da 11 uomini), ossia grandi balestre montate su ruote, che grazie alla torsione delle loro corde riuscivano a scaraventare anche a molti metri di distanza enormi dardi, che potevano essere incendiati. Insieme alle baliste c'erano anche gli "scorpioni", simili alle precedenti ma molto più piccoli e maneggevoli.
Insieme alle baliste venivano schierati gli onagri (catapulte chiamate così per il rinculo che producevano durante il lancio), che lanciavano massi ricoperti di pece, cui si appiccava il fuoco, creando vere e proprie "bombe incendiarie", con lo scopo di abbattere le difese nemiche, distruggendo mura ed edifici.
I genieri in forza alle legioni erano in grado di costruire e schierare potenti armi collettive, in funzione sia offensiva che difensiva, tra cui i già citati onagri (10 per legione, ovvero 1 per coorte), catapulte, scorpiones e carrobaliste (55 per legione), queste ultime parti essenziali dell'artiglieria legionaria, introdotte nel II secolo e usate per la prima volta da Traiano. Le macchine mobili avevano una funzione tattica analoga a quella della attuale artiglieria campale; inoltre vi erano altre macchine usate esclusivamente per l'assedio, come baliste, arieti, torri d'assedio, vinee.
Artiglieria

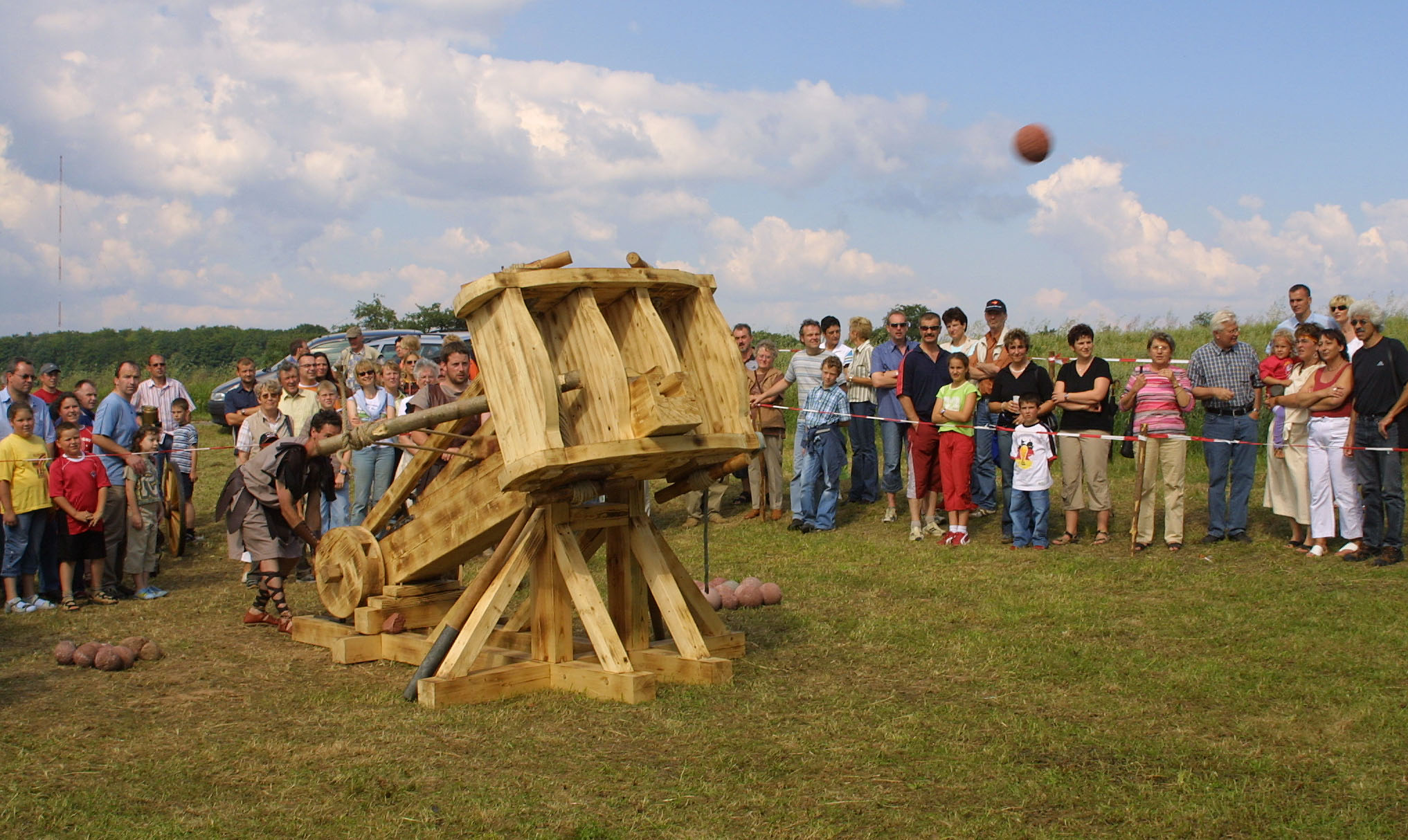
Ballista romana.
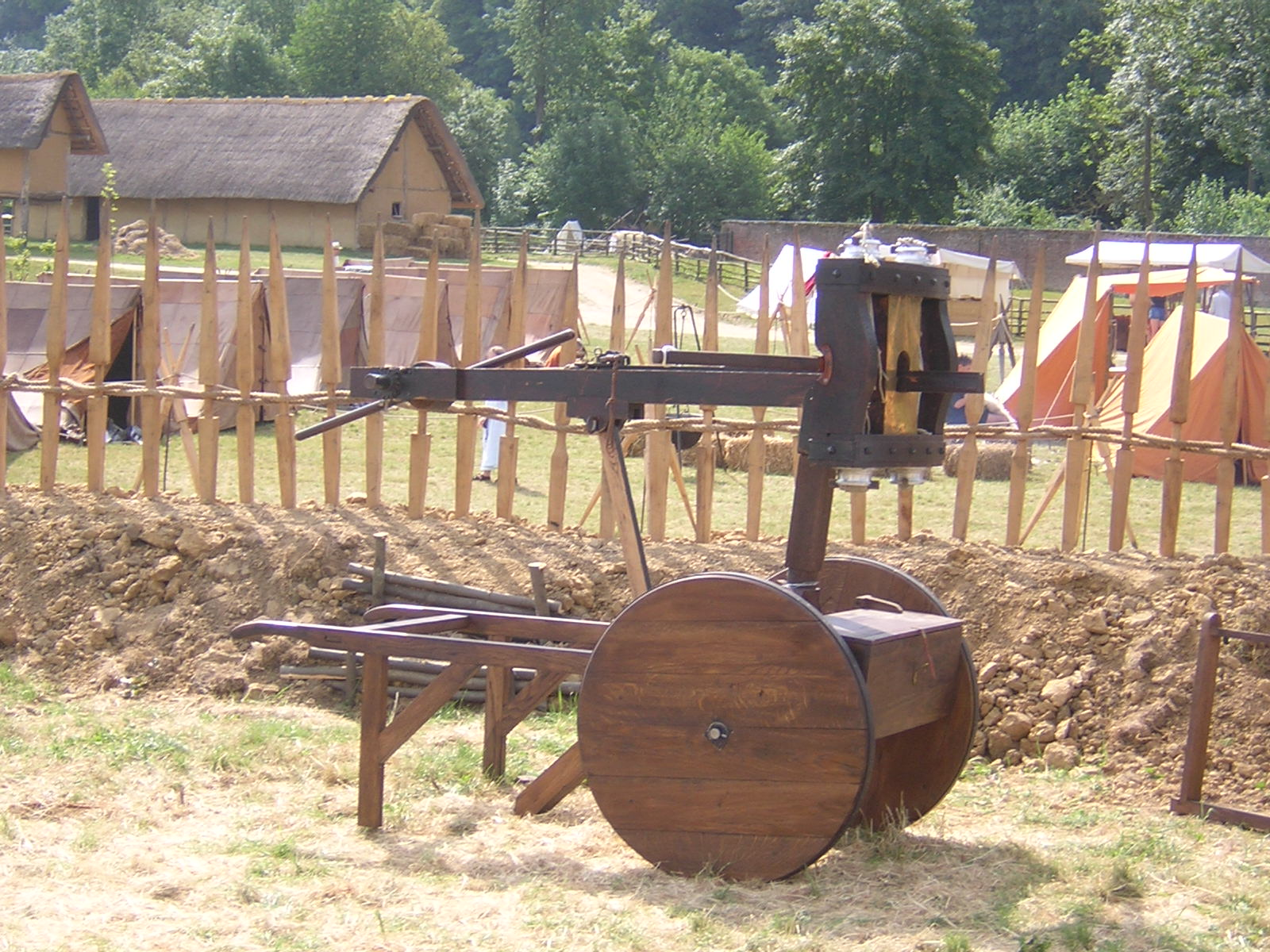
Scorpione romano su carro da trasporto.
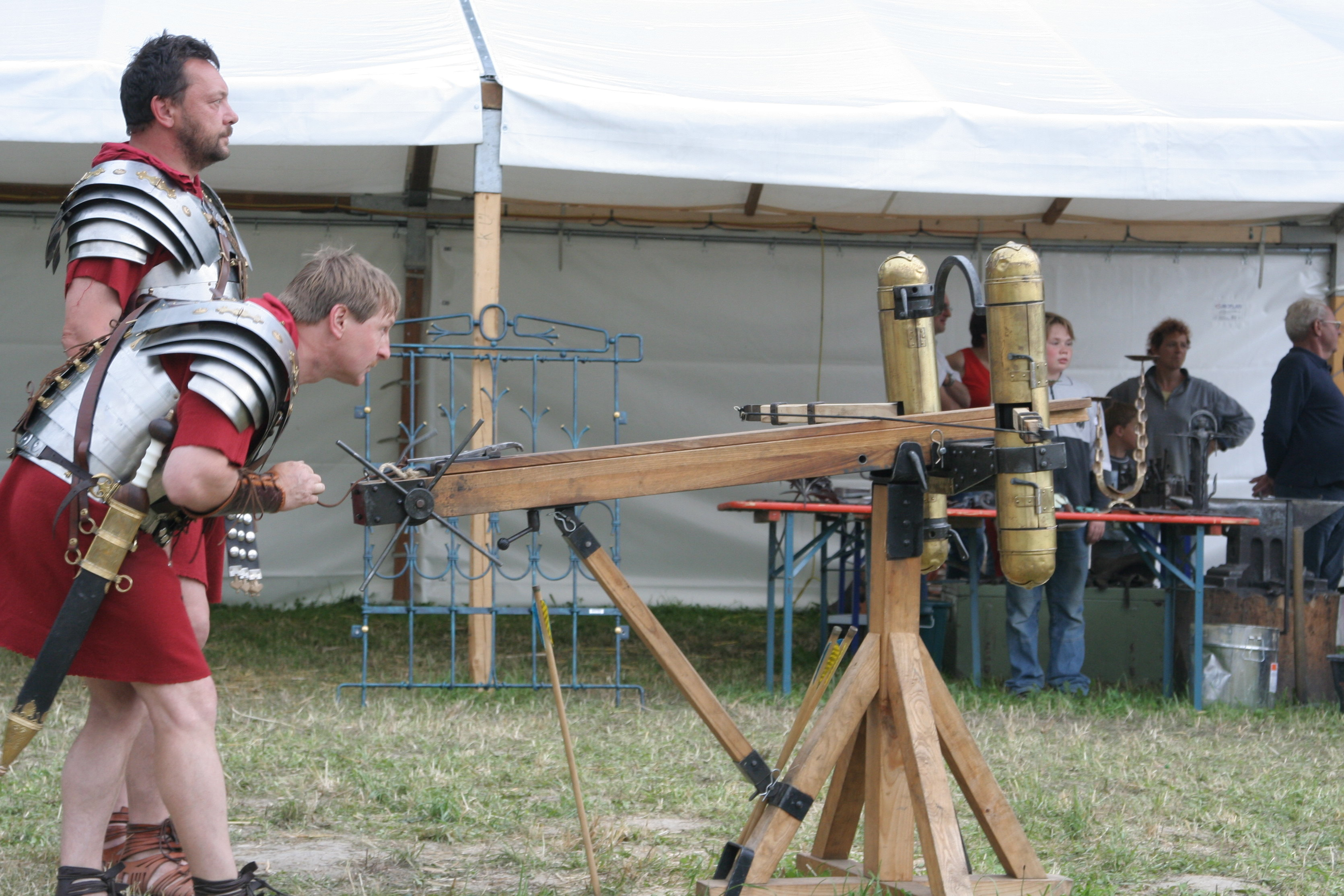
Ricostruzione di una cheiroballistra dell'epoca di Traiano.
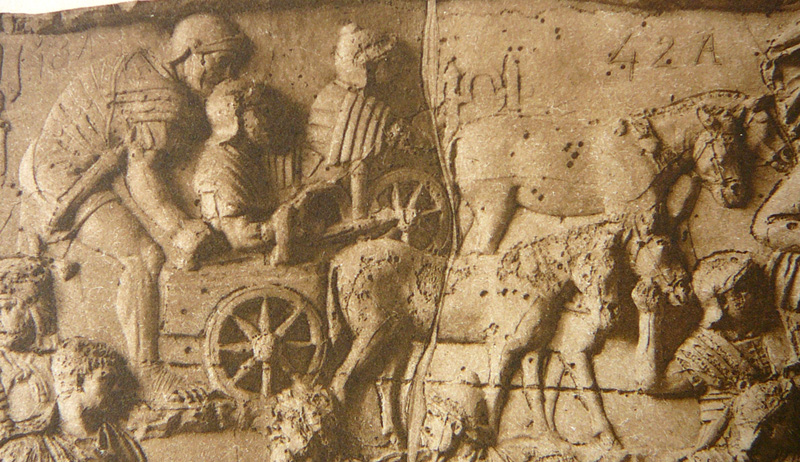
Una carroballista dalla Colonna di Traiano, fregio XXXI.

### Crisi del III secolo

#### Del singolomiles
L'equipaggiamento romano era prodotto in massa nelle fabricae statali, che mettevano insieme avanzate tecnologie di forgiatura e abili artigiani. L'impero aveva dovuto fare maggiore ricorso a queste fabbriche per sostenere l'offerta dei privati, ormai in calo, a causa delle difficoltà economiche, e produrre da sé le armi, che venivano fornite ai soldati dietro sostituzione al momento del pensionamento. A partire da quest'epoca il connubio gladio-pilum che aveva fatto il successo dell'epoca precedente decadde a favore del ricorso sempre maggiore alle lance e alle armi da tiro. Le spade (più lunghe, tali da non potersi più definire gladii), accanto ai pugnali (e a un incipiente uso di asce e più raramente mazze e bipenni), continuano a utilizzarsi per quest'epoca nella fase del combattimento corpo a corpo. Per quanto concerne le armature, la lorica segmentata, la grande innovazione dei due secoli precedenti, scompare nel III secolo, facendo spazio a loriche hamatae e squamatae, poi anch'esse sempre più rare fino alla fine dell'impero.
Le armi romane erano fabbricate con quantità variabili di acciaio, come il chalbys noricus, prodotto nelle miniere imperiali. Di contro, la tecnologia della forgiatura e gli artigiani esperti erano molto più rari nei paesi esterni all'impero, sebbene vi siano prove che la produzione e standardizzazione dell'equipaggiamento erano notevolmente aumentate dall'epoca del Principato. L'uso dell'acciaio era noto ad esempio nella Germania libera, dove si producevano spathae e stocchi in acciaio flessibile. La produzione di prodotti forgiati sofisticati, in un caso esemplare come quello delle fucine alemanniche, come armature di metallo, elmetti e spade, era tuttavia sicuramente su scala inferiore a quella dei romani. Armi semplici come asce e coltelli erano spesso realizzati in ferro non forgiato. La protezione delle truppe romane era ottenuta tramite armature metalliche, normalmente una lorica hamata (armatura a maglia), ed elmi, oltre agli scudi, di varie fatture.
Armi di offesa
- - Una picca ,lancia di legno lunga i 4 e i 6 metri con punta metallica di varie forme
  - Un contus, lancia lunga e pesante, usata nelle forze di cavalleria;
  - Una spatha, di varie fatture, e una semi-spatha, un tempo tipiche degli ausiliari;
  - Un pugio, leggermente diverso da quello del I secolo, con lama più larga;
  - Una hasta, lancia medio-lunga, con punta anche seghettata, simile all'angone usato dai Franchi;

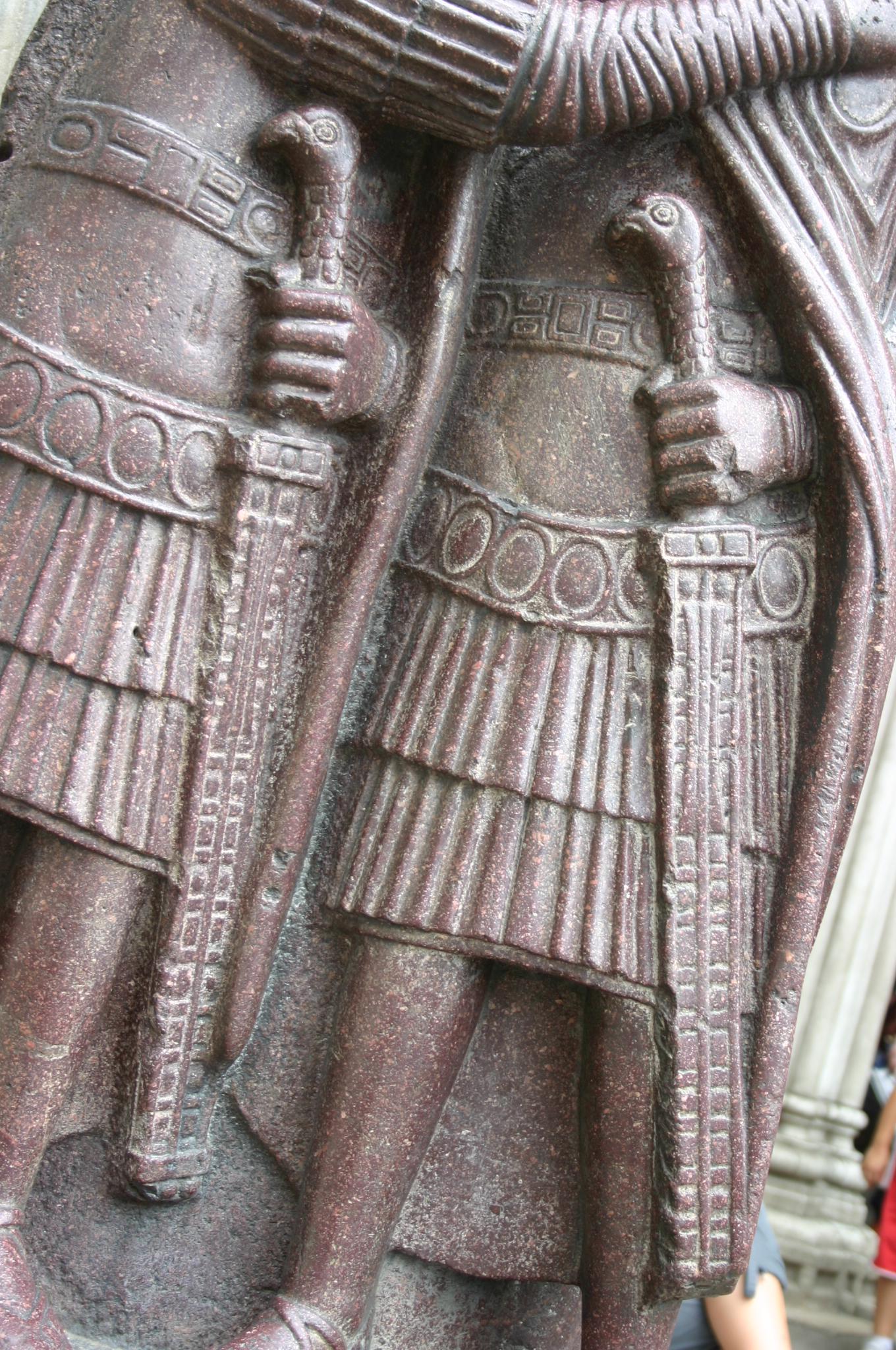
Particolare della scultura del Tetrarchi. L'abbigliamento militare dei due augusti e dei due cesari riproduce quello che doveva essere l'equipaggiamento tipico di un soldato a cavallo tra III e IV secolo. Quella ritratta è una spatha in uso all'epoca.
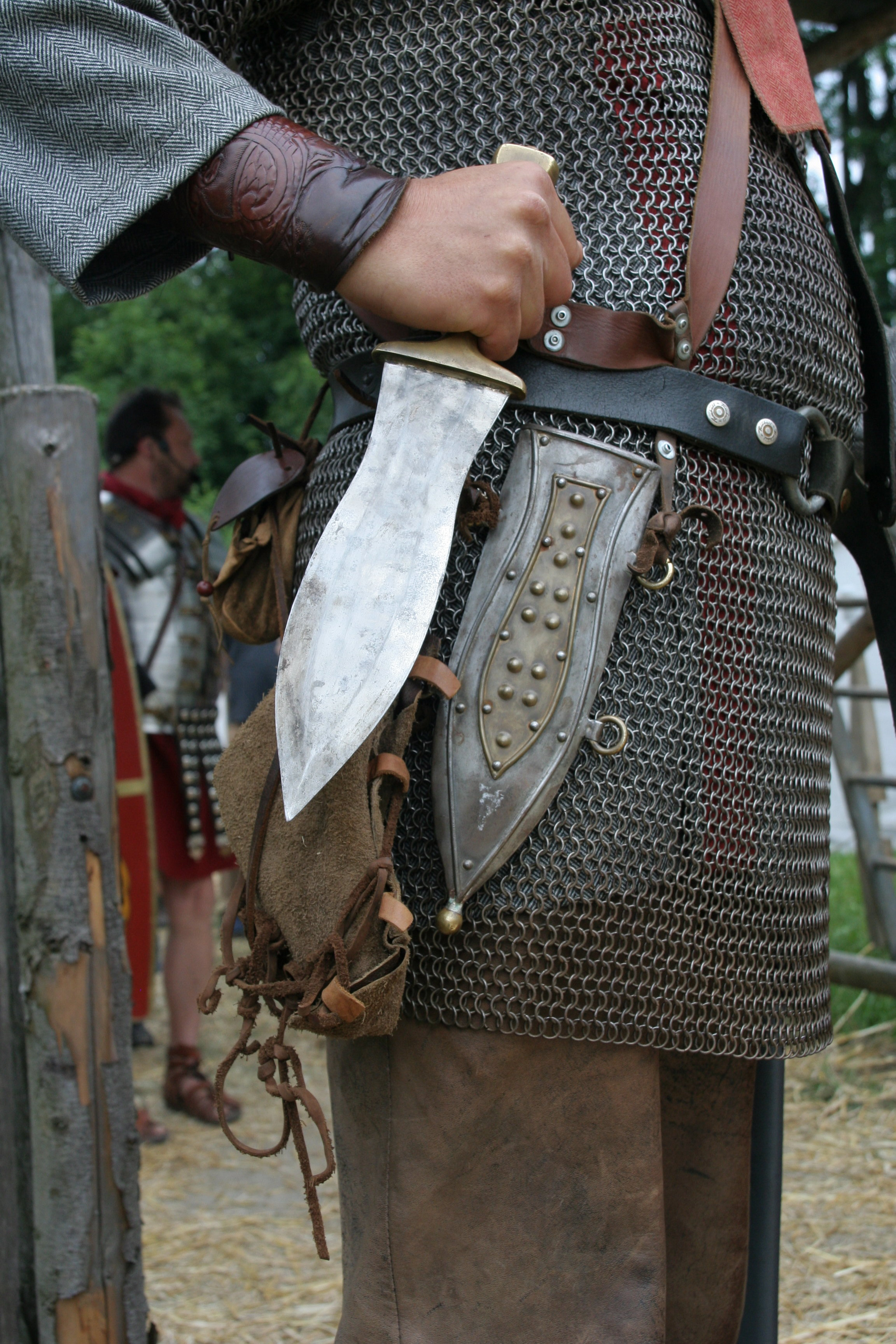
Ricostruzione di un pugio di soldato romano della seconda metà del II secolo, da una provincia settentrionale (si notino le bracae, pantaloni, indossati dal legionario).

Armi da tiro
- Una lancea, giavellotto medio, in uso presso le truppe di lanciarii (schermagliatori);
- Vari pila più pesanti e più corti, con fusti a incastro o muniti di codolo, utilizzati all'esordio del secolo;
- Alcune plumbatae (o martiobarbuli), piccoli dardi o giavellotti corti.
- Uno spiculum, lungo giavellotto;

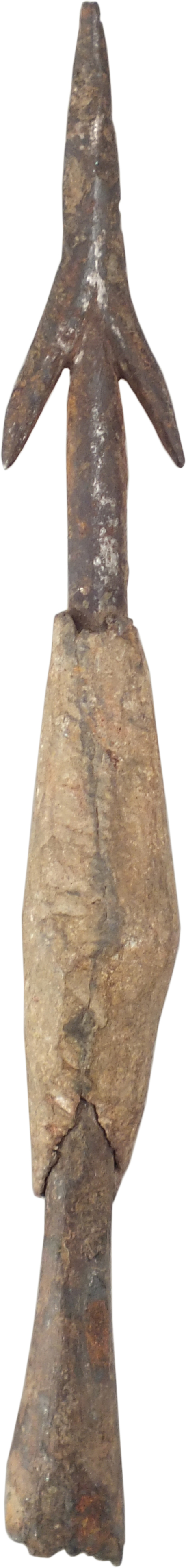
Una plumbata, piccola freccia a mano; i soldati ne erano provvisti di una manciata da scagliare prima dell'attacco.
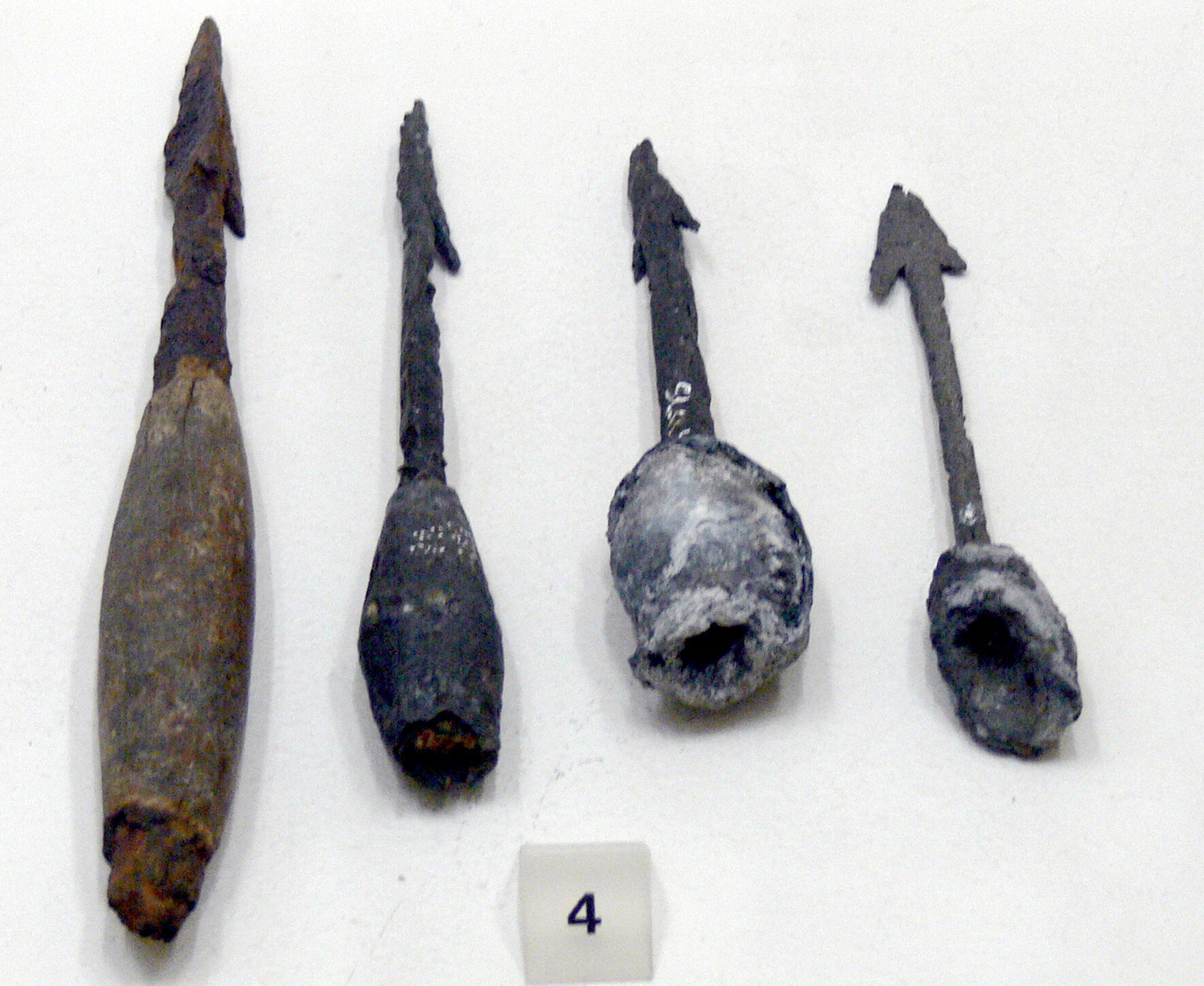
Plumbatae del IV-V secolo.
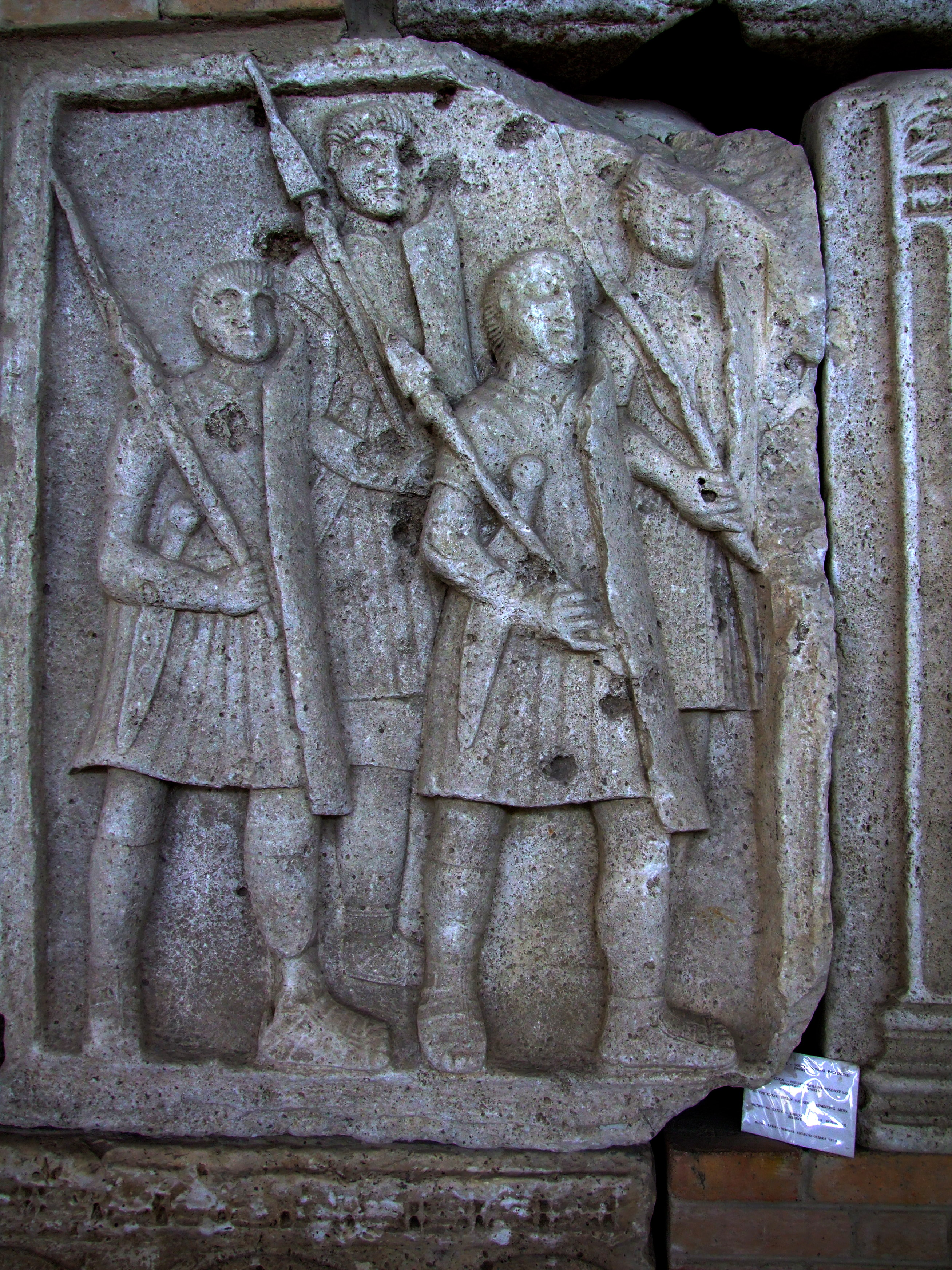
Metopa del Tropaeum Traiani, Adamclisi; dei legionari portano in spalla dei pila corti e spessi.

Equipaggiamento da difesa
- Un elmo di tipo: Intercisa (con paranuca e paragnatidi) di matrice sasanide, diffusosi verso la fine del III secolo (e impiegato fino al V sec.), Niederbieber, Weiler (riccamente elaborato e ornato, specie da cavaliere), Berkasovo, con protezione per il naso o anche paragratidi;
  - Un elmo di tipo imperiale (o nella variante italica), con paragnatidi e paranuca, agli esordi del secolo;
- Loriche hamatae, più raramente squamatae; il tipo Alba Iulia (rappresentato in una sola scultura ritrovata nel sito omonimo), avvicinabile a una variante di segmentata, non è attestato come modello di fabbricazione diffuso, forse neppure inquadrabile nella categoria delle loriche;[45]
- Un clipeus rotondo o ovale, composto di assi di legno con rinforzi di ferro munito di umbone, oppure, più raramente, completamente metallico;
  - Uno scutum rettangolare con rilievo metallico trasversale e umbone ancora all'inizio del III secolo.

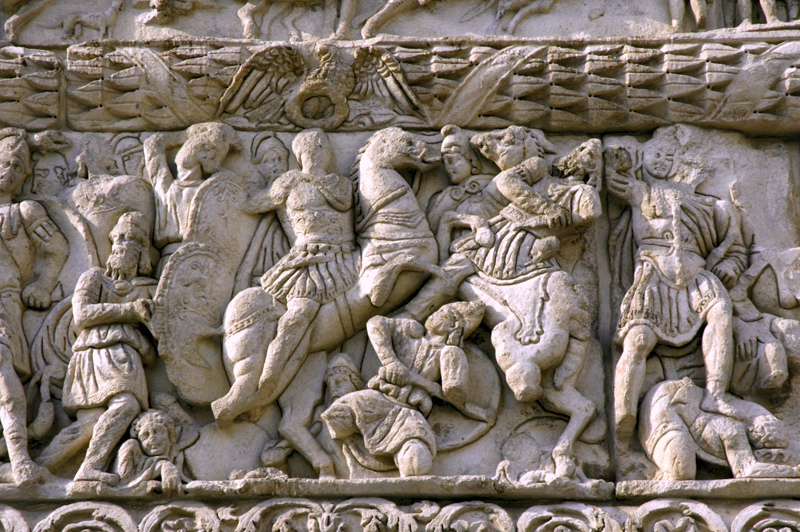
Rilievo dell'arco di Galerio a Tessalonica, fine III secolo. Galerio, la figura a cavallo, colpisce il nemico sasanide con una lancia. Nella rappresentazione prevalgono gli scudi tondi, le lance, poche le armature indossate.
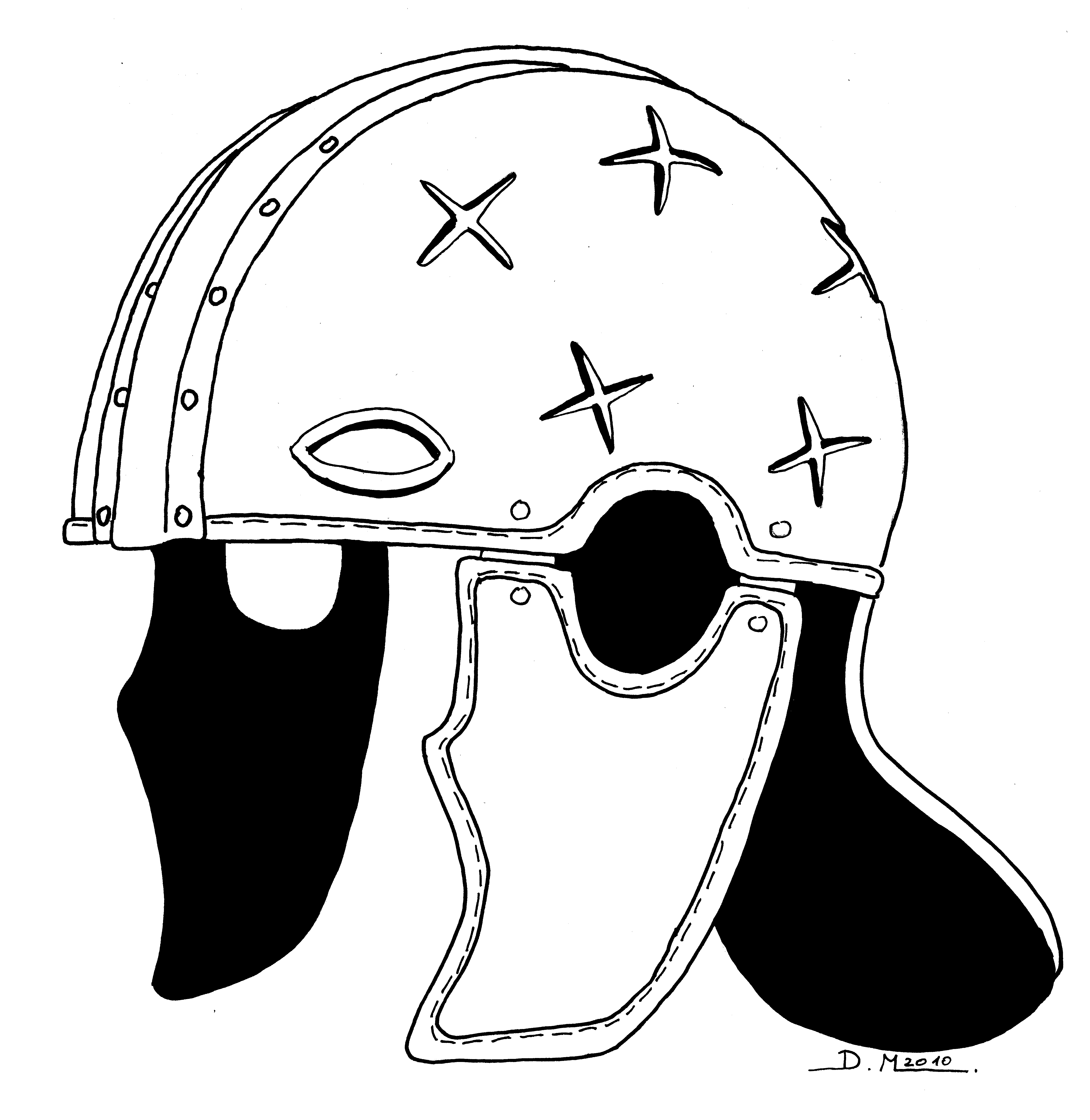
Disegno di un elmo di tipo Intercisa 2 (utilizzato tra III e IV secolo) conservato al Museo nazionale ungherese di Budapest; rinforzato sul coppo da una cresta che salda le due semicalotte, presenta due coperture per le gote e un coprinuca.
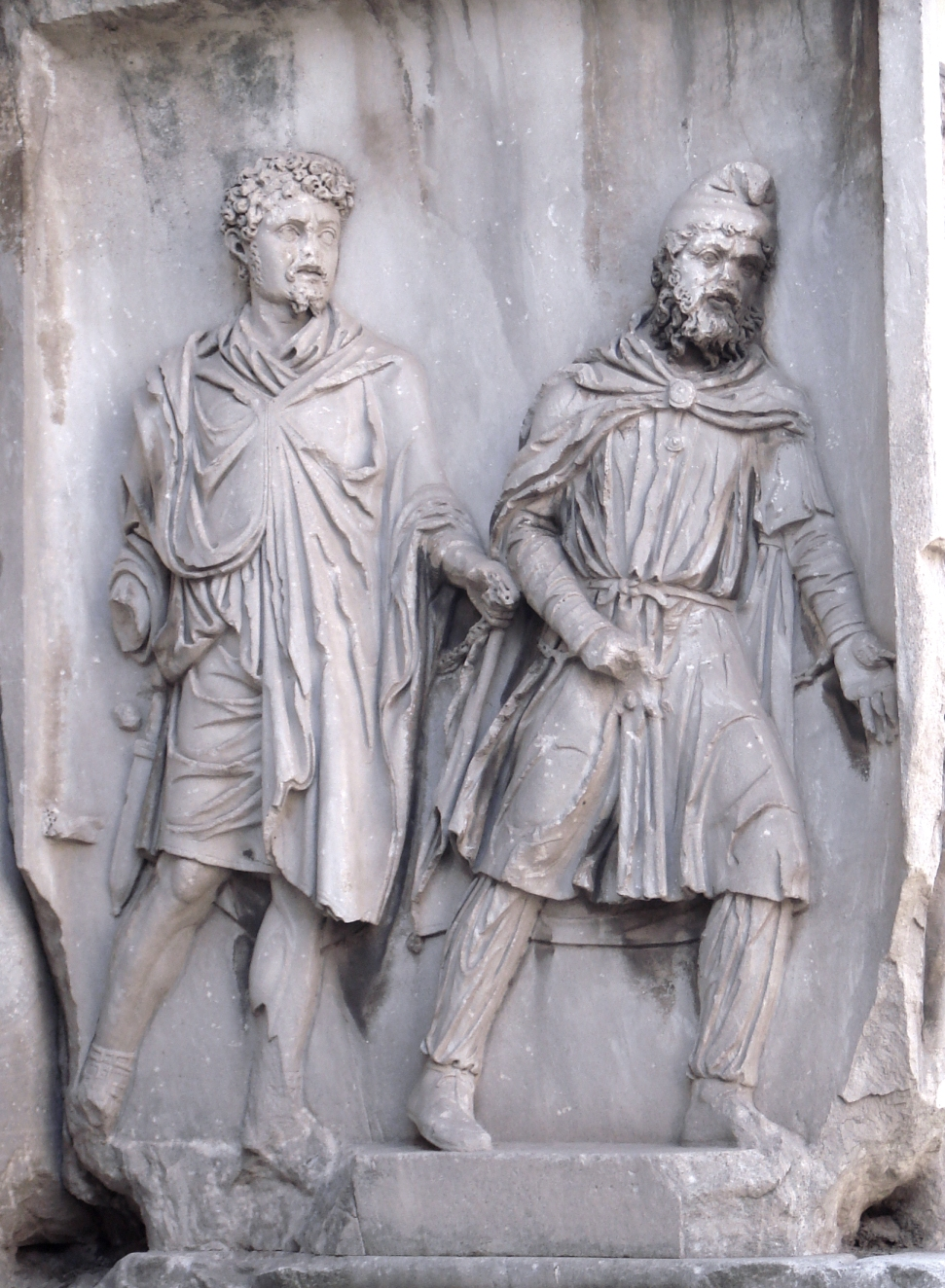
Base di colonna dell'Arco di Settimio Severo, 203 d.C. Un soldato romano (a sinistra) conduce in catene un soldato parto. Il legionario è armato di gladio, privo di elmo e indossa una semplice tunica, mentre il soldato parto porta sul capo un tipico berretto frigio.
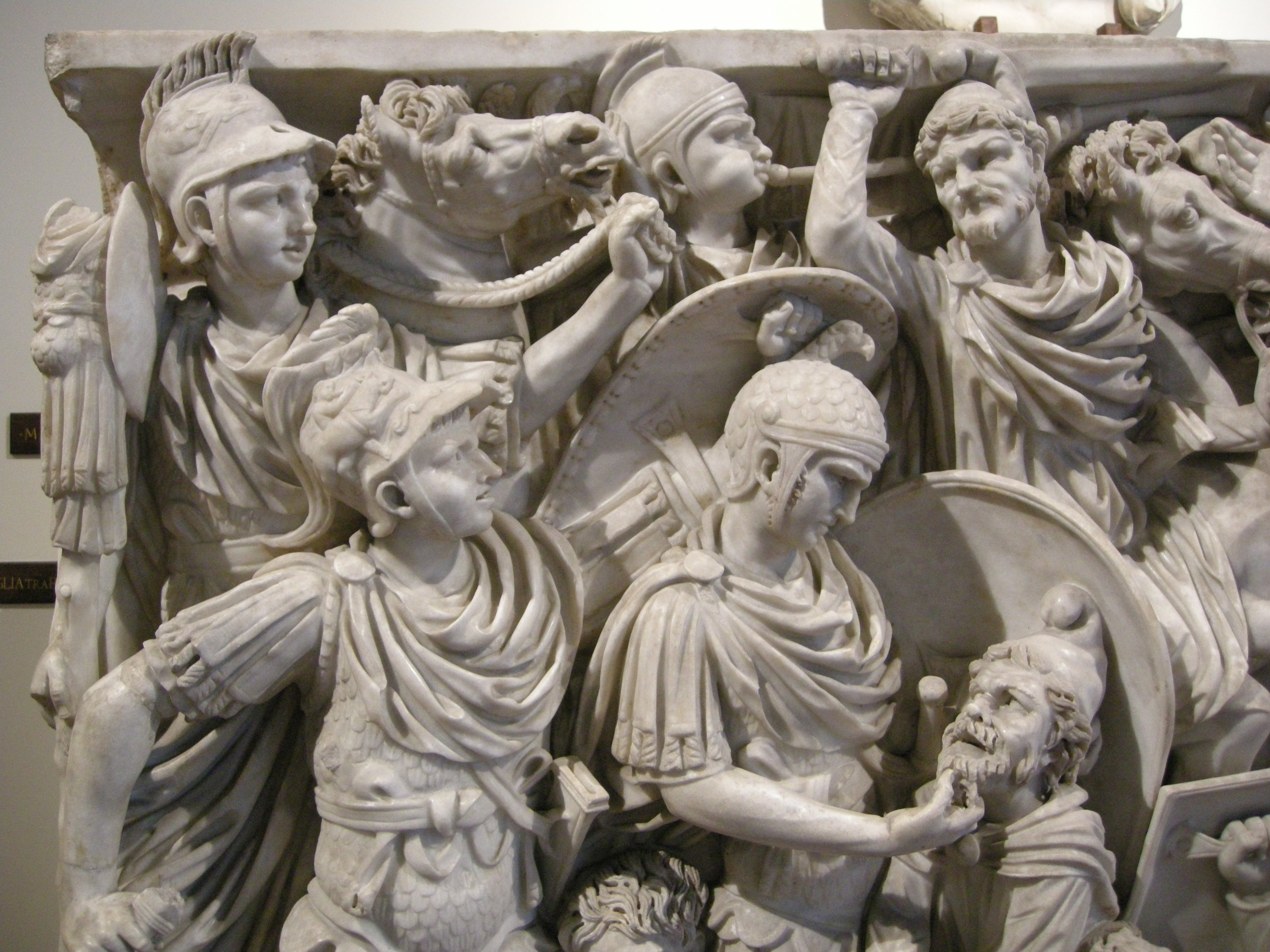
Sarcofago Grande Ludovisi, metà del III secolo. Si notano soldati o più probabilmente ufficiali protetti da elmi e armature di varia foggia, tra cui loriche squamatae, pteruges, elmi attico-corinzi, riccamente elaborati, come quello di cavaliere (che afferra la testa di un goto) con finissimi rilievi a sbalzo a imitare una capigliatura. Va sottolineato che le sculture tendono a dare una rappresentazione mitizzata del soldato romano e non realistica, ma ciò non esclude che tali elementi non fossero realmente in uso all'epoca (come è il caso dell'elmo di cavaliere, del quale un esemplare è stato rinvenuto a Weiler, in Lussemburgo).
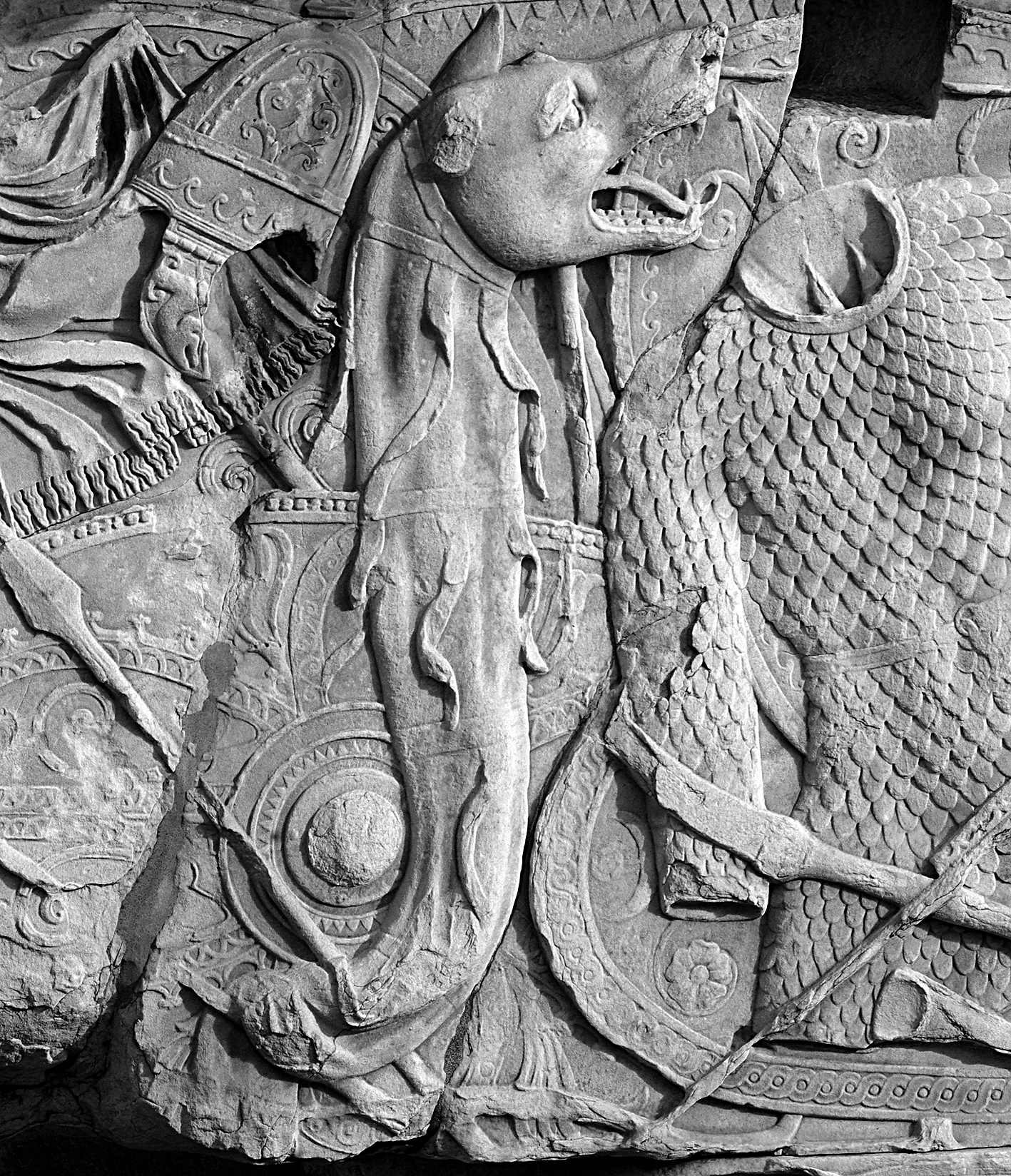
Colonna Traiana, piedistallo; lorica squamata integrale (a destra), lunga fino alla vita e dotata di manicae anch'esse squamate. Al centro l'insegna del draco.

Altro equipaggiamento
- Una tunica indossata sotto la lorica, di solito larga, a maniche lunghe;
- Un paio di pantaloni (bracae), inizialmente importati dai Galli Transalpini, entrati nell'uso anche dei legionari;
- Un budriere o balteo per sostenere la spatha;
- Scarponi, simili a quelli usati dai civili, ormai sempre più usati rispetto alle caligae, all'occorrenza accompagnati all'uso di udones (calze).

### Periodo tardo imperiale

#### Del singolomiles
Per il tardo impero si segnala la grande eterogeneità delle uniformi. A partire dalla fine del IV secolo, infatti, lo Stato non conferiva più il vestiario direttamente al soldato, ma forniva delle indennità per il suo acquisto. A tal proposito va evidenziato un diverso abbigliamento, e con tutta probabilità anche una difformità di armamento, segnatamente tra limitanei e comitatensi. Si suppone che i primi, alloggiando presso i castella di confine, si rifornissero presso le fabbriche (segnalate in 35 dalla Notitia Dignitatum, ma in totale se ne contano una quarantina) e i magazzini statali dei forti, e quindi godessero di una maggiore uniformità di equipaggiamento. Per i comitatensi, in genere per l'esercito regolare, la situazione era diversa. L'introduzione dell'indennità era infatti diretta a superare le difficoltà logistiche della distribuzione delle uniformi e nel caso di questi ultimi, trattandosi di truppe "mobili" (anche se tale presunta "mobilità" rispetto ai limitanei è stata messa in discussione) e più soggette a spostamenti, è plausibile pensare che l'eterogeneità di vestiario e armamento fosse ancora più accentuata, proprio a motivo della molteplicità degli scenari toccati da questi soldati e del continuo impegno sul campo di battaglia, aspetto che postulava un frequente ricambio e una ripetuta sostituzione di armi e equipaggiamento, vuoi perché danneggiate, vuoi perché inadatte al nuovo nemico che si apprestava ad affrontare.
A ciò va aggiunto che la consuetudine di richiamare le legioni da altre regioni di confine, sempre più pericolante a partire dall'epoca di Marco Aurelio, per tamponare situazioni di emergenza, imponeva inevitabilmente un adeguamento dell'armamento e del vestiario. I soldati potevano passare da operare in climi freddi, allo svolgere operazioni belliche in climi torridi, o viceversa. Va tenuto conto, infine, del fatto che, solitamente, alla fine di una guerra, specie vittoriosa, gli uomini potevano tornare in patria reduci dagli scontri con indosso armature e indumenti peculiari del popolo sconfitto. A tal punto che un esercito di ritorno da una o più campagne poteva riportare con sé un variegato melting pot di elementi di abbigliamento, mode e usanze.
Per quanto riguarda la produzione statale di armi, in quest'epoca, a partire dal III secolo, si incrementa il ruolo dello Stato (prima compensato dai privati) nel fornire armi ai soldati (che venivano restituite da questi al momento del congedo), attraverso l'apertura di numerose officine in tutto l'impero. La situazione di crisi ai confini, l'instabilità politica, le difficoltà finanziarie non permettevano una fornitura attraverso il naturale ciclo economico dell'armamento, richiedendo il sostegno sul lato dell'offerta dalle fabricae. Questi opifici (poi chiamati ginecei per l'attivo ruolo che vi avevano le donne) erano diverse da quelle di età alto-imperiale, allocate all'interno degli accampamenti, risultando totalmente indipendenti da essi.
Tra i legionari romani, scomparsa la lorica segmentata, continuarono a essere impiegate la lorica hamata e la lorica squamata, fino al definitivo accantonamento, secondo alcuni, delle armature sotto Graziano quando non furono più prodotte, anche se è probabile che si continuassero ad usare pur se in misura inferiore. Il soldato romano tardo-imperiale indossava un elmo del modello Ridge (con una calotta costituita da due metà saldate insieme da una cresta metallica) oppure Spangenhelm (con una calotta conica costituita da sei piastre), mentre la lorica hamata sopra una tunica a maniche lunghe (finemente ornata quella degli ufficiali).
Qualora non fosse fornito di armamento pesante indossava un berretto pannonico (più comune in occidente) o un berretto frigio (più comune in oriente). Solitamente brandiva uno scudo ovale o rotondo dipinto con lo stemma della sua unità, lo spiculum (simile al pilum), il verutum (giavellotto) o la lancea. Appesa al cingulum (al cinturone) portava la spatha.
Potevano essere armati con spathae di varia lunghezza; con vari tipi di armi da lancio: uno spiculum, equivalente al vecchio pilum, un vericulum, probabilmente un giavellotto leggero, e, a partire dal IV secolo, un particolare tipo di dardo chiamato plumbata, che doveva essere lanciato senza l'ausilio di armi; infine con una lancia da urto che assunse sempre più importanza, tanto da diventare arma fondamentale nell'equipaggiamento della fanteria pesante. L'elemento essenziale dell'armamento era divenuta ormai la coppia lancia-scudo, supportante da un uso più massiccio di armi da lancio, probabilmente segnale di una involuzione delle strategie offensive o delle capacità di attacco degli stessi soldati. Nei combattimenti corpo a corpo poteva essere più agevole utilizzare una spada corta, chiamata semispatha. Lo scudo, di circa un metro di diametro, era principalmente di forma ovale o tonda, con decorazioni che indicavano l'unità di appartenenza, mentre l'umbone poteva essere semisferico oppure conico.
Armi da offesa
- Uno spiculum o hasta, una lancia lunga, con asta di 1,60–70 m e punta di ferro triangolare di lunghezza variabile, che poteva essere resa più dannosa con seghettature o l'aggiunta di più alette;[1][71]
- Una spatha, più lunga rispetto al gladius ormai in disuso,[72] appesa al balteo o una semispatha, più corta;[73]
- Un pugio, leggermente diverso da quello del I secolo, con lama più larga;
- Altre armi attestate: asce (dolabre) e più raramente mazze;[74]

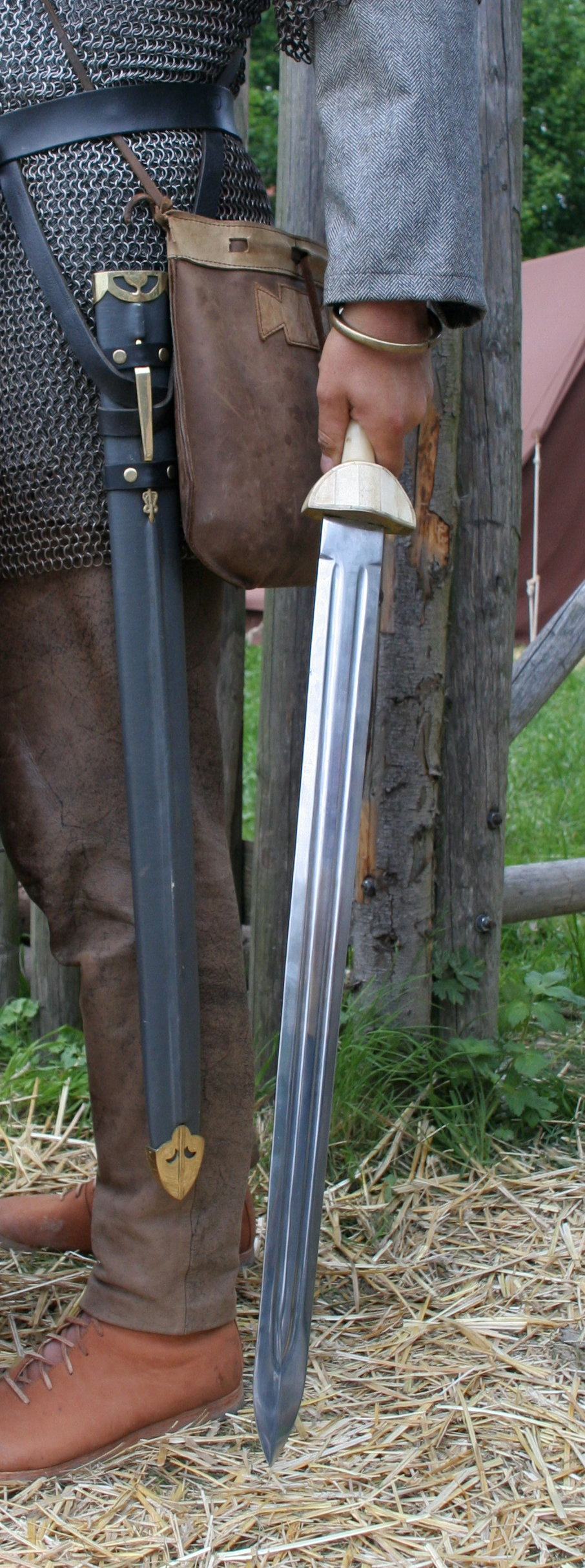
Spatha della fine del II secolo.
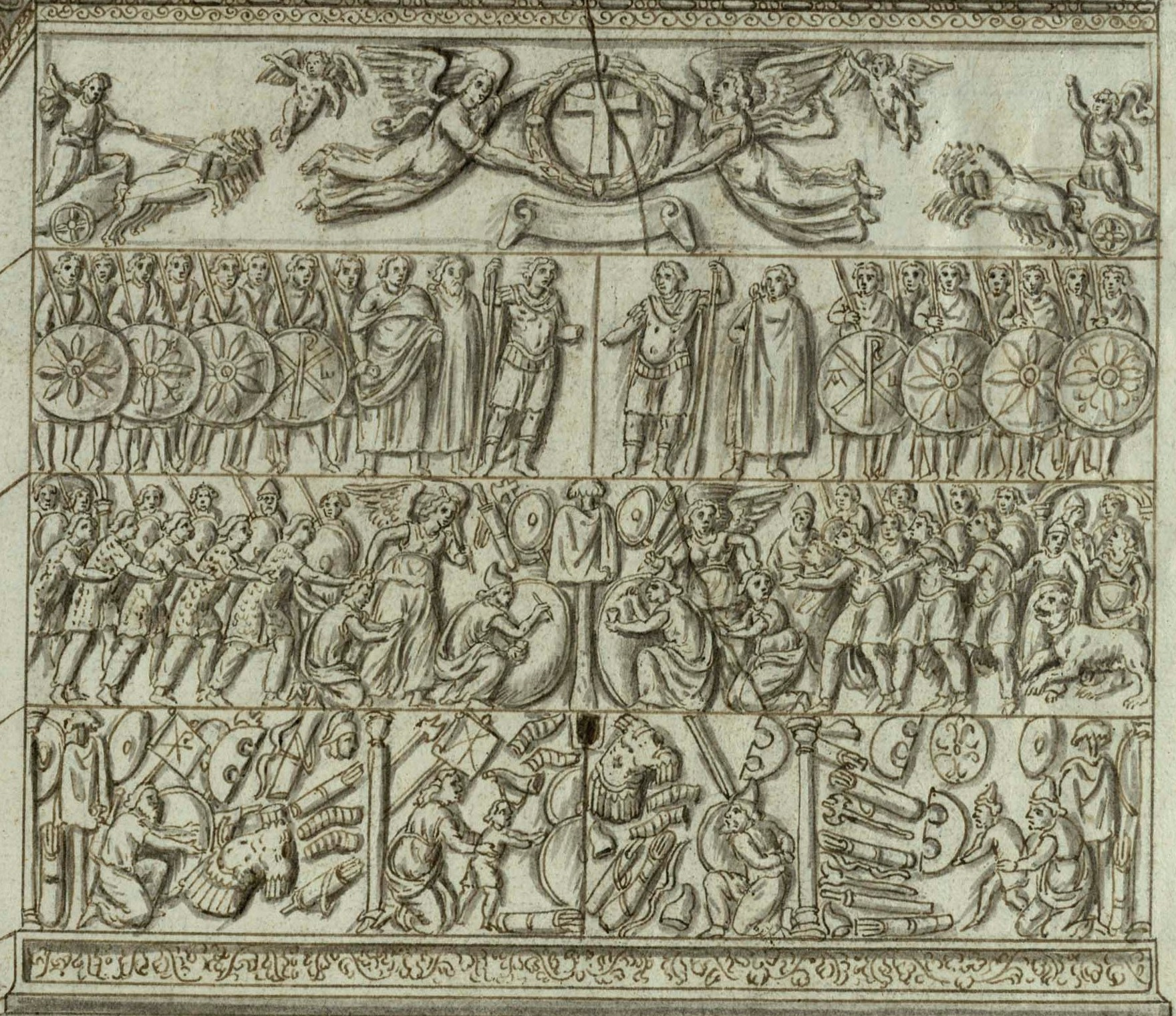
Monumento di Arcadio (base di disegni del XVI secolo), incontro tra Onorio e Arcadio, inizio V secolo. Nella base della colonna i soldati raffigurati appaiono per lo più equipaggiati con scudi rotondi (su cui campeggia il Crismon o motivi floreali), lance, mentre sembrano assenti le armature tra la truppa; nel registro inferiore si notano: asce, bipenni, frecce, elmi frigi, una lorica musculata, scudi di varia fattura.
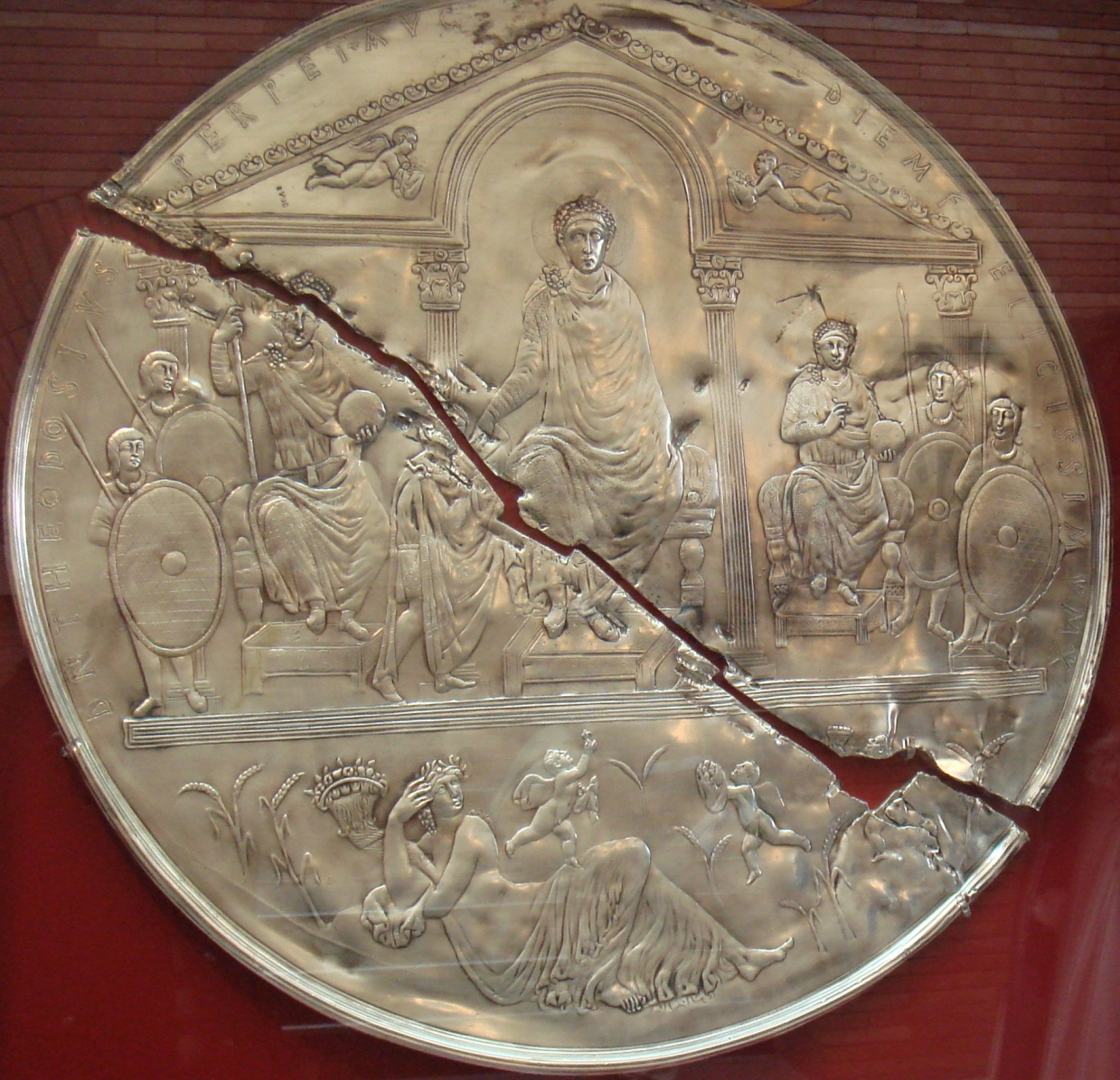
Replica del missorio di Merida, fine IV secolo; si notano alcuni uomini in armi, armati con delle lance lunghe e che reggono degli scudi rotondi, ornati da motivi che appaiono simili a quelli raffigurati nella Notitia dignitatum e sui bassorilievi della colonna di Arcadio. Il loro aspetto è in generale molto simile a quello dei soldati raffigurati sulla base dell'obelisco di Teodosio, in particolare sulla faccia sud-ovest.
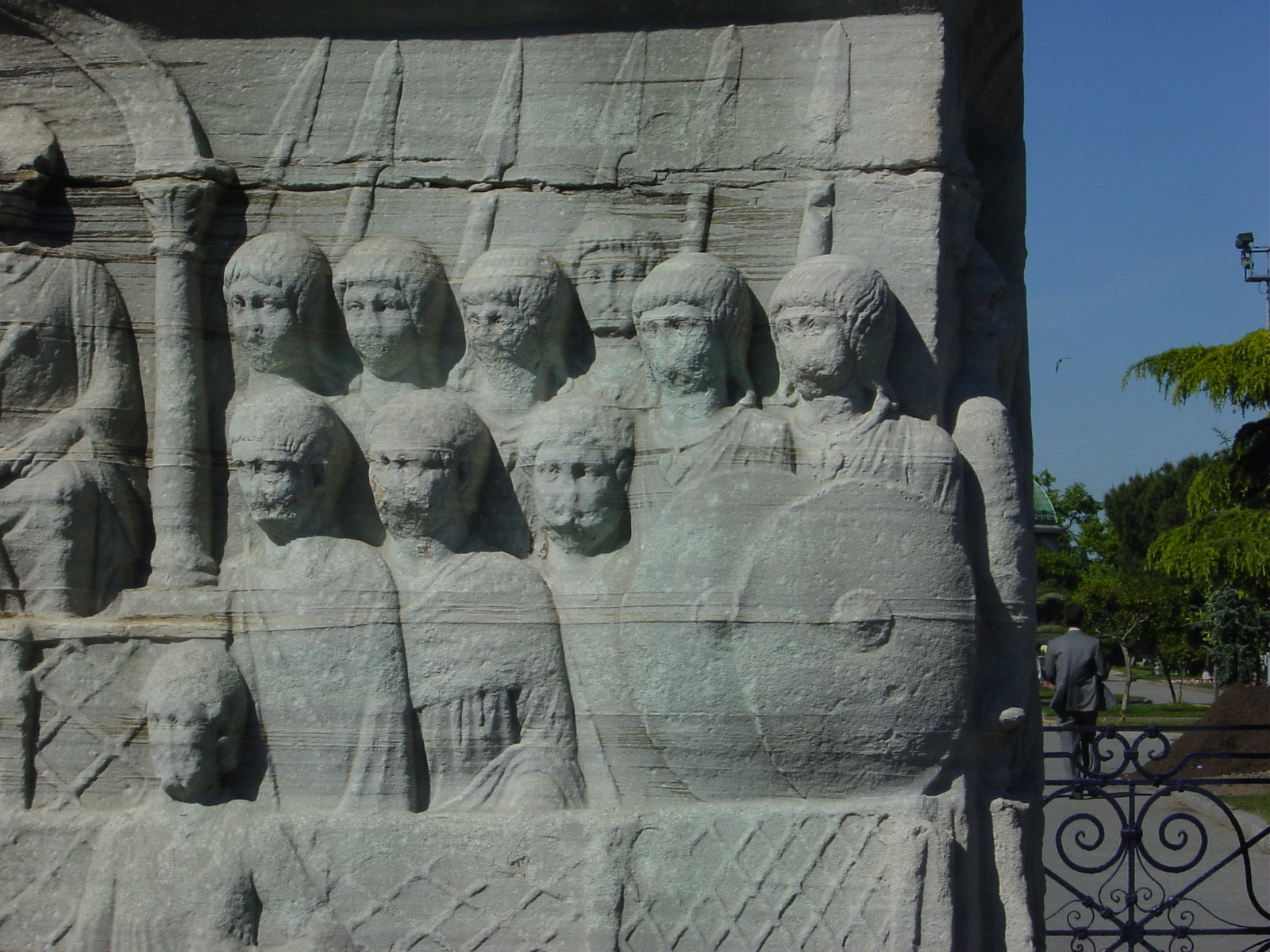
Base dell'obelisco di Teodosio (fine IV secolo), lato sud ovest; nel registro superiore si distinguono, a sinistra e destra della tribuna, due file di soldati armati di lancia e scudo, sprovvisti sia dell'armatura, sia dell'elmo e indossanti solo la tunica. Gli alti ufficiali indossano un torque che riporta un emblema a forma di cuore. Nella Notitia dignitatum degli emblemi simili sono riportati sugli scudi dei protectores domestici.

Armi da lancio
- Costituivano i massilia, ovvero le armi da lancio, molto usate in quest'epoca rispetto all'epoca imperiale:
  - Un verutum, un giavellotto corto, con asta di 1 m e punta di ferro di 12 cm;[71]
  - Alcune plumbate, speciali dardi o giavellotti con punta di metallo, definiti da Vegezio mattiobarbuli, fissati allo scudo; sempre Vegezio sostiene che laddove armati di questi dardi "i soldati scudati svolgono la stessa attività degli arcieri";[75]
  - Una funda, ovvero una frombola per il lancio di piccoli proietti;
  - Dei telae, delle frecce utilizzate dalle truppe munite di arco;
  - Lanceae, giavellotti medi, di cui erano ancora dotati i lanciarii.

Equipaggiamento da difesa
- L'elmo, di solito sormontato da un pennacchio o un cimiero metallico, si predilige di forma semplice, a semisfera (due semicalotte fissate tra loro) o a più piastre unite insieme, a cui venivano aggiunte protezioni per la nuca, per le gote e per il naso; le tipologie più frequenti sono: Intercisa con paragnatidi e paranuca, Berkasovo con paranaso, Spangenhelm con paragratidi e senza paranaso e paranuca, Augst (variante molto simile all'Intercisa) e Budapest;[76] si attesta l'uso anche di elmi attico-romani come risulta dai rilievi di epoca costantiniana nell'Arco di Costantino;[77]
- Un clipeo ovale o rotondo, formato da assi di legno con profilo di cuoio attorno, munito di umbone;
- Una lorica hamata o lorica squamata, più raramente musculata, oppure un semplice farsetto imbottito, talvolta munito di pteruges; l'armatura scompare con l'approssimarsi alla fine del secolo V.

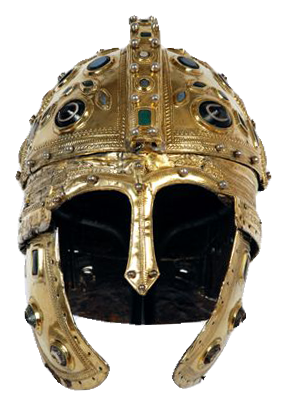
Elmo di tipo Berkasovo 1 conservato a Novi Sad.
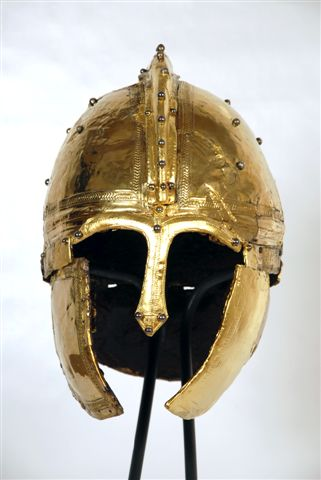
Elmo di tipo Berkasovo 2 conservato a Novi Sad.
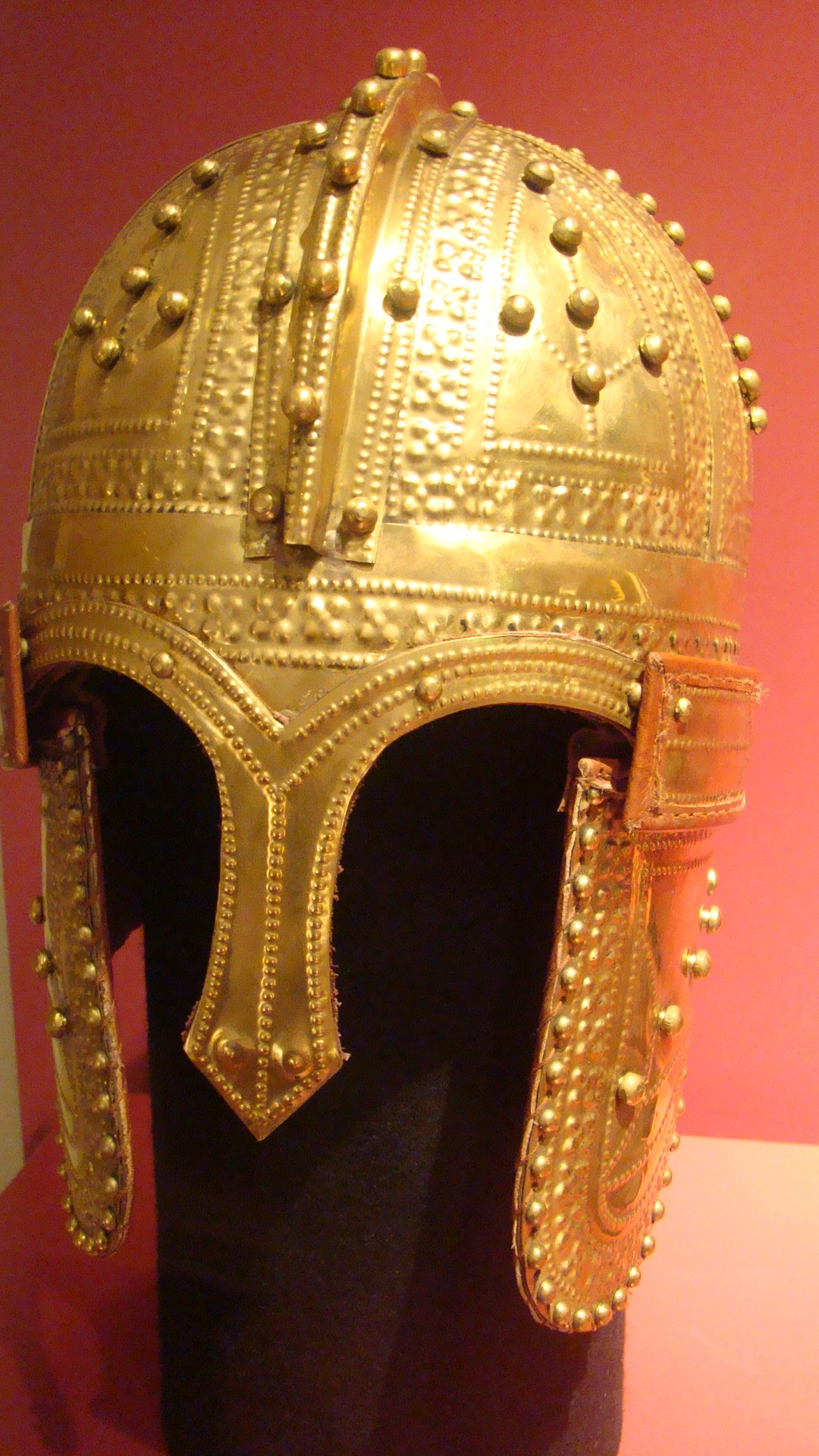
Elmo Berkasovo rinvenuto a Deurne.
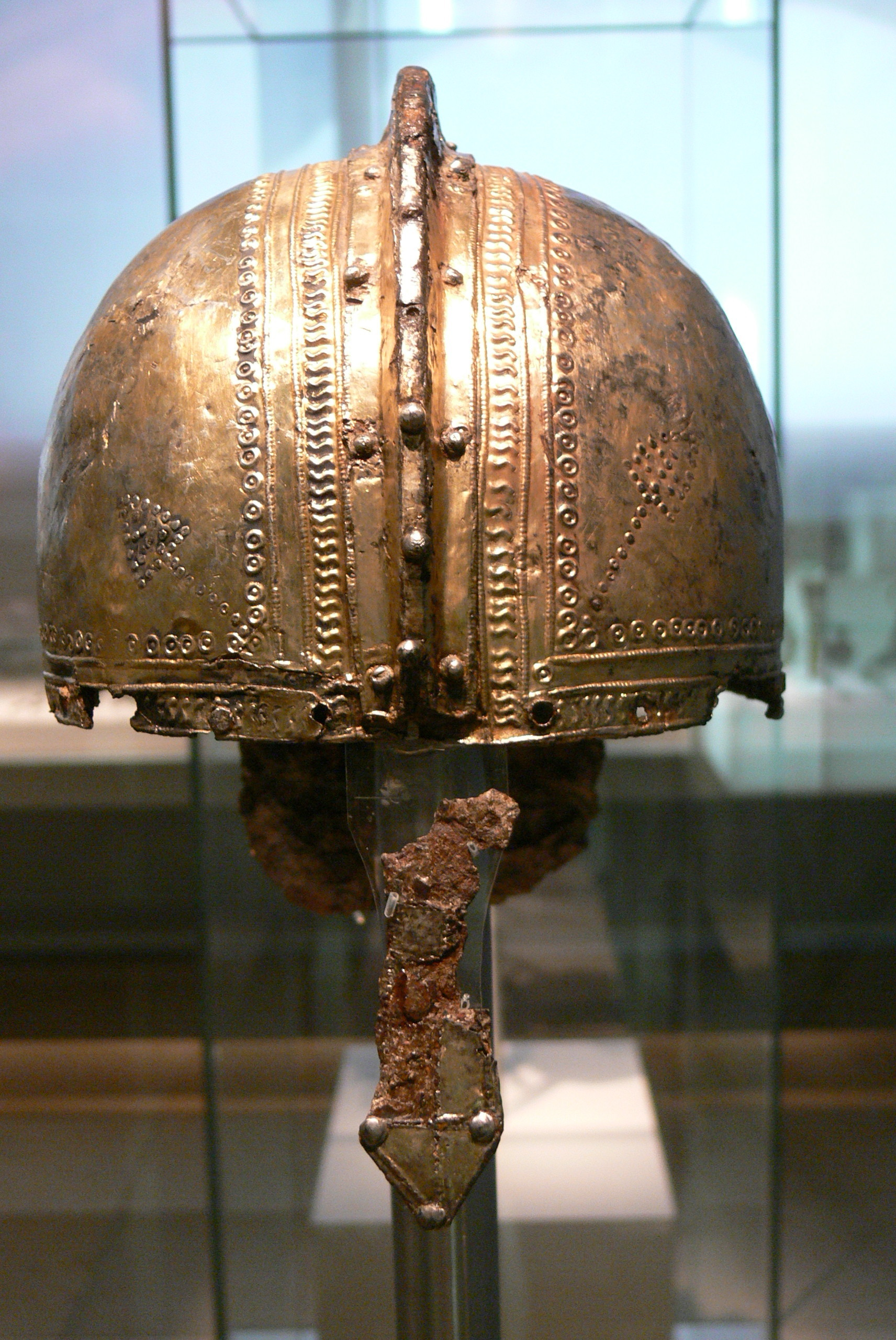
Elmo Berkasovo Augsburg-Pfersee, rinvenuto senza paragnatidi.
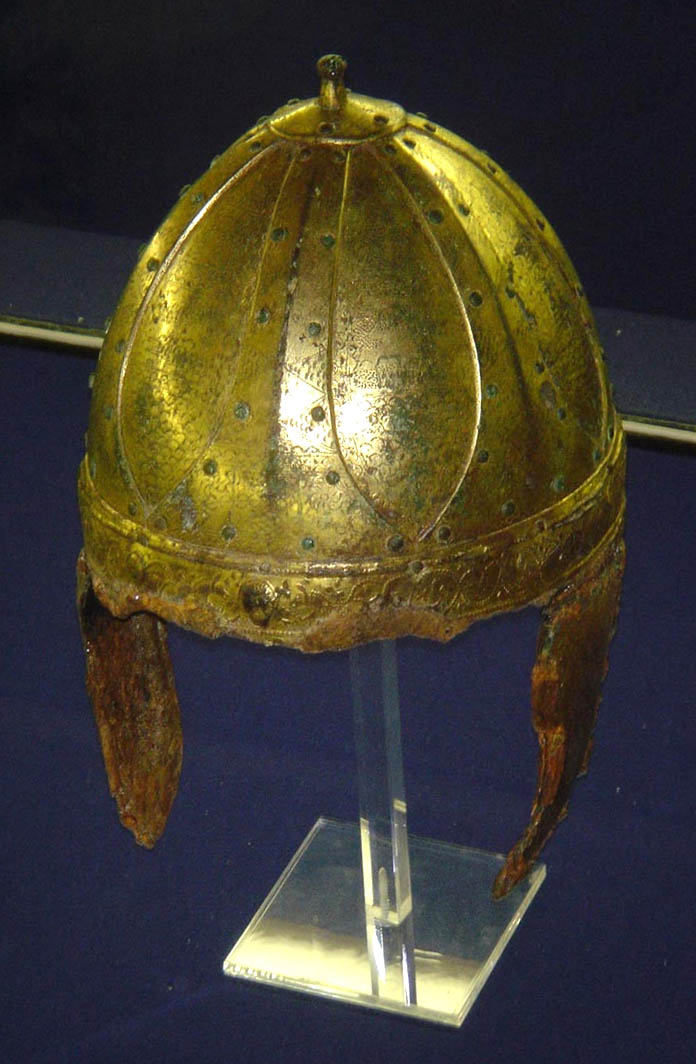
Elmo tipo Spangenhelm (V-VI secolo).
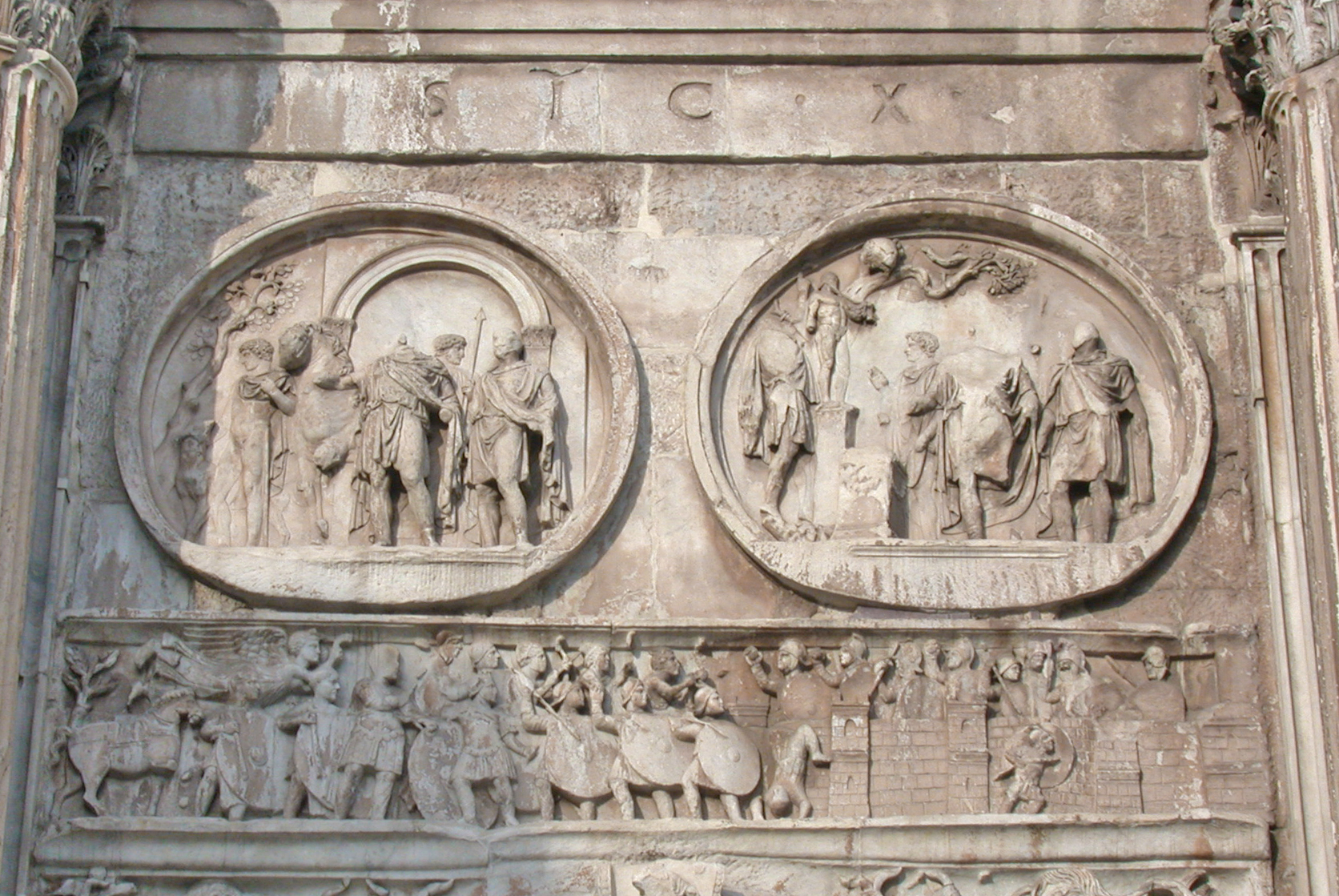
Rilievi dell'Arco di Costantino, 315 d.C.; sotto i due tondi di epoca adrianea, il fregio di epoca costantiniana attesta in quest'epoca l'utilizzo ancora di elmi attico-romani.

Altro equipaggiamento
- Un berretto pesante di pelle "pannonico", portato perché "l'elmo non sembrasse pesante durante il combattimento";[82]
- Un sagum, mantello rettangolare usato dai militari sin dall'epoca repubblicana, orlato di frangiature e decorato con vari motivi;
- Dei pantaloni o brache, assieme alla tunica o indossata separatamente da questa;
- Un subarmalis, farsetto imbottito al di sotto dell'armatura;
- Una dalmatica, tunica corta e larga, a maniche lunghe, oppure una camisia, con maniche a tubo, che in epoca tarda si sostituisce, quando non è indossata la toga, alla tunica (nel IV secolo plissettata) come tenuta regolamentare;[83][84]
- Le calzature si segnalano simili a quelle dei civili; in particolare gli scarponi erano con laccio integrato, dotati di suola chiodata o liscia; non più prodotta da tempo la caliga.[83]

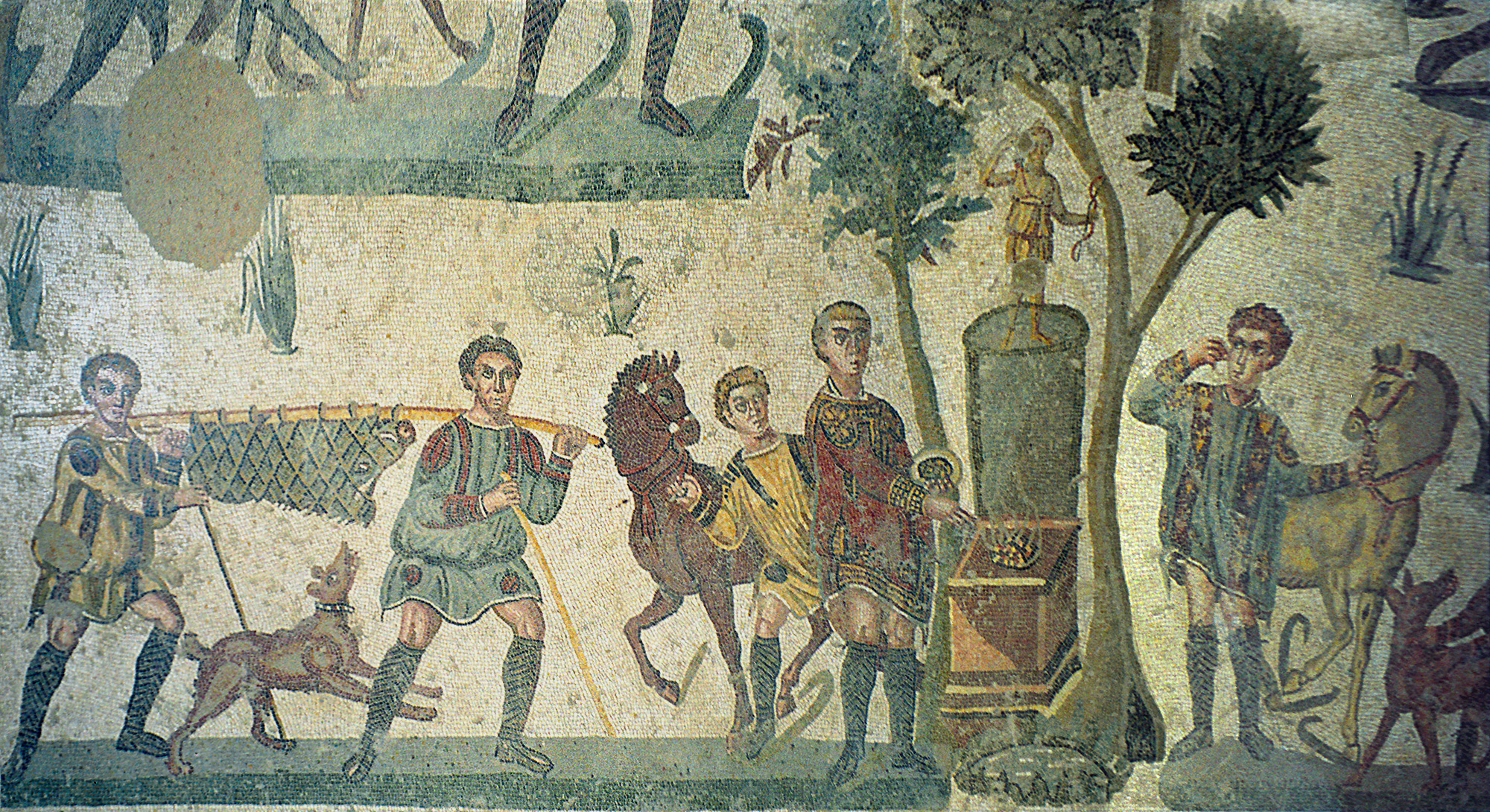
Mosaico della Villa del Casale a Piazza Armerina. Alcuni uomini impegnati in una battuta di caccia sono intenti a cucinarsi il pranzo; si noti la tipica camisia.
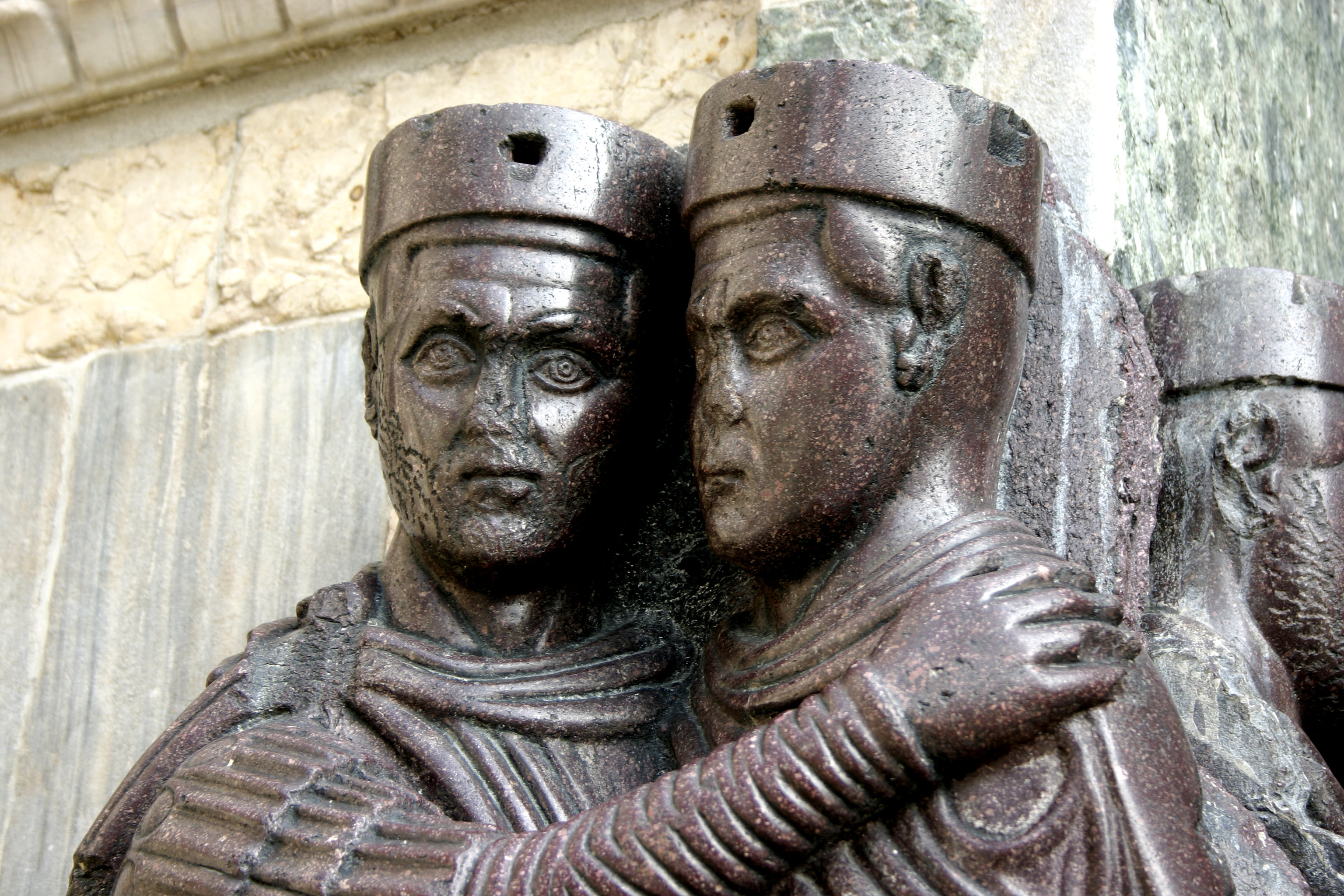
In questo particolare della scultura del Tetrarchi, conservata nella Basilica di San Marco, si può notare il tipico berretto pannonico, che divenne elemento caratterizzante dell'abbigliamento dei fanti romani tardo-imperiali.
Dittico di Stilicone, 400 ca; l'abbigliamento del magister militum dovrebbe costituire un modello esemplare per l'abbigliamento militare del tempo. Si notino in particolare la ricca fibula per tenere ferma la trabea, la lunga lancia, la spatha e lo scudo rotondo lamellato.